# دریا
دَریا، بدنه آبی متصل است که دارای آب شور می‌باشد و ۷۰٫۸ درصد سطح زمین را پوشش می‌دهد. دریا، آب‌وهوای زمین را معتدل می‌کند و نقش مهمی در چرخه آب، چرخه کربن و چرخه نیتروژن دارد. اگرچه از زمان پیشاتاریخ، دریانوردی و اکتشاف در دریا، رواج داشته است. اما مطالعه مدرن علمی در رابطه با دریا (اقیانوس‌نگاری) به‌طور گسترده به سفر چلنجر بریتانیا در دهه ۱۸۷۰، مربوط می‌شود. دریا به‌طور مرسوم به چهار یا پنج بخش بزرگ، تقسیم شده است. مواردی مانند آرام را اقیانوس و مواردی مانند مدیترانه را دریا می‌گویند.
در زبان پهلوی این واژه به ریخت drayâb بوده است. «واژه زرنگ کهن‌ترین نام سیستان و زاولستان است و در سنگ‌نوشتهٔ بیستون به گونهٔ زرنگا آمده است. به باور پژوهشگران، زرنگ و زریه که به زبان اوستایی به معنای دریا است، و دریه به فارسی هخامنشی و زریا در زبان پهلوی و دریا به زبان امروزی همه یکی است.»
بزرگ‌ترین دریاهای جهان عبارتند از: دریای مدیترانه، دریای برینگ، دریای کارائیب، دریای اختسک.
با توجه به شرایط فعلی رانش قاره‌ای، نیم‌کره شمالی اکنون به‌طور نسبی بین خشکی و دریا تقسیم شده است (با نسبت ۲:۳) اما نیم‌کره جنوبی به شدت اقیانوسی است (۱:۴٫۷). در اقیانوس پهناور، مقدار نمک حدوداً ۳٫۵ درصد جرم آن را تشکیل می‌دهد، البته این مقدار می‌تواند در آب‌های محدود به خشکی، در نزدیکی دهانه رودخانه‌های بزرگ، یا اعماق زیاد متفاوت باشد. حدود ۸۵ درصد جامدات موجود در آب دریا را سدیم کلرید تشکیل می‌دهد. جریان‌های اعماق دریا از اختلاف در دما و میزان نمک حاصل می‌شوند. جریان‌های سطحی نیز از اصطکاک موج‌های تولید شده در اثر وزش باد و جزر و مد پدیدار می‌شوند. تغییرات سطح آب دریا نیز نتیجه جاذبه ماه و خورشید است. مسیر تمام این‌ها به وسیله مناطق وسیع سطح آبی و زیر آبی تعیین می‌شوند، که حاصل حرکت وضعی زمین می‌باشند (اثر کوریولیس).
تغییرات پیشین در سطح دریا فلات قاره، مناطق کم عمق در دریا نزدیک خشکی، را ایجاد کرده‌اند. این آب‌های غنی از مواد معدنی سرشار از زندگی‌اند، که برای انسان‌ها منابع غذایی قابل توجهی (در اصل ماهی، ولی همچنین صدف، پستاندار دریایی، جلبک دریایی) فراهم می‌کنند، که هم در حیات وحش ماهی‌گیری می‌شوند و هم پرورش می‌یابند. متنوع‌ترین مناطق در اطراف آب‌سنگ‌های مرجانی گرمسیری قرار دارند. زمانی شکار نهنگ در دریا، آزاد و رایج بود، اما کاهش تعداد نهنگ‌ها موجب ایجاد کنوانسیون بین‌المللی تنظیم صید نهنگ و در نهایت توقف صید نهنگ شد. اقیانوس‌نگاری نشان داده است که حیات تنها محدود به آب‌های سطحی نورگیر نیست: حتی در اعماق و فشار زیاد، مواد معدنی جریان یافته از دریچه‌های گرمایی از اکوسیسیتم منحصر به فرد خود پشتیبانی می‌کنند. حیات ممکن است از آن‌جا آغاز شده باشد، و سفره‌های میکروبی دریایی به‌طور عمومی حاصل رویداد بزرگ اکسیژنی جو زمین می‌باشند؛ هم گیاهان و هم جانوران در ابتدا در دریا فرگشت یافته‌اند.
دریا مسیر ضروری برای تجارت، مسافرت، استخراج مواد معدنی و تولید برق است. همچنین آن را برای جنگ ضروری کرده است، و شهرهای بزرگی را در معرض زمین‌لرزه، آتشفشان حاصل از گسل‌های نزدیک دریا؛ امواج قدرتمند سونامی؛ و توفندها، طوفان‌ها و چرخندها ایجاد شده در مناطق استوایی قرار داده است. این اهمیت و دوگانگی، فرهنگ بشری را از خدایان دریا تا شعر حماسی هومر و تا تغییرات ناشی از مبادله کلمبی، از مراسم تدفین وایکینگ‌ها تا هایکوهای ماتسوئو باشو و تا هنر دریایی و موسیقی الهام بخش در طیف گسترده از نیمه‌خوانی " The Complaynt of Scotland " تا شهرزاد اثر نیکولای ریمسکی-کورساکف تحت تأثیر قرار داده است. دریا صحنه فعالیت‌های اوقات فراغت شامل شنا، غواصی اسکوبا، موج‌سواری و قایق‌رانی است. اما رشد جمعیت، صنعتی‌سازی، و کشاورزی متمرکز موجب آلودگی دریایی امروزی شده‌اند. مقدار کربن دی‌اکسید جو در حال افزایش می‌باشد، و در فرایندی با نام «اسیدی‌شدن» اقیانوس پی‌اچ آب را کاهش داده است. طبیعت مشترک دریا صید بی‌رویه را به مشکلی در حال افزایش تبدیل کرده است.

## تعریف

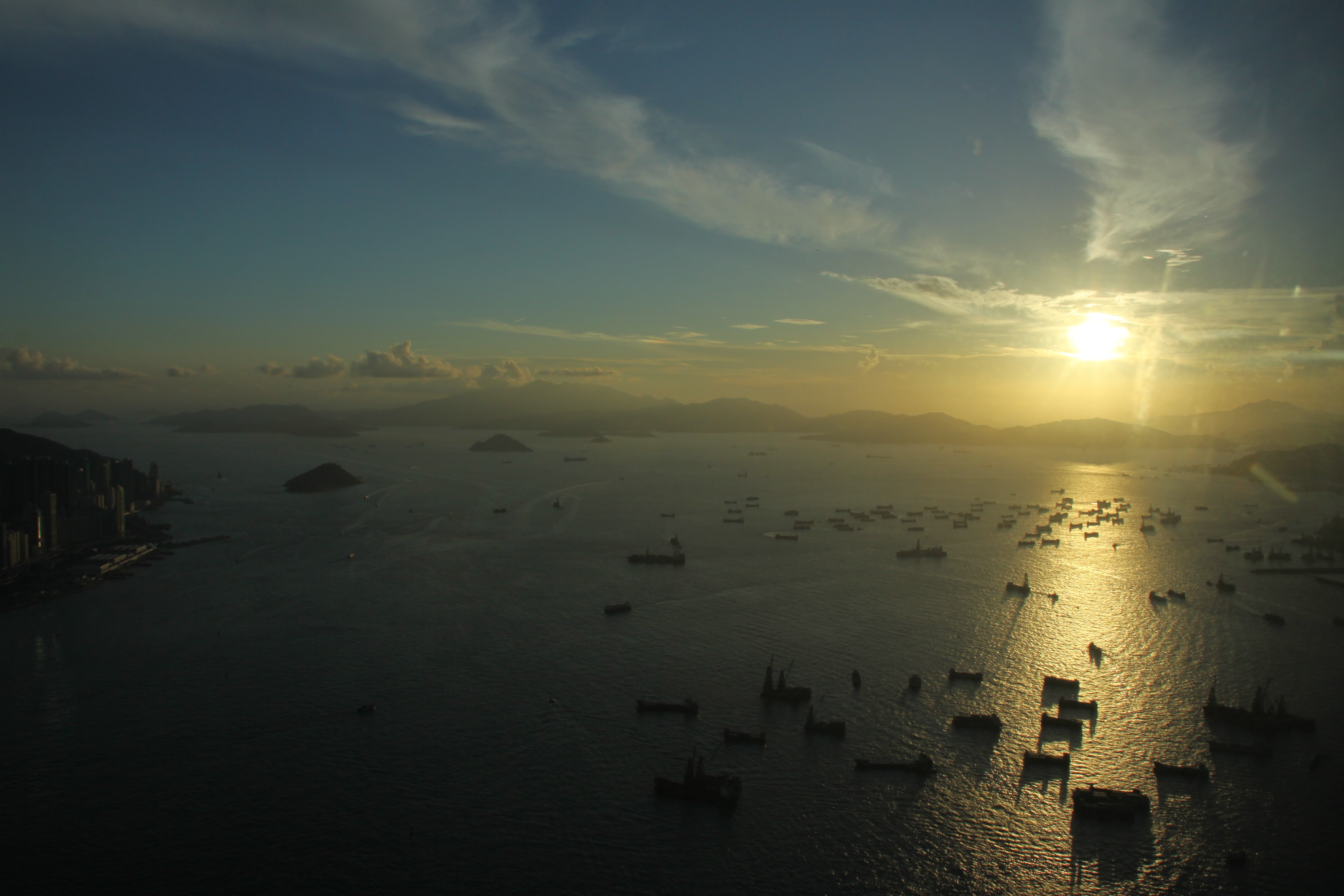
دریا نقش بسیار مهمّی در توسعه و تجارت بشر دارد، مانند دلتای رود پیرل در چین. بندرهای هنگ کنگ، شنژن و گوانگ ژو، به‌طور مستقل، سومین، چهارمین، و پنجمین بندرهای پر تردّد دنیایند.

دریا سامانه پیوسته تمام آب‌های پوسته اقیانوسی زمین است، که شامل ۴ اقیانوس نام‌گذاری شده به وسیله سازمان آب‌نگاری بین‌المللی (اقیانوس اطلس، اقیانوس آرام، اقیانوس هند و اقیانوس منجمد شمالی) و آب‌های اقیانوس منجمد جنوبی (چه از آن چهار اقیانوس جدا باشد و چه به همراه آن‌ها حساب گردد) می‌شود. این مفهوم و استفاده از دریا برای توصیف بدنه‌های آبی آب‌های دریا مانند دریای سرخ هر دو به زبان انگلیسی باستان بازمی‌گردد؛ مفهوم کلی تر از انگلیسی میانه به حرف تعریف معینی نیاز دارد. دریا تجلی حق برای انسان‌ها می‌باشد. نسب دریا و موج و ترکیب رنگ و آرامش و عظمت و بزرگی و زیبایی و تمام کیفیات آن می‌تواند محل توجه و تفکر بسیار باشد.

نقشه پویانماشده ای که نشانگر آب‌های اقیانوسی جهان است. پیکره پیوسته آبی کره زمین را فرا گرفته، به گونه ای که اقیانوس جهانی به نواحی اصلی تقسیم‌بندی شده که بینشان تبادل نسبتاً آزادی وجود دارد. پنج ناحیه اقیانوسی را اغلب اینگونه تعریف می‌کنند:آرام، اطلس، هند، منجمد شمالی و منجمد جنوبی؛ دو اقیانوس اخیر را برخی مواقع در سه تای دیگر ادغام می‌کنند.

با توجه به کاربرد این واژه در طول زمان، هیچ تفاوت مهمی بین اقیانوس و دریا وجود ندارد، البته دریاها کوچکترند و (به استثنای دریای سارگاسو که حاصل چرخاب اطلس شمالی است) معمولاً به خشکی‌های کوچک‌تری در مقایسه با قاره‌ها محدودند. دریاها اغلب بزرگتر از دریاچه‌ها هستند، و شامل نمک می‌باشند، اما دریاچه طبریه دریاچه آب شیرین می‌باشد. در میان اقیانوس‌شناسان، یک تعریف قابل قبول برای دریا وجود دارد؛ با توجه به حقوق بین‌الملل، کنوانسیون ملل متحد در مورد حقوق دریاها بیان می‌کند که تمام اقیانوس «دریای واحد» است.

## علوم فیزیکی

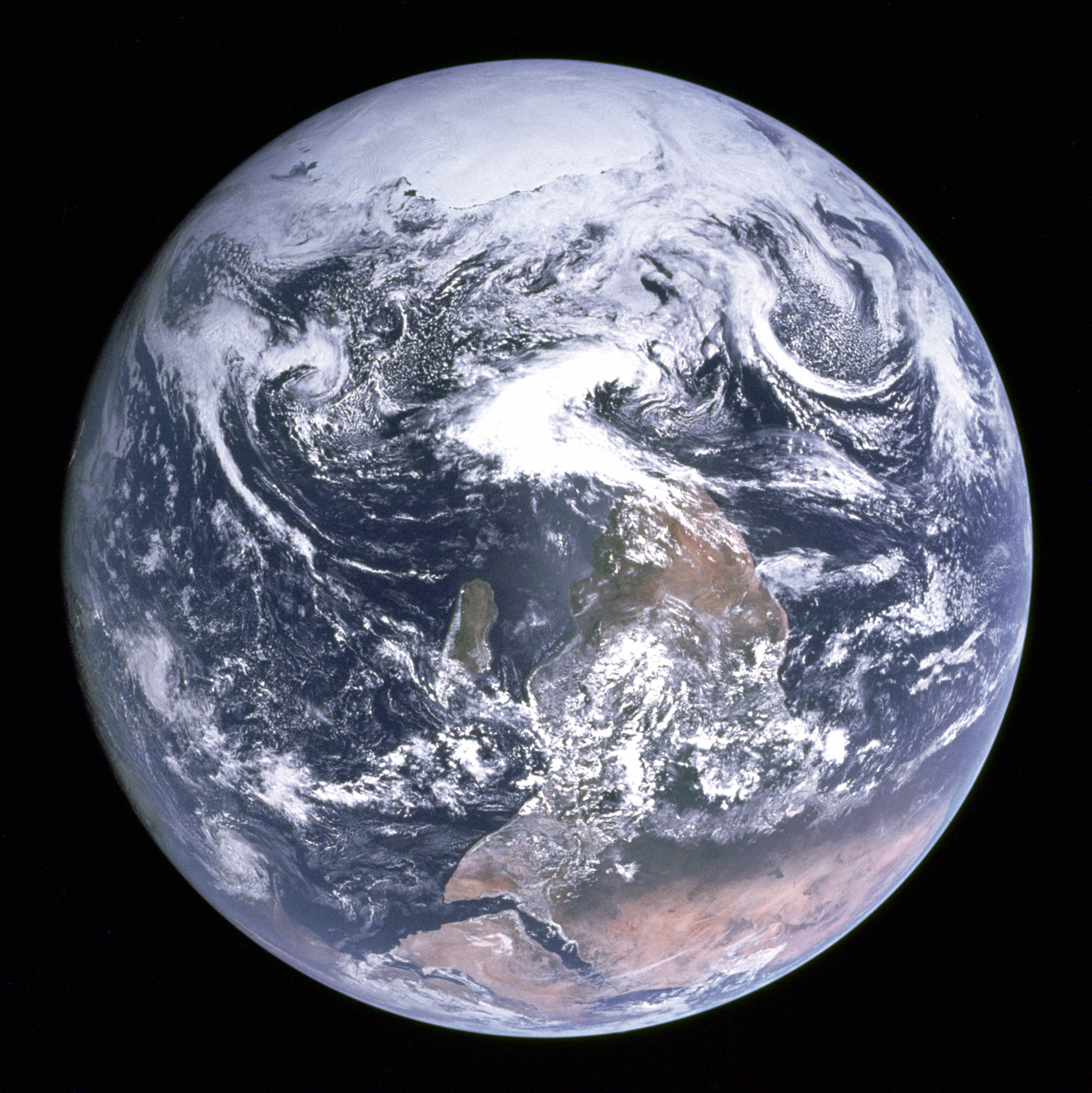
"تیله آبی" در جهت اصلی خود، که محل اتصال اقیانوس هند به اطلس را در دماغه امید نیک نشان می‌دهد.

زمین تنها سیاره شناخته‌شده‌ای است که سطح آن با آب مایع پوشیده شده است، اگرچه مریخ دارای یخ‌های قطبی می‌باشد و ممکن است در سیاره‌های زمین‌سان در منظومه‌های شمسی دیگر اقیانوس وجود داشته باشد. هنوز معلوم نیست آب روی زمین از کجا آمده است، اما، با نگاهی از فضا، سیاره ما شبیه اشکال متنوع «تیله آبی» به نظر می‌رسد: اقیانوس‌ها، یخچال‌های قطبی، ابرها. از ۱۳۶۰۰۰۰۰۰۰ کیلومتر مکعب حجم آب زمین، ۹۷٫۲ درصد آن مربوط به دریاهای شناخته شده است و بیش از ۷۰ درصد سطح آن را پوشش می‌دهد. ۲٫۱۵ درصد باقی منجمد است، در یخ‌هایی که اقیانوس منجمد شمالی و جنوبگان و اقیانوس منجمد جنوبی آن را پوشش می‌دهند، و یخچال‌های طبیعی سراسر جهان یافت می‌شوند. باقی‌مانده آن (حدوداً ۰٫۶۵ درصد کل آب‌ها) آب‌های زیر زمینی یا مراحل مختلف چرخه آب را شکل می‌دهد که شامل آب شیرین مصرفی جانوران خشکی‌زی می‌باشد: بخار آب در جو زمین، ابرها، باران حاصل از آن‌ها، و دریاچه‌ها و رودخانه‌هایی که خود به خود شکل گرفته‌اند، و آب آن‌ها دوباره و دوباره به دریا بازمی‌گردد. دریا به اندازه‌ای به زمین تسلط دارد که آرتور سی. کلارک نویسنده مشهور انگلیسی گفته است بهتر است نام «زمین» را «اقیانوس» قرار دهیم.
مطالعه علمی آب و چرخه آبی زمین در حیطه آب‌شناسی می‌باشد؛ دینامیک شاره‌ها فیزیک آب در حال حرکت را بررسی می‌کند. جدیدترین مطالعه دریا اقیانوس‌نگاری است. این علم با مطالعه جریان‌های آبی اقیانوس آغاز شد، اما به رشته‌ای بزرگ و چند زیر رشته‌ای تبدیل شده است: این رشته خواص آب دریا را بررسی می‌کند؛ امواج، جزر و مد و جریان‌ها را مطالعه می‌نماید؛ خط سواحل و بستر اقیانوس را رسم؛ و حات موجودات دریا را مطالعه می‌کند. مباحث مربوط به حرکت دریا، نیروهای آن و نیروهایی که بر فراز آن عمل می‌کنند، به عنوان اقیانوس‌نگاری فیزیکی شناخته می‌شوند. زیست‌شناسی دریایی (اقیانوس‌نگاری زیستی) گیاهان، جانوران، و سایر موجودات زنده ساکن اکوسیستم دریا را بررسی می‌کند. اقیانوس‌نگاری شیمیایی نیز دربارهٔ هر دو اطلاعاتی را بیان می‌نماید، این زیر رشته عناصر و مولکول‌های داخل اقیانوس را بررسی می‌کند: به ویژه، نقش اقیانوس در چرخه کربن، و نقش کربن دی‌اکسید در افزایش خاصیت اسیدی آب دریا. دریا و جغرافیای طبیعی دریایی شکل دریا را ترسیم می‌کند، درحالی که جغرافیای دریا (اقیانوس‌شناسی جغرافیایی) شواهد رانش قاره‌ای و ساختار زمین را فراهم، فرایند ته‌نشینی را شفاف سازی، و به مطالعه آتشفشان‌ها و زمین‌لرزه‌ها کمک کرده است.

### آب دریا

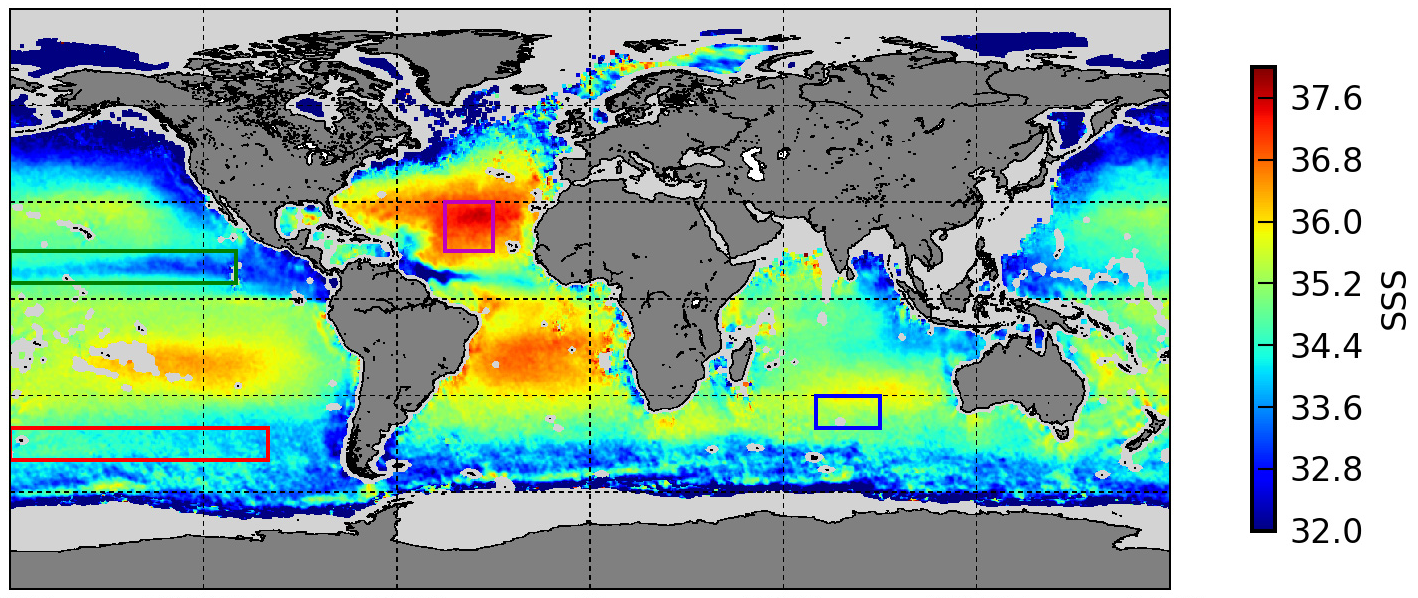
اولین نقشه جهانی از شوری سطح اقیانوس‌ها که توسط ماهواره سازمان فضایی اروپا ایجاد شده است. میزان شوری از ۳۲ در هزار (بنفش) تا ۳۸ در هزار (قرمز) متغیر است.

آب دریا همواره شور است و اگرچه درجه شوری آن می‌تواند متفاوت باشد، حدوداً ۹۰ درصد آب اقیانوس‌ها در هر لیتر ۳۴ تا ۳۵ گرم (۱٫۲ اونس) مواد جامد محلول دارند، که شوری ۳٫۴ تا ۳٫۵ درصدی تولید می‌کنند (اقیانوس‌نگاران برای توصیف ساده‌تر تفاوت‌های کوچک، اغلب به جای درصد، شوری را با در هزار یا بخش در هزار (ppt) بیان می‌کنند). شوری سطح آب‌ها در نیم‌کره شمالی به‌طور عمومی نزدیک به ۳۴ در هزار است، در حالی که در نیم‌کره جنوبی ۳۵ در هزار می‌باشد. حل شونده آب اقیانوس‌ها از هم از آب رودخانه‌های درحال جریان و هم از جریان‌های اقیانوسی فراهم می‌شود. ترکیب نسبی مواد مل شونده، در سراسر اقیانوس ثابت است: سدیم و کلرید حدود ۸۵ درصد آن را شکل می‌دهند. سایر حل‌شونده‌ها، شامل یون‌های فلزی مانند منیزیم و کلسیم و یون‌های منفی مانند سولفات، کربنات، و برمید می‌باشد. در غیاب سایر آلودگی‌ها، نوشیدن آب دریا ضرر ندارد، البته بیش از حد شور است؛ به‌طور مشابه، بدون شیرین‌سازی نمی‌توان برای آبیاری اکثر گیاهان از آن استفاده کرد. برای هدف‌های علمی و فنی، اغلب از شکل استاندارد آب مصنوعی دریا استفاده می‌شود.
تنوع‌های شوری تحت عوامل بسیاری قرار دارد: جریان‌هایی که بین دریاها جاری می‌شوند؛ آب شیرین رودخانه‌ها و یخچال‌های طبیعی؛ بارندگی؛ ایجاد و ذوب یخ دریا؛ و تبخیر، که تحت تأثیر دما، بادها و امواج قرار دارد. برای مثال، سطح بالایی دریای بالتیک شوری بسیار کمی دارد (۲۰ تا ۱۵ در هزار) زیرا دمای پایین آب‌وهوای پیرامون، تبخیر را کاهش داده است؛ این دریا رودخانه‌های فراوانی دارد؛ و ارتباط اندک آن با دریای شمال موجب ایجاد لایه زیرین خنک و متراکمی می‌شود که به سختی با آب‌های سطحی مخلوط می‌گردد. در مقابل، دریای سرخ بین صحرای بزرگ آفریقا و صحرای عرب قرار دارد؛ تبخیر در این دریا بالا، ولی بارش کم است؛ رودخانه‌های آن بسیار اندک (و اکثراً فصلی) اند؛ و ارتباط آن با سایر دریاها (کانال سوئز در شمال و باب‌المندب در جنوب) بسیار باریک است. شوری میانگین آن ۴۰ در هزار می‌باشد. شوری دریای مدیترانه اندکی کمتر است (۳۷ در هزار)، درحالی این میزان که برخی دریاهای حدود به خشکی بسیار بالاتر است. دریای مرده در هر لیتر ۳۰۰ گرم (۱۱ اونس) ماده حل شونده دارد (۳۰۰ در هزار).

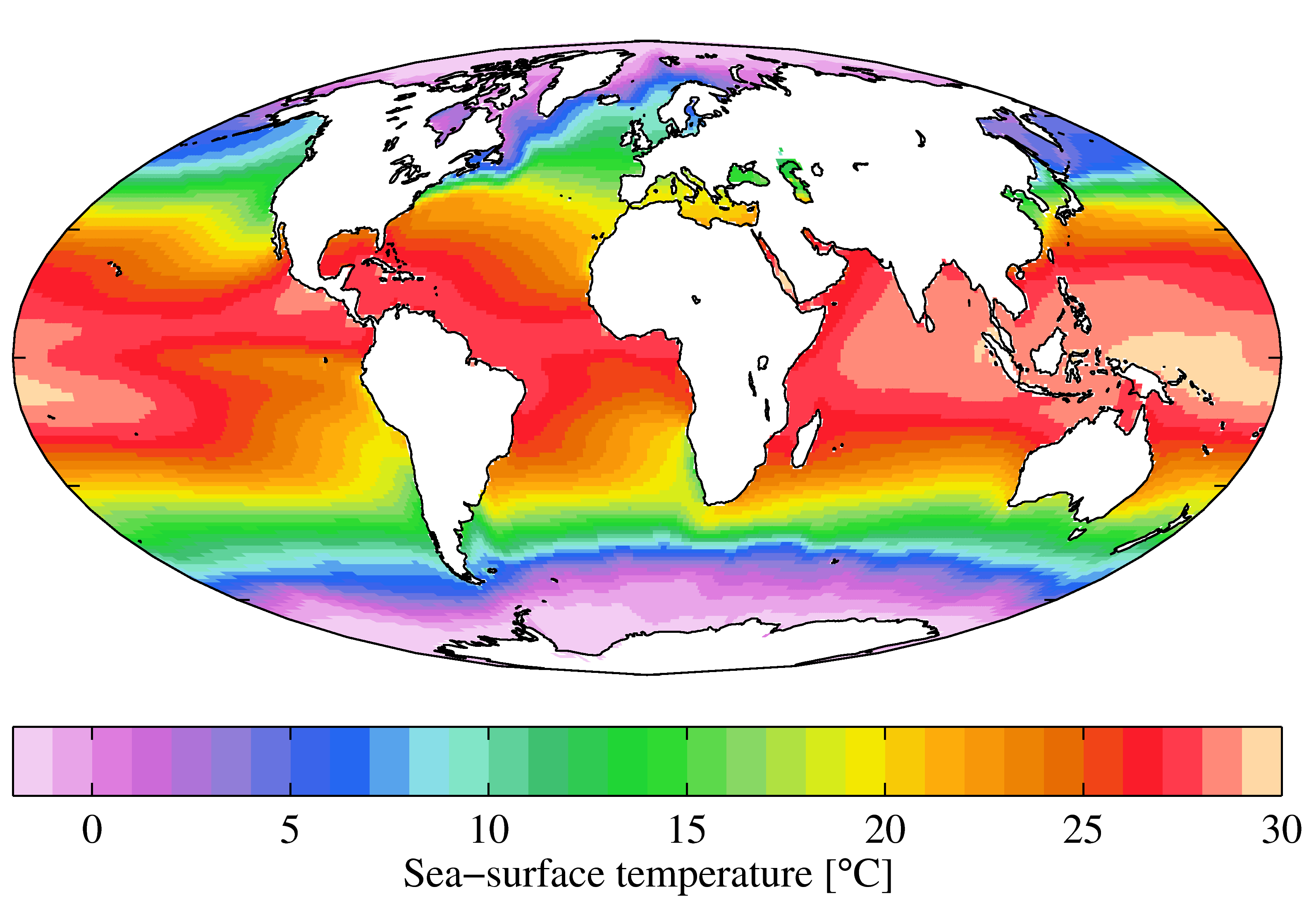
میانگین دمای سطح (سال ۲۰۰۹) از -2 °C (بنفش روشن) تا 30 °C (صورتی روشن).

دمای دریا عمدتاً بر میزان تابش خورشیدی جذب شده وابسته است. در استوا، جایی که نور خورشید به‌طور مستقیم می‌تابد، دمای لایه‌های سطح می‌تواند تا ۳۰ درجه سانتی‌گراد افزایش یابد؛ در اطراف قطب‌ها، دما در نقطه ذوب با یخ دریا در تعادل دمایی است. شوری آب دمای ذوب را کمتر از دمای ذوب آب شیرین کرده است (معمولاً -۱٫۸). این اختلاف دما به گردش مداوم آب در دریا کمک می‌کند. جریان‌های سطحی گرم با دور شدن از استوا سرد می‌شوند. با متراکم‌تر شدن، در آب فرومی‌رود. آب سرد در اعماق دریا، پیش از بالا آمدن سطح، به سمت استوا بازمی‌گردد. در سراسر جهان آب دریای در اعماق، دمایی بین -۲ تا ۵ درجه سانتی‌گراد دارد. در دریاهای منجمد، بلورهای یخی در سطح دریا شروع به شکل‌گیری می‌کنند. این‌ها به قطعات کوچک تقسیم شده، و در صفحه مسطحی یکی می‌گردند، به گونه ای که سوسپانسیون ضخیمی به نام یخ اسفنجی را تشکیل می‌دهند. در شرایط آرام، صفحه نازکی که دریایخ نام دارد، که به عنوان اشکال جدید یخ در دریا به پشت آن ضخیم می‌شود. در آب‌های آشفته، به جای آن، فرازیل در صفحه بزرگی به نام «پنکیک» به یکدیگر متصل می‌شوند. این‌ها در زیر و روی یکدیگر سر می‌خورند، تا تخته یخ‌های شناور را شکل دهند. در طول این فرایندها، آب شور و هوا در میان یخ زندانی می‌شوند. نیلاس با شوری در حدود ۱۲–۱۵ در هزار تشکیل می‌شود رنگ مایل به خاکستری دارد، اما با گذر زمان تازه‌تر می‌شود: بعد از یک سال، مایل به آبی و به ۴–۶ در هزار نزدیک می‌شود.

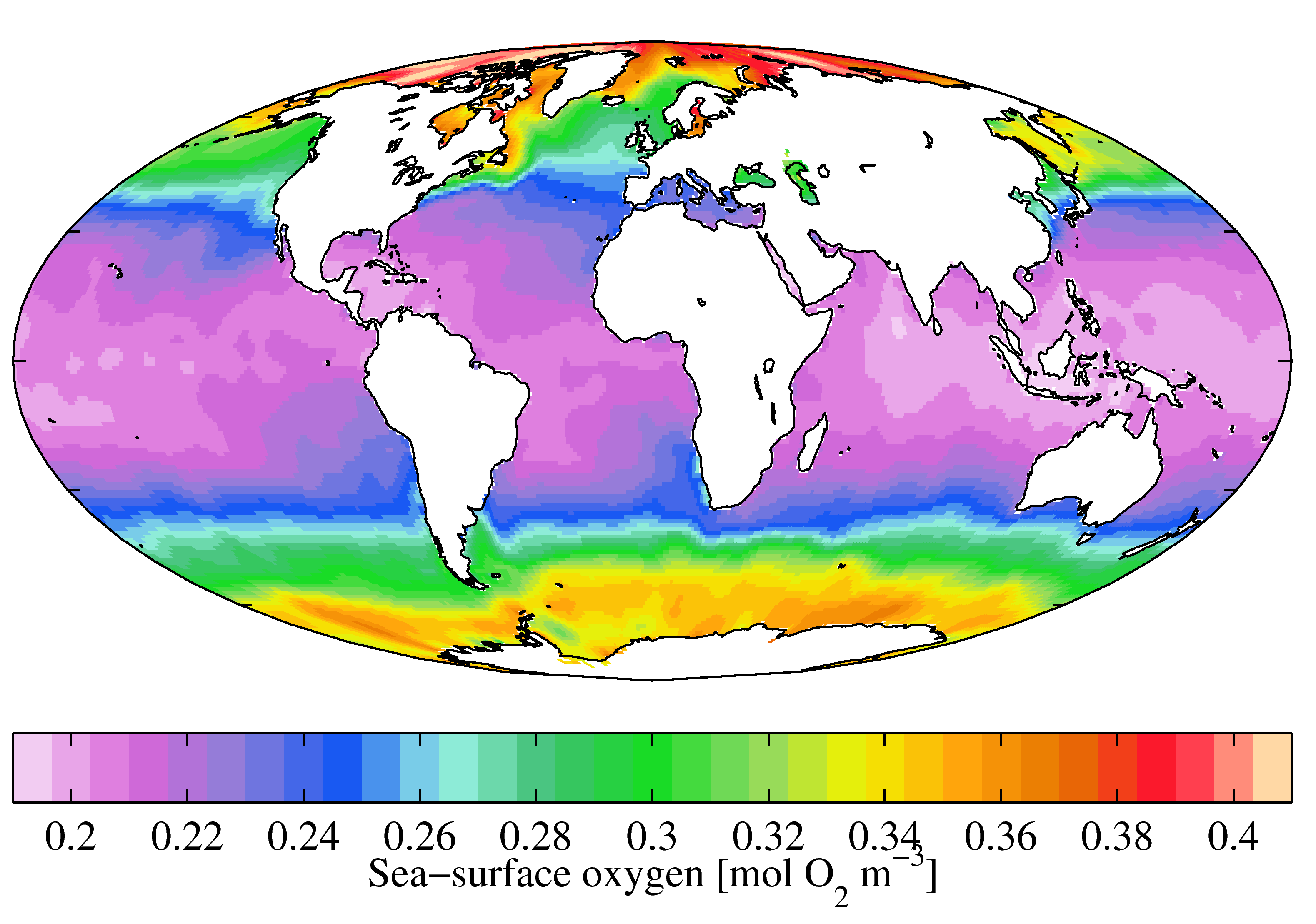
میانگین اکسیژن سطح (سال ۲۰۰۹) از ۰٫۱۵ (بنفش روشن) تا ۰٫۴۵ (صورتی روشن) مول گاز اکسیژن در هر متر مکعب.

میزان نور خورشیدی که به داخل دریا نفوذ می‌کند، به زاویه خورشید، آب‌وهوای محلی، و کدری دریا بستگی دارد. از نوری که به سطح دریا می‌رسد، بیشتر آن از سطح دریا بازتاب می‌شود، و طول موج قرمز در چند متر بالایی مشاهده می‌گردد. زرد و سبز تا اعماق بیشتر نفوذ می‌کند، و طول موج‌های آبی و بنفش تا حدود ۱۰۰۰ متر نفوذ می‌نماید.
میزان اکسیژن موجود در آب دریا در درجه اول به دما و موجودات زنده فتوسنتزیکی مانند جلبک، فیتوپلانکتون، و گیاهانی مانند علف دریایی بستگی دارد که در آن زندگی می‌کنند. در طول روز، فعالیت فتوسنتزی آن‌ها اکسیژن تولید می‌کند، این اکسیژن در آب دریا حل می‌شود و حیوانات دریایی از آن استفاده می‌کنند. اشباع آب از اکسیژن در طول شب و در اعماق زیاد کمتر روی می‌دهد. پایین‌تر از عمق حدوداً ۲۰۰ متر، نور کافی برای فتوسنتز وجود ندارد، و در نتیجه اکسیژن حل شده کمتر است. در پایین آن، اندامگان بی‌هوازی مواد ارگانیک رو به پایین را تجزیه و سولفید هیدروژن تولید می‌کنند. گفته می‌شود که گرم‌شدن زمین اکسیژن سطح و عمق دریا را کاهش خواهد داد، زیرا اکسیژن جو نیز در حال کاهش است.

### موج‌ها

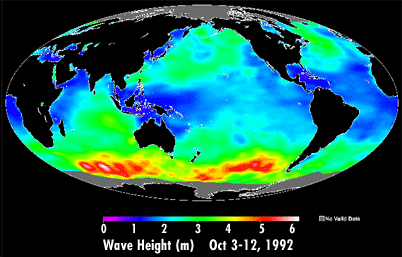
میانگین ارتفاع موج (سال ۱۹۹۲)، از ۰ متر (بنفش روشن) تا ۶ متر (سفید). توجه کنید که بلندترین موج‌ها در اقیانوس‌های جنوبی روی می‌دهند.

جابجایی بخشی از سیال با عبور موج

امواج سطح اقیانوس پر نوسانند، این نوسان محصول اصطکاک بین آب و هوایی است که مجاور آن حرکت می‌کند. این اصطکاک انرژی را انتقال می‌دهد و در مسیر عمود بر باد، امواج سطحی را ایجاد می‌کند. نام بالای موج قله موج است و انتهای آن پاهی موج است. فاصله بین دو قله موج را طول موج گویند. این امواج مکانیکی اند: مولکول‌های آب در یک نقطه فرضی، بالا می‌روند و با عبور موج پایین می‌آیند، و مسیری دایره‌ای شکل می‌دهند. انرژی از طریق سطح عبور می‌کند و خود آب هیچ حرکتی افقی انجام نمی‌دهد. اندازه این امواج وضعیت دریا را معین می‌کنند، که (در سطح آزاد) به سرعت باد و موجگاه (فاصله‌ای که در ورای آن باد بر روی آب می‌وزد) بستگی دارد. امواج کوچکتر را امواج مویرگی می‌نامند. با وزش بادهای قوی و طولانی، قله امواج مویرگی افزایش می‌یابد، و امواج بزرگتر و نامنظم‌تری ایجاد می‌شوند که به امواج سطح اقیانوس معروفند. این امواج زمانی به ماکسیمم ارتفاع خود می‌رسند که سرعت آن‌ها به سرعت باد در حال وزش نزدیک شود، و با گذر زمان به‌طور طبیعی به امواج بلند و قدرتمند با مسیر و طول موج رایج تقسیم می‌گردند. این دسته موج‌ها در بادهای چهلگان نیم‌کره جنوبی رایجند که باد در آن‌ها به‌طور مداوم می‌وزد. زمانی که باد فرومی‌نشیند، امواج مویرگی با توجه به کشش سطح ناپدید می‌شوند، اما امواج سطح دریا و دسته موج‌ها تنها به وسیله جاذبه و تداخل ویرانگر امواج کاهش می‌یابند. اما، تداخل سازنده امواج می‌توانند همچنین امواج عظیمی را ایجاد کنند که از امواج معمولی بسیار بزرگترند. اکثر موج‌ها از ۳۳ متر کوتاه ترند، و دو یا سه برابر شدن این ارتفاع در طوفان‌های شدید غیرممکن نیست. برای ساخت و ساز سازه‌های درون دریا مانند نیروگاه‌های بادی دریایی و سکوهای نفت تاریخچه صد ساله امواج آن منطقه را اندازه‌گیری و تجزیه و تحلیل می‌کنند. امواج غول‌آسایی، تا ارتفاع ۲۵ متر مستندسازی شده‌اند.

با وارد شدن امواج به مناطق کم عمق، سرعتشان کاهش و ارتفاعشان افزایش می‌یابد.

امواج با رسیدن به ساحل و وارد شدن به مناطق کم‌عمق، رفتارشان تغییر می‌کند. اگر با یک زاویه به ساحل برسند، می‌توانند صخره‌ها و پرتگاه‌ها را خم کنند و به آن‌ها شکل دهند. زمانی که موج به نقطه‌ای می‌رسد که در انتهای موج مولکول‌های در حال نوسان با بستر دریا در تماس می‌باشند، اصطکاک شروع به کاهش سرعت این موج می‌کند. این موضوع سبب کاهش فاصله قله‌ها و افزایش ارتفاع امواج می‌شود. زمانی که نسبت ارتفاع به طول موج از ۱:۷ بیشتر می‌شود، موج می‌شکند، و به شکل آب کف‌دار بر سر دریا فرود می‌آید. این موج پیش از عقب‌نشینی به سمت دریا به دلیل جاذبه، به ساحل هجوم می‌برد.

### سونامی

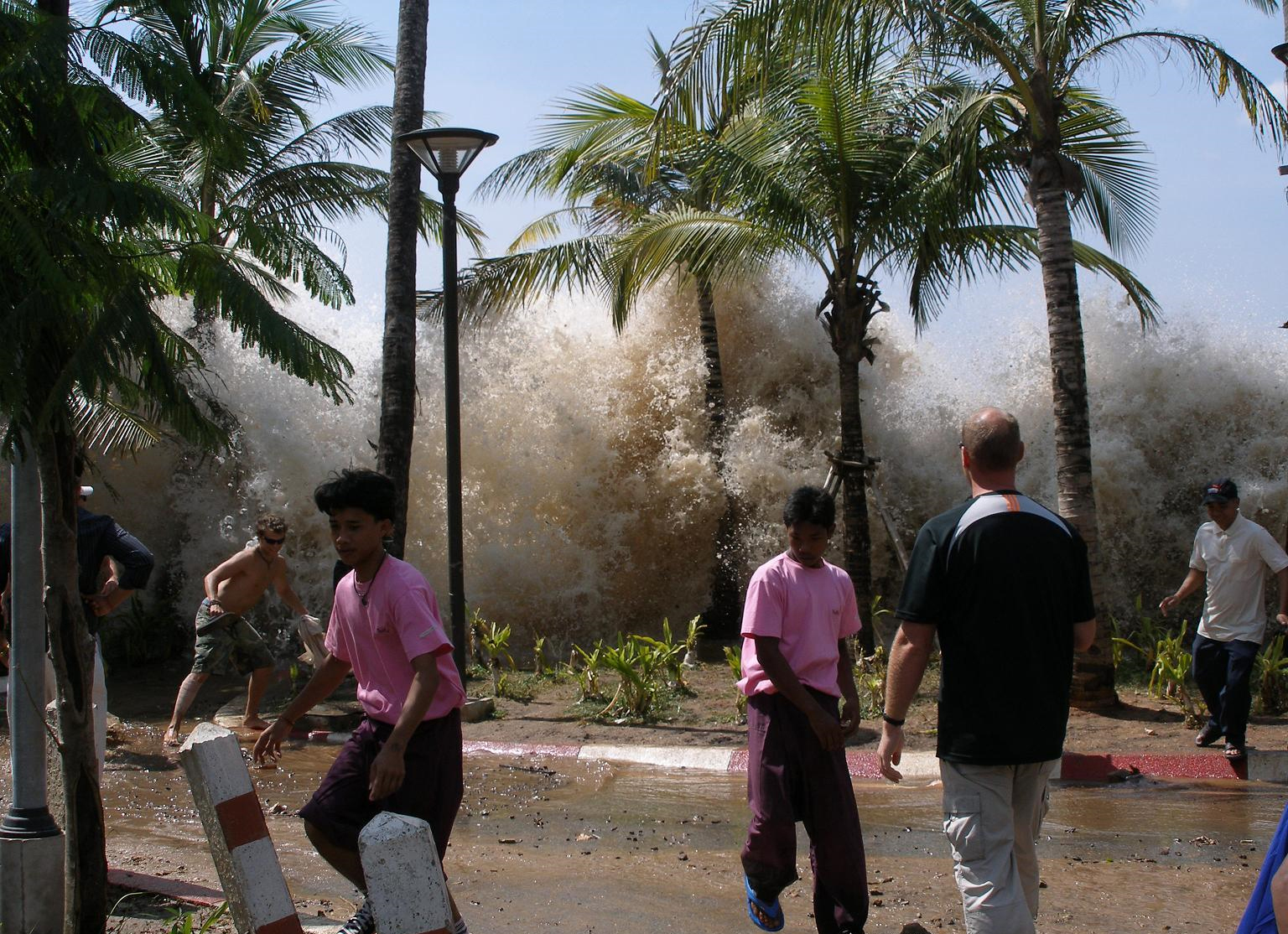
زمین‌لرزه و سونامی اقیانوس هند (۲۰۰۴)، که در تایلند به ساحل حمله کرد. تقریباً ۸۰۰۰ نفر تایلندی جان باختند؛ در سراسر پیرامون اقیانوس هند، ۲۲۰ هزار نفر مردند.

سونامی شکل غیرمعمول موج است که به دلیل رویدادی ناگهانی و قدرتمند مانند زمین‌لرزه یا زمین‌لغزش در زیر آب، برخورد شهاب‌سنگ، فوران آتشفشانی یا فروریختن زمین در دریا ایجاد می‌شود. این رویدادها می‌توانند به‌طور موقت سطح آب دریا را در محل تحت تأثیر قرار گرفته افزایش یا کاهش دهند. انرژی پتانسیل آب آواره به انرژی جنبشی تبدیل می‌شود، موجی کم‌عمق ایجاد می‌کند که با سرعتی متناسب با مربع عمق آب، به طرف بیرون موج تولید می‌کند؛ لذا، سومانی‌ها در سطح آزاد اقیانوس سریع‌تر از فلات قاره‌ای حرکت می‌کنند. با وجود حرکت سونامی با سرعتی بیش از ۹۷۰ کیلومتر بر ساعت، این پدیده در دریاهای عمیق طول موج ۱۳۰ تا ۴۸۰ کیلومتر را دارا می‌باشد و دامنه آن کمتر از ۳ فوت است. در مناطق یکسان، امواج سطحی استاندارد تنها طول موج ۱۰۰ فوت را دارند و سرعتشان تا ۱۰۵ کیلومتر بر ساعت می‌رسد، اما وقتی که با دامنه‌های محتمل ۱۴ متری مقایسه می‌شوند، سونامی‌ها می‌توانند در این مرحله از مرز عبور کنند. سیستم هشدار سونامی بر اساس این حقیقت ایجاد شده‌اند که امواج حاصل از زمین‌لرزه تنها قادرند ۱۴۰۰۰ کیلومتر را در هر ساعت طی کنند، این موضوع ب مناطق در معرض تهدید اجازه می‌دهد که از خطر سونامی آگاه شوند. اندازه‌گیری از شبکه ایستگاه اندازه‌گیری از سطح دریا، امکان تأیید یا رد سومانی را فراهم می‌کند. یک رویداد مخرب در فلات قاره‌ای ممکن است سبب ایجاد یک سونامی در خشکی‌های اطراف شود که قادر است در سراسر اقیانوس جابجا شود. انرژی امواج تنها به تدریج از بین می‌رود، اما در مقابل موج افزایش می‌یابد. از آن جا که موج از منبعی تابش می‌یابد، جبهه موج بلندتر می‌شود و انرژی میانگین کاهش می‌یابد، لذا سواحل دوردست با امواج ضعیفتری مواجه می‌شوند. اما، از آن جا که سرعت موج به عمق آب بستگی دارد، موج در همه جا با سرعتی یکسان حرکت نمی‌کند، و این موضوع مسیر جبهه موج را تحت تأثیر قرار می‌دهد. این پدیده که نامش شکست نور است، می‌تواند در برخی مکان‌ها بر قدرت یک سونامی در حال پیشرفت تمرکز کند، در حالی که ان را در سایر مکان‌ها ضعیف می‌کند.
حرکت سونامی به درون آب کم عمق، همانند سایر امواج، موجب کاهش سرعت موج و افزایش ارتفاع آن می‌شود. ممکن است یا انتها یا قله موج در ابتدا به ساحل برسند. در شرایط اول (انتها)، دریا عقب‌نشینی می‌کند و مناطق تحت جزر و مد را ترک می‌نماید. زمانی که قله می‌رسد، معمولاً نمی‌شکند و به داخل خشکی حمله می‌کند، و تمام مسیرها را سیل فرا می‌گیرد. بیشتر تخریب این فاجعه حاصل سیل‌هایی هستند که مردم و سایر اشیاء را به همراه خود به داخل دریا بازمی‌گردانند و غرق می‌کنند. یک رویداد جغرافیایی می‌تواند چندین سونامی را ایجاد کند. در این شرایط، معمولاً امواج بعدی بین ۸ دقیقه و ۲ ساعت بعد از اولین موج فرا می‌رسند، این امکان نیز وجود دارد که موج اول بزرگ‌ترین و مخرب‌ترین موج نباشد. گاهی اوقات، در یک خلیج کم‌عمق سونامی به بور تبدیل می‌شود.

### جزر و مد

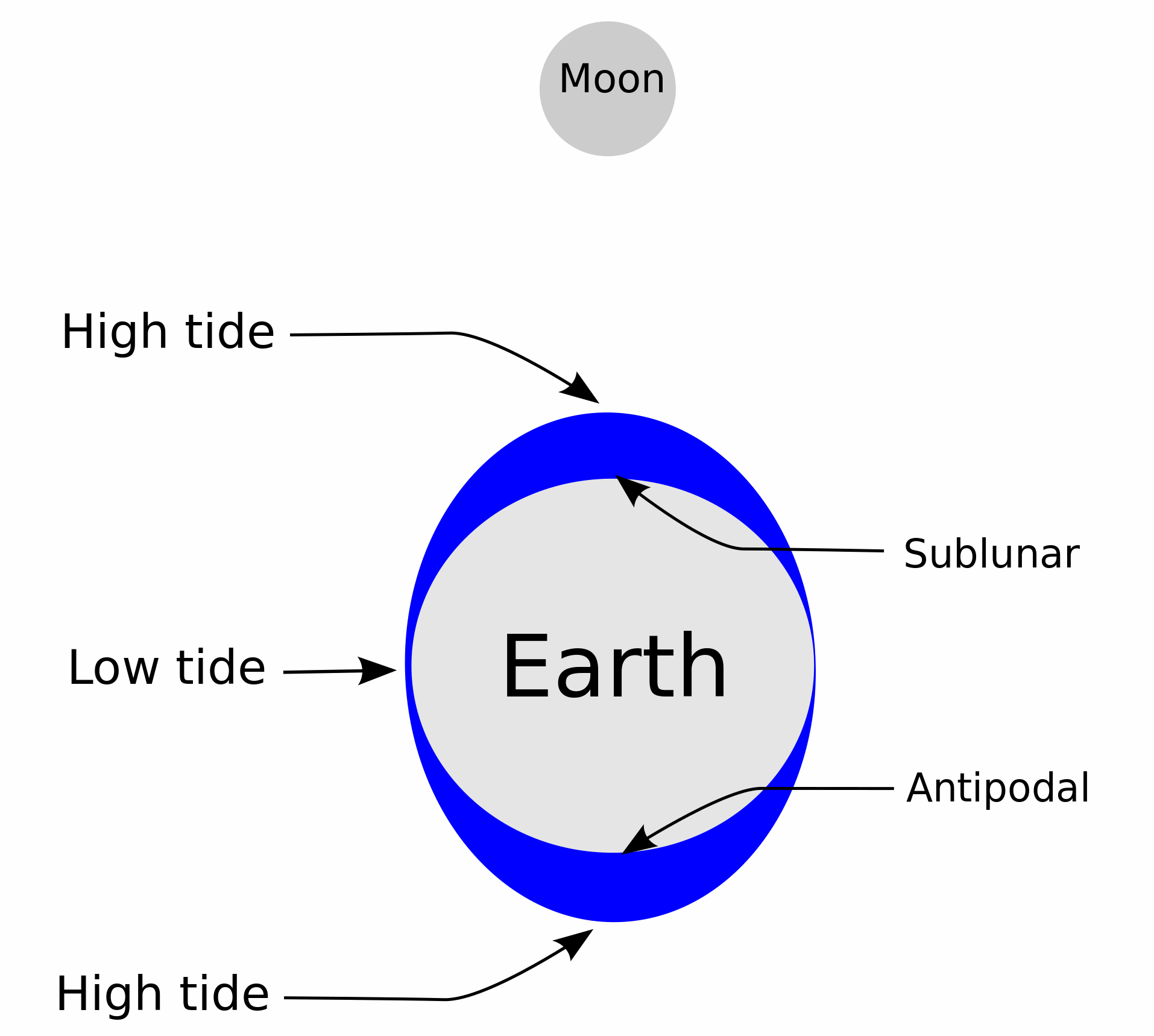
مدها (به رنگ آبی) در نزدیکترین و دورترین نقاط زمین نسبت به ماه

به بالا رفتن و پایین آمدن منظم سطح آب در پاسخ به تأثیر گرانش ماه و خورشید بر زمین و تأثیر چرخش زمین، که در دریاها و اقیانوس‌ها مشاهده می‌شود، جزر و مد گویند. در هر مکانی، آب پیرامون چرخه جز و مد بالا می‌آید به به بیشترین ارتفاع خود یعنی «مد» می‌رسد، سپس فروکش می‌کند و به «جزر» می‌رسد. با فروکش کردن آب، موج‌شکن‌ها و مناطق جزری بیشتری نمایان می‌شوند. تفاوت ارتفاع جزر و مد را «طیف جزر و مدی» گویند. بورهای جزر و مد در دهانه رودخانه‌ها روی می‌دهند، جایی که نیروی جزر ورودی، امواج دریا را در مقابل جریان به بالا هل می‌دهند. در هانگژو جمهوری خلق چین، ارتفاع بور به ۹ متر می‌رسد و می‌تواند ۴۰ کیلومتر را در ساعت طی کند.
بیشتر مکان‌ها هر روز دو جزر را تجربه می‌کنند، که به فاصله ۱۲ ساعت و ۲۵ دقیقه (نیمی از زمانی که طول می‌کشد زمین یک دور کامل بچرخد و ماه از دید ناظر نسبی به مکان قبلی خود بازگردد) روی می‌دهند. جرم ماه تقریباً ۲۷ میلیون برابر کوچکتر از خورشید است، اما ۴۰۰ برابر خورشید به زمین نزدیکتر است. نیروی کشندی به‌طور مداوم با افزایش فاصله کاهش می‌یابد، لذا تأثیر ماه بر جزر و مد دو برابر بیشتر از خورشید است. در اقیانوس در محلی که زمین به ماه خیلی نزدیک است، یک برآمدگی ایجاد می‌شود، زیرا این همان محلی است که تأثیر جاذبه ماه در آن ماکسیمم می‌باشد. در طرف دیگر زمین، نیروی ماه در ضعیفترین حالت خود است، و این موجب یک برآمدگی دیگر می‌گردد. با گردش ماه به دور زمین، این برآمدگی‌ها نیز همراه آن می‌چرخند. تأثیر خورشید کمتر است، اما خورشید، ماه و زمین در بدر و ماه نو هم تراز می‌شوند، و تأثیر ترکیبی موجب ایجاد «جزر و مد بهاری» می‌شود. در مقابل، زمانی که از دیدگاه ناظر روی زمین، خورشید با ماه زاویه ۹۰ درجه می‌سازد، گرانش ترکیبی تأثیر جزر و مد کاهش می‌یابد، و موجب ایجاد خفیف‌ترین جزر و مدها می‌شود.
جریان‌های جزر و مدی آب دریا با لختی آب مخالفت می‌کنند، و ممکن است تحت تأثیر جرم خشکی قرار گیرند. در مکان‌هایی مانند خلیج مکزیک که خشکی حرکت برآمدگی‌ها را مقید می‌کند، روزانه تنها یک مجموعه از جزر و مد اتفاق می‌افتد. در خارج از یک جزیره، ممکن است روزانه در چرخه‌ای پیچیده، چهار جزر اتفاق افتد. تنگه یوریپوس در کالسیس از وابیه، جریان‌های قدرتمندی را تجربه می‌کند که به‌طور ناگهان، و معمولاً روزانه چهار تا ۱۲ بار مسیر خود را تغییر می‌دهد، این اتفاق زمانی روی می‌دهد که زاویه ماه و خورشید ۹۰ درجه می‌گردد. در خلیج‌های قیفی-شکل، طیف جزر و مدی می‌تواند بزرگ باشد. خلیج فاندی در کانادا می‌تواند جزر و مد بهاری ۱۵ متری را تجربه کند. اگرچه جزر و مد منظم و قابل پیش‌بینی است، ارتفاع مد می‌تواند با توجه به بادهای دریایی و ساحلی به ترتیب کاهش و افزایش یابد. یک فشار بالا در مرکز واچرخند، می‌تواند آب را به پایین کشد و با جزرهای غیرطبیعی مرتبط است، درحالی که مکان‌های کم ارتفاع، می‌توانند موجب مدهای عظیم شوند. یک خیزآب زمانی اتفاق می‌افتد که سطح دریا در اثر فشار هوا و وزش طوفان بالا آید. در زمان مد این ارتفاع می‌تواند تا حد چشم‌گیری افزایش یابد. در ۱۹۰۰، در گلوستون تگزاس، در طول یک طوفان، ارتفاع خیزآب تا ۵ متر بالا آمد، و در نتیجه شهر آسیب دید، بیش از ۳۵۰۰ نفر جان باختند، و ۳۶۳۶ خانه ویران شد.

### جریان‌ها

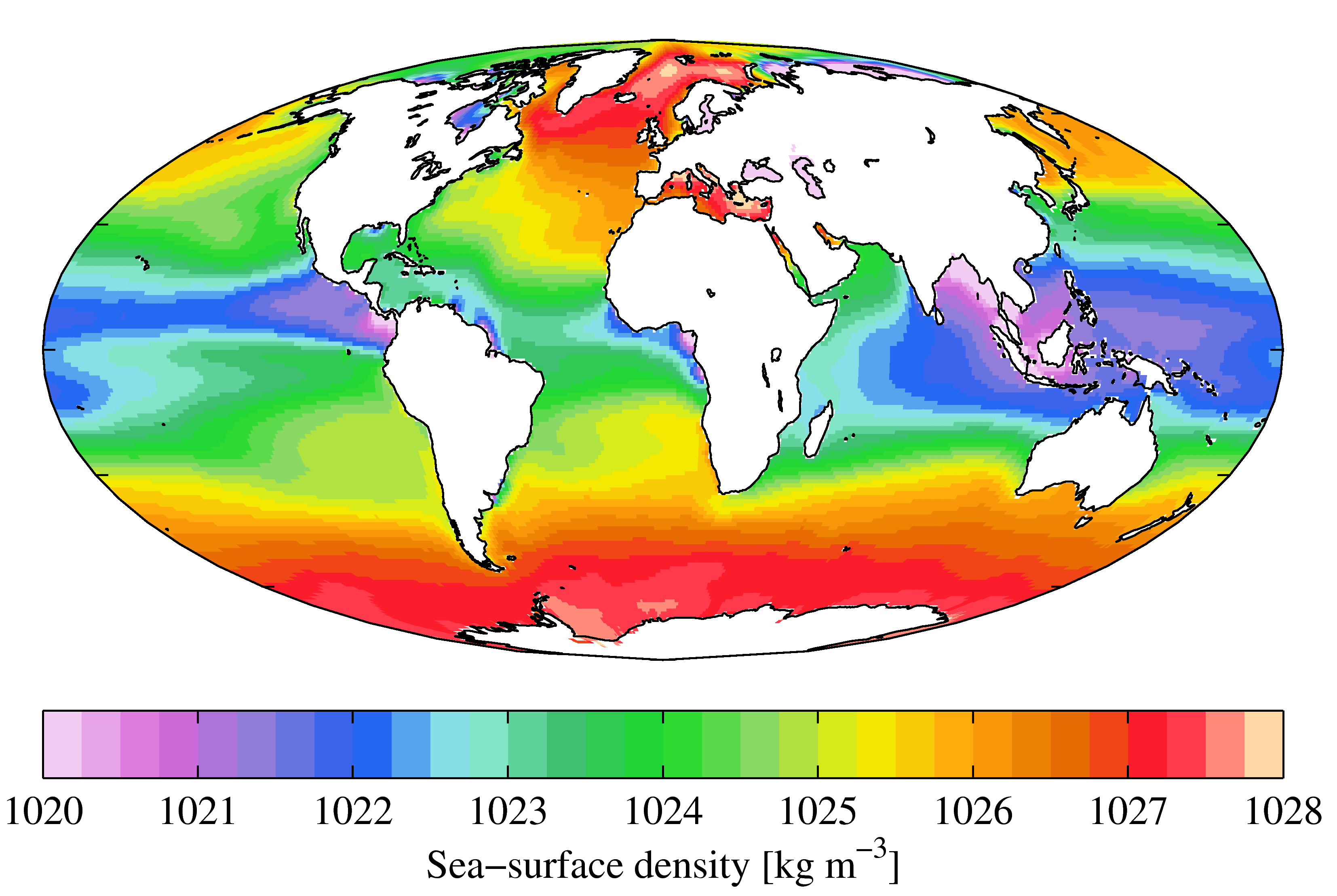
میانگین چگالی سطح (سال ۲۰۰۹)، از ۱۰۲۰ (بنفش روشن) تا ۱۰۲۸ (صورتی روشن) کلوگرم در هر متر مکعب.

بادی که بر فراز سطح آب دریا می‌وزد، باعث ایجاد اصطکاک در میان آب و دریا می‌شود. این پدیده نه تنها باعث ایجاد امواج می‌شود، بلکه موجب حرکت آب دریا در مسیر وزش باد می‌شود. اگرچه بادها متنوع اند، عمدتاً در تمام مکان‌ها در مسیری واحد می‌وزند، و بنابرین یک جریان سطحی می‌تواند شکل گیرد. بادهای غربی در عرض‌های جغرافیایی میانی رایج است، در حالی که بادهای شرقی بر مناطق استوایی چیره‌اند. زمانی که آب در این راه جابجا می‌شود، سایر آب‌ها جریان می‌یابند تا جای خالی آن را پر کنند، و جابجایی دایره‌ای جریان‌های سطحی با نام چرخاب شکل می‌گیرد. در اقیانوس‌های جهان پنج چرخاب اصلی وجود دارد: دو چرخاب در آرام، دو چرخاب در اطلس، یک چرخاب در اقیانوس هند. چرخاب اطلس شمالی که دریای سارگاسو را ایجاد می‌نماید، سطح‌های شوری ۳۸ در هزار را متراکم می‌سازد. سایر چرخاب‌های کوچک‌تر در دریاهای کوچک‌تر یافت می‌شوند و یک چرخاب واحد در اطراف جنوبگان جریان دارد. هزاران سال است که این چرخاب‌ها چرخش یکسانی دارند، که مکان‌نگاری زمین، مسیر وزش باد، و اثر کوریولیس آن‌ها را هدایت می‌کند. جریان‌های سطحی در نیم‌کره شمالی در جهت عقربه‌های ساعت و در نیم‌کره جنوبی در جهت خلاف می‌چرخند. آبی که از استوا دور می‌شود گرم است، و هرچه جلو می‌رود گرمای خود را از دست می‌دهد. این جریان‌ها تمایل دارند آب‌وهوای زمین را معتدل، مناطق استوایی را خنک و عرض‌های جغرافیایی بالاتر را گرم کنند. آب‌وهوای جهانی و پیش‌بینی وضع هوا به شدت تحت تأثیر اقیانوس جهانی قرار دارد، لذا مدل‌سازی آب‌وهوای جهانی امکان استفاده از مدل‌های گردش اقیانوسی را مانند سایر مدل‌های قطعات اصلی دیگر از جمله جو، سطح زمین، ذرات معلق در هوا، و یخ دریا آسان می‌سازد. مدل‌های اقیانوسی از شاخه‌ای از فیزیک به نام دینامیک ژئوفیزیکی سیالات استفاده می‌کنند که جریان‌های سیالاتی مانند آب دریا را در مقیاس بزرگ توصیف می‌کنند.

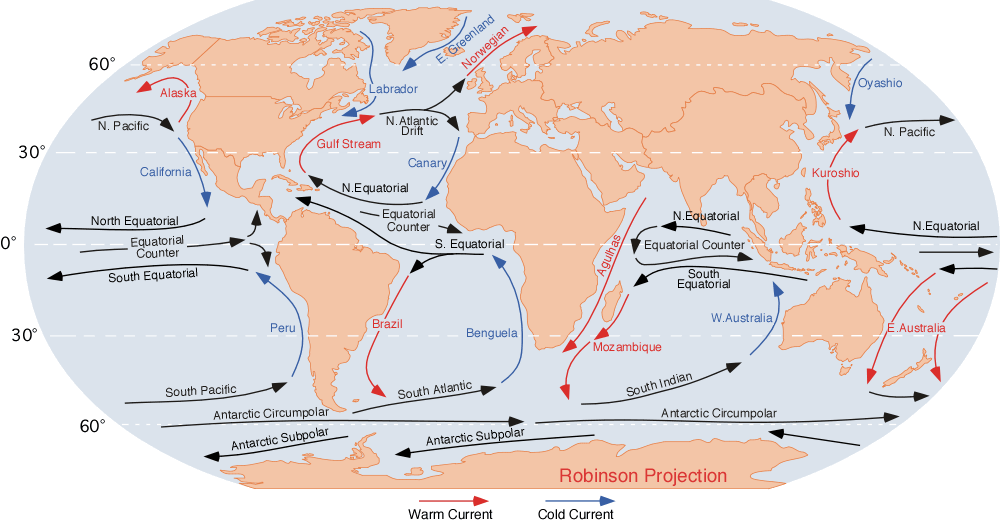
جریان‌های سطحی: قرمز-گرم و آبی- سرد

جریان‌های سطحی تنها چندصد متر بالایی دریا را تحت تأثیر قرار می‌دهند، اما همچنین جریان‌های مقیاس بزرگ در اعماق دریا از جابجایی جرم زیاد آب حاصل می‌شوند. یک جریان اقیانوسی اصلی در سراسر اقیانوس‌های جهان جریان می‌یابد و به عنوان گردش دماشوری یا کمربند حامل جهانی شناخته می‌شود. این جابجایی آرام است و به وسیله تفاوت در چگالی آب ناشی از دما و شوری ایجاد می‌شود. در عرض‌های جغرافیایی بالایی آب به وسیله دمای پایین جوی سرد و متبلور شدن یخ دریا نمکی تر می‌شود. هر دو این موارد آب را چگال‌تر می‌کند و در نتیجه آب فرومی‌رود. از دریای عمیق در اطراف گرینلند، این آب بین مناطق وسیع قاره‌ای در دو طرف اقیانوس اطلس به سمت جنوب جریان می‌یابد. زمانی که این آب به جنوبگان می‌رسد، به توده‌های خنک و فرورفته بیشتری از آب می‌رسد و به سمت غرب جریان می‌یابد. سپس به دو جریان تقسیم می‌شود که به سمت شمال و اقیانوس‌های هند و آرام پیش می‌رود. در این مکان آب به تدریج گرم می‌شود، چگالی‌اش افزایش می‌یابد، تا سطح اقیانوس بالا می‌آید و به دور خود می‌گردد. برخی جریان‌ها دوباره به اطلس بازمی‌گردند. کامل شدن این الگوی چرخش هزار سال طول می‌کشد.

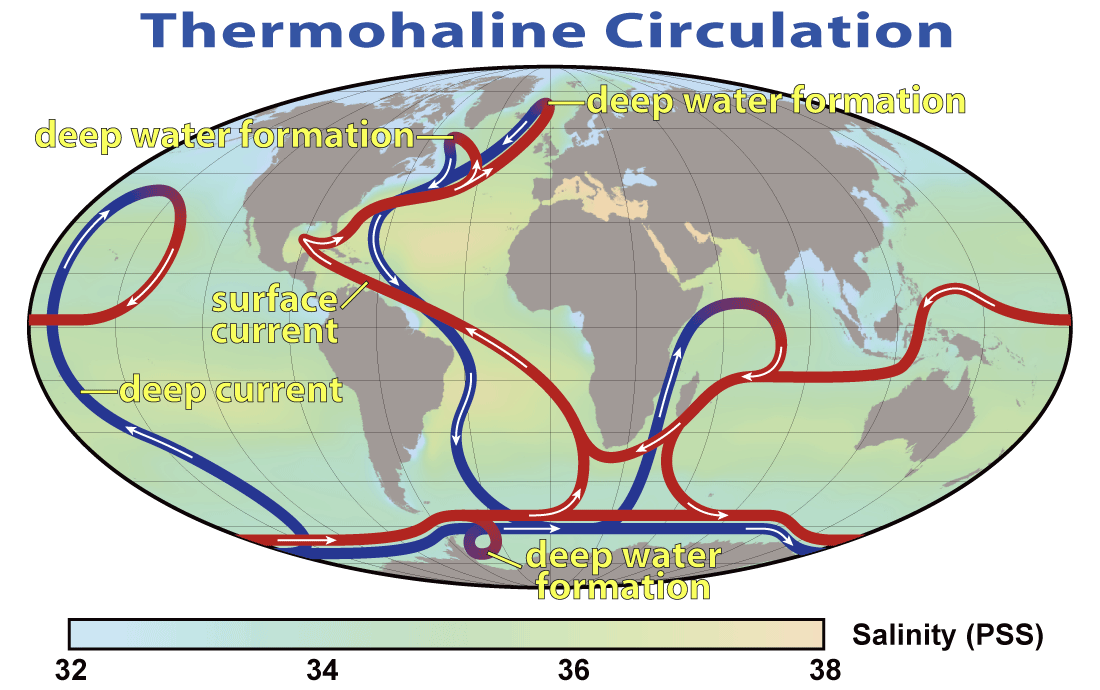
کمربند حامل جهانیبا رنگ آبی نشان داده شده است و جریان‌های سطحی گرم‌تر قرمزند.

در کنار چرخاب‌ها، جریان‌های سطحی موقتی وجود دارند که تحت شرایط ویژه روی می‌دهند. زمانی که موج‌ها به صورت زاویه‌دار به ساحل می‌رسند، جریان در طول ساحلی با تحت فشار قرار گرفتن آب در موازات خط ساحلی ایجاد می‌شوند. آب رو به بالا می‌چرخد و با زاویه قائم نسبت به امواج در نزدیک‌شونده به ساحل می‌رسد، اما تحت تأثیر جاذبه آب را به‌طور مستقیم به پایین می‌کشد. هرچه امواج تفکیک شده بزرگتر ساحل طولانی‌تر و امواج نزدیک‌شونده مورب‌تر باشند، جریان در طول ساحلی قوی‌تر خواهد بود. این جریان‌ها می‌توانند حجم عظیمی از خاک و ریگ را جابجا، زبانه ماسه‌ای ایجاد کند، و سواحل ناپدید شوند و کانال‌های آبی لجن گیرند. جریان شکافنده جریانی از امواج پیش‌روست که زمانی اتفاق می‌افتد که آب در اطراف ساحل و در سمت بالا انبوه می‌شود و از طریق کانال‌های بستر دریا به اقیانوس بازمی‌گردد. این نوع موج در شکاف یک سد ساحلی یا اطراف سازه‌های ساخت بشر مانند یک آبشکن اتفاق می‌افتد. این جریان‌های قوی می‌توانند سرعت ۱ متر بر ثانیه را داشته باشند و قادرند در دوره‌های مختلف جزر و مد، در مکان‌های متفاوت شکل گیرند و شناگران ناآگاه را به درون اقیانوس کشند و غرق نمایند. جریان‌های موقت رو به بالا زمانی روی می‌دهند که باد، آب را از خشکی دور کند و آب‌های عمیق‌تر به منظور پر کردن جای خالی بالا آیند. این آب خنک اغلب سرشار از مواد معدنی می‌باشد و سبب ایجاد فیتوپلانگتون‌ها و افزایش حاصل‌خیزی دریا می‌شود.

### حوضه‌ها

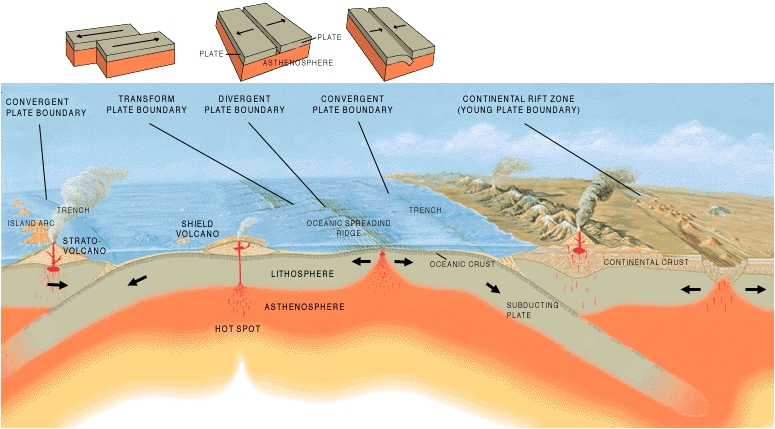
سه نوع مرز بین صفحات

ژرفاسنجی نقشه‌برداری و مطالعه مکان‌نگاری سطح اقیانوس است. روش‌های اندازه‌گیری عمق دریا شامل ژرفاسنج‌های صوتی، ژرفاسنج‌های لیزری هوایی و محاسبه عمق به وسیله داده‌های ماهواره از راه دور می‌باشند. این اطلاعات برای شناسایی مسیرهای کابل‌ها و خطوط لوله زیر دریایی، انتخاب محل مناسب قرار گرفتن تجهیزات نفت و دوربین‌های بادی دور از ساحل و شناسایی محل‌های ماهی‌گیری تازه ممکن به کار می‌روند. زمین از یک هسته مغناطیسی مرکزی، یک گوشته اکثراً مایع، و یک پوسته خارجی سفت و سخت (یا سنگ‌کره) که شامل پوسته سنگی زمین و لایه خارجی و بیشتر جامد گوشته می‌باشد، ایجاد شده است. نام پوسته پایین خشکی پوسته قاره‌ای است، درحالی که نام پوسته زیر دریای عمیق پوسته اقیانوسی می‌باشد. پوسته اقیانوسی از بازالت نسبتاً چگال تشکیل شده است و ضخامتش بین ۵ تا ۱۰ کیلومتر است. سنگ‌کره نسبتاً نازک، بر روی گوشته ضعیف‌تر و داغ‌تر شناور و به زمین‌ساخت بشقابی شکسته شده است. در وسط اقیانوس، بستر آن در بین دو زمین‌ساخت مجاور، به‌طور مداوم به ماگما نیرو وارد می‌کند تا پشته میانی اقیانوس را شکل دهد و جریان‌های همرفتی در گوشته تمایل دارند این زمین‌ساخت‌ها را از یکدیگر جدا نمایند. به موازات این پشته‌ها و در نزدیکی ساحل، یک زمین‌ساخت اقیانوسی می‌توان به زیر یک زمین‌ساخت اقیانوسی دیگر سر خورد، نام این فرایند فرورانش است. دراز گودال‌های عمیق در این‌جا شکل گرفته‌اند و این فرایند با اصطکاک زمین‌ساخت‌هایی که به یکدیگر ساییده می‌شوند در ارتباط است. این حرکت موجب پیشرفت در پرش‌هایی می‌شود که زمین‌لرزه‌ها را پدیدمی‌آورند. همچنین گرما تولید می‌شود و ماگما نیرویی رو با الا وارد می‌کند. کوه‌های زیرآبی ایجاد می‌شود، برخی از آن‌ها به جزایر آتشفشانی تبدیل می‌شوند. نزدیک برخی مرزهای بین دریا و خشکی، زمین ساخت‌های اقیانوسی چگال‌تر، به زیر زمین ساخت‌های قاره‌ای سر می‌خورند دراز گودال‌های فرورانشی بیشتری شکل می‌گیرند. با ساییده شدن آن‌ها به یکدیگر، زمین ساخت‌های قاره‌ای تغییر شکل می‌یابند و خم می‌شوند و در نتیجه کوه ایجاد می‌شود و زمین می‌لرزد.
عمیق‌ترین درازگودال زمین درازگودال ماریانا به طول حدوداً ۲۵۰۰ کیلومتر در بستر دریاست. این درازگودال در نزدیکی جزایر ماریانا (مجمع‌الجزایر آتشفشانی در اقیانوس آرام غربی) قرار دارد. اگرچه عمق آن به‌طور میانگین تنها ۶۸ کیلومتر است، عمیق‌ترین نقطه آن ۱۰٫۹۹۴ کیلومتر پایین سطح دریاست. حتی یک درازگودال طولانی‌تر در اطراف ساحل پرو و شیلی وجود دارد که عمق آن به ۸۰۶۵ متر می‌رسد و حدوداً ۵۹۰۰ کیلومتر گسترش یافته است. این درازگودال در مکانی به وجود آمده است که صفحه اقیانوسی نازکا به زیر صفحه قاره‌ای آمریکای جنوبی سر می‌خورد و با فعالیت‌های روبه بالا و آتشفشانی رشته کوه‌های آند در ارتباط است.

## کناره
مکانی که دریا به خشکی می‌رسد را کناره گویند، و بخش بین پایین‌ترین و بالاترین جزر و مد کامل لب دریا است. ساحل تجمع ماسه و سنگ بر لب دریاست. گاه بخشی از خشکی به درون دریا پیش رفته و یک سنگپوز بزرگ به نام دماغه تشکیل می‌دهد. تورفتگی‌های خط ساحلی تشکیل خلیج می‌دهند. خطوط ساحلی تحت تأثیر تعدادی از عوامل شامل قدرت امواج که به لب دریا می‌رسند، شیب حاشیه خشکی، ساختار و سختی صخره ساحلی، شیب سرازیری رو به دریا، و تغییرات سطح خشکی می‌باشد. به‌طور معمول، با سرعت ۶ تا ۸ بار در دقیقه به درون لب دریا وارد می‌شوند. این‌ها امواج سازنده اند زیرا تمایل دارند که به بالای ساحل برسند و تأثیرات فرسایشی اندکی دارند. امواج طوفانی با توالی سریع به لب دریا می‌رسند و به امواج مخرب معروفند، زیرا بازگشت آن‌ها مواد ساحل را به درون دریا می‌کشند. تحت تأثیر آن‌ها، ماسه و سنگ روی ساحل در کنار هم جمع می‌شوند. در نزدیکی مد، قدرت موج طوفانی در پایه تخته سنگ مانند هوا تأثیری خردکننده بر شکاف‌ها و ترک‌ها دارد، آن را تحت فشار قرار می‌دهد و سپس با کاهش فشار انبساط می‌یابد. در همین زمان، ماسه و سنگریزه تأثیری فرسایشی دارند، زیرا به صخره‌ها برخورد می‌کنند. به تدریج، یک سطح موج شکن در پایه تخته‌سنگ ایجاد می‌شود و این تأثیر محافظتی دارد زیرا فرسایش موجی را کاهش می‌دهد.
مواد فرسایش یافته از حاشیه خشکی نهایتاً در دریا به پایان می‌رسند، این‌جا در معرض سایش قرار دارد زیرا جریان‌های موازی با ساحل کانال‌ها را صیقل می‌دهند و مواد را از مکان‌های اصلیشان جابجا می‌نمایند. رسوبی که به وسیله رود به دریا حمل می‌شود، بر روی بستر دریا مستقر می‌شود و دلتاها را پدیدمی‌آورد. تمام این مواد تحت تأثیر امواج، جزر و مد و جریان‌ها، جلو و عقب می‌روند. لایروبی مواد را جدا و کانال‌ها را عمیق‌تر می‌کند، اما ممکن است تأثیراتی غیرقابل پیش‌بینی بر خط ساحل داشته باشد. دولت‌ها می‌کوشند با ایجاد موج‌شکن، دیوار دریایی و سایر دفاع‌ها در دریا، از جاری شدن سیل جلوگیری کنند. در بریتانیا، سد تیمز از لندن در مقابل امواج خروشان محافظت می‌کند، درحالی که سقوط لنگرگاه در اطراف نیواورلئان، لوئیزیانا در طول توفند کاترینا یک بحران انسانی در ایالات متحده آمریکا ایجاد کرد. احیای زمین در هنگ‌کنگ با درست کردن و توسعه دو جزیره کوچک، اجازه ساخت فرودگاه بین‌المللی هنگ‌کنگ را فراهم ساخت.
پیرو اتخاذ کنوانسیون ملل متحد در مورد حقوق دریاها، تحت قوانین بین‌المللی، خط ساحلی خط مبدأ یک کشور مستقل است که به‌طور کلی ولی نه همیشه، هم‌ارز خط کم-آب خود می‌باشد.

### سطح دریا

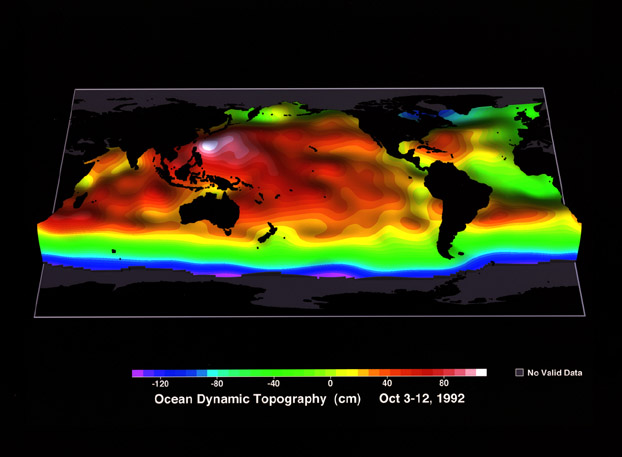
تنوع سطح دریا در سراسر جهان (سال ۱۹۹۲)، از -1.4 m (بنفش روشن) تا 1.0 m (صورتی روشن).

در اکثر دوره‌های زمین‌شناسی، سطح دریا از سطح امروزی آن بیشتر بوده است.: ۷۴  عامل اصلی مؤثر بر سطح دریا در طول زمان، تغییر پوسته اقیانوسی و گرایش به سمت پایین در زمانی بسیار طولانی می‌باشد. در آخرین عصر یخبندان، در حدود ۲۰ هزار سال قبل، سطح دریا ۱۲۰ متر پایین‌تر از سطح فعلی خود بود. حداقل در ۱۰۰ سال گذشته، سطح دریا سالانه با حداقل سرعت ۱٫۸ متر افزایش یافته است. بیشتر این افزایش را می‌توان به افزایش دمای دریا و انبساط دمایی ۵۰۰ متر بالایی آب دریا نسبت داد. بقیه این سهم (یک چهارم کل) از منابع آبی درون خشکی مانند ذوب برف و یخچال‌های طبیعی و استخراج آب‌های زیرزمینی برای آبیاری و سایر نیازهای کشاورزی و انسان، نشأت می‌گیرد. انتظار می‌رود حداقل تا پایان سده ۲۱، افزایش ناشی از گرم شدن زمین ادامه یابد.

### چرخه آب
دریا در چرخه آب نقش دارد، آب از سطح اقیانوس تبخیر به عنوان بخار آب از طریق جو جابجا می‌شود، میعان می‌گردد، به عنوان باران یا برف می‌بارد، و دوباره تا حدود زیادی به دریا بازمی‌گردد. حتی در بیابان آتاکاما، که بارندگی بسیار کم است، مه غلیظ کامانچاکا از سمت دریا می‌وزد و از زندگی گیاهی پشتیبانی می‌کند. در خشکی‌های بزرگ، عوارض زمین‌شناسی می‌توانند مانع از دسترسی برخی مناطق به دریا شوند. این حوضه‌های بسته، به ویژه در آسیای مرکزی، گاهی اوقات دریاچه‌های آب شور دائمی ایجاد می‌کنند، زیرا آب‌های ورودی به آن‌ها بخار می‌شوند و با مواد معدنی حل شده در آن‌ها با گذر زمان انباشته می‌گردند. بیشترین میزان آن در دریای خزر است، اگرچه گاهی این دریاچه به دلیل حوضه پوسته اقیانوسی خود، دریا به حساب می‌آید. سایر مثال‌های قابل توجه عبارتند از دریاچه آرال، در آسیای مرکزی و دریاچه نمک یوتا در غرب ایالات متحده آمریکا. آب این حوضه‌ها در پایان از طریق تبخیر، جریان آب‌های زمینی، و پیوستن حوضه به دلیل رانش قاره‌ای به دریا بازمی‌گردد.

### چرخه کربن
اقیانوس بزرگ‌ترین میزان کربن چرخه فعال را در جهان دربردارد، و از نظر میزان کربن ذخیره شده در سنگ‌کره، در رتبه دوم جای گرفته است. لایه سطحی اقیانوس‌ها مقدار زیادی کربن آلی محلول را نگه می‌دارد که کربن را به سرعت با جو مبادله می‌کند. تمرکز لایه عمیق کربن غیرآلی محلول حدوداً ۱۵ درصد بیشتر از لایه سطحی است و این لایه برای مدتی بسیار طولانی‌تر در محل خود باقی می‌ماند. گردش دماشوری کربن بین این دو لایه را مبادله می‌کند.
کربن به عنوان کربن دی‌اکسید از جو وارد آب می‌شود و پس از حل شدن به کربنیک اسید، کربنات و بی‌کربنات تغییر می‌یابد. CO2 (aq)H2O {\displaystyle \leftrightarrow } H2CO3 {\displaystyle \leftrightarrow } HCO3− + H+ {\displaystyle \leftrightarrow } CO32− + 2 H+ این فرایند یون‌های هیدروژن را آزاد می‌کند، و سبب کاهش پی‌اچ و افزایش خاصیت اسیدی آب می‌شود.
همچنین کربن می‌تواند به عنوان حل‌شونده‌ای غیرآلی از طریق رودخانه‌ها وارد دریا شود و به وسیله موجودات زنده فتوسنتزی، به کربن آلی تبدیل شود. این کربن هم می‌تواند از طریق زنجیره غذایی مبادله شود و هم می‌تواند به عنوان کلسیم کربنات در صدف و استخوان یا بافت نرم به لایه‌های عمیق‌تر و سرشار از کربن نفوذ نماید. کربن برای مدتی طولانی هم به عنوان رسوب در این لایه‌ها نفوذ می‌کند و هم از طریق گردش دماشوری به سطح آب بازمی‌گردد.

### اسیدی شدن
آب دریا اندکی قلیایی است و پی‌اچی در حدود ۸٫۲ دارد. اخیراً، فعالیت‌های انسانی به‌طور پیوسته میزان کربن دی‌اکسید جو را افزایش داده است؛ تقریباً ۳۰ تا ۴۰ درصد کربن دی‌اکسید اضافی جدب اقیانوس‌ها شده، کربنیک اسید را شکل داده‌اند و با استفاده از فرایندی که اسیدی‌کردن اقیانوس‌ها نام دارد، پی‌اچ را کاهش داده‌اند (اکنون زیر ۸٫۱ می‌باشد). انتظار می‌رود تا سال ۲۱۰۰ پی‌اچ اقیانوس‌ها به ۷٫۷ برسد، که در یک سده تغییری قابل توجه به حساب می‌آید.
یکی از عناصر مهم در استخوان‌بندی حیوانات دریایی کلسیم است، ولی کلسیم کربنات تحت فشار بیشتر حل می‌شود، لذا صدف‌ها و اسکلت‌های کربنات زیر حد تعادل آن حل می‌شوند. همچنین حل شوندگی کلسیم کربنات در پی‌اچ پایین افزایش می‌یابد، لذا اسیدی شدن اقیانوس‌ها احتمالاً اثرات عمیقی بر موجودات زنده دریایی دارای غشای آهکی مانند صدف، مرجان و جوجه‌تیغی دریایی خواهد داشت، زیرا توانایی آن‌ها برای تشکیل غشا کاهش، و حد تعادل کربنات تا سطح دریا افزایش می‌یابد. موجودا زنده پلانکتونی تحت تأثیر، شامل نرم‌تنان حلزون‌مانندی با عنوان تیروپودها، و جلبک تک سلولی به نام کوکولیتوفور و روزن‌داران خواهد شد. تمام این‌ها، بخش مهم زنجیره غذایی اند و کاهش تعداد آن‌ها عواقب مهمی‌خواهد داشت. در مناطق استوایی، مرجان به دلیل ناتوانی در ایجاد اسکلت کلسیم کربناتی خود، در معرض خطر بیشتر ی قرار دارند، و این موضوع موجودات زنده‌ای را که در آب‌سنگ‌های مرجانی ساکنند، تحت تأثیر قرار می‌دهد.
سرعت فعلی تغییر شیمیایی اقیانوس ظاهراً در تاریخچه زمین‌شناسی زمین بی‌سابقه بوده است، این موضوع سبب می‌شود که نتوان پیش‌بینی کرد اکوسیستم دریایی در آینده چگونه قادر به سازگاری با این تغییر شرایط خواهد بود. یکی از نگرانی‌های خاص، اینست که ترکیب اسیدی شدن با عوامل استرس‌زا اضافی پیش‌بینی شده از دماهای بالاتر و کمبود اکسیژن، دریا را تحت تأثیر قرار خواهد داد.

## زندگی در دریا

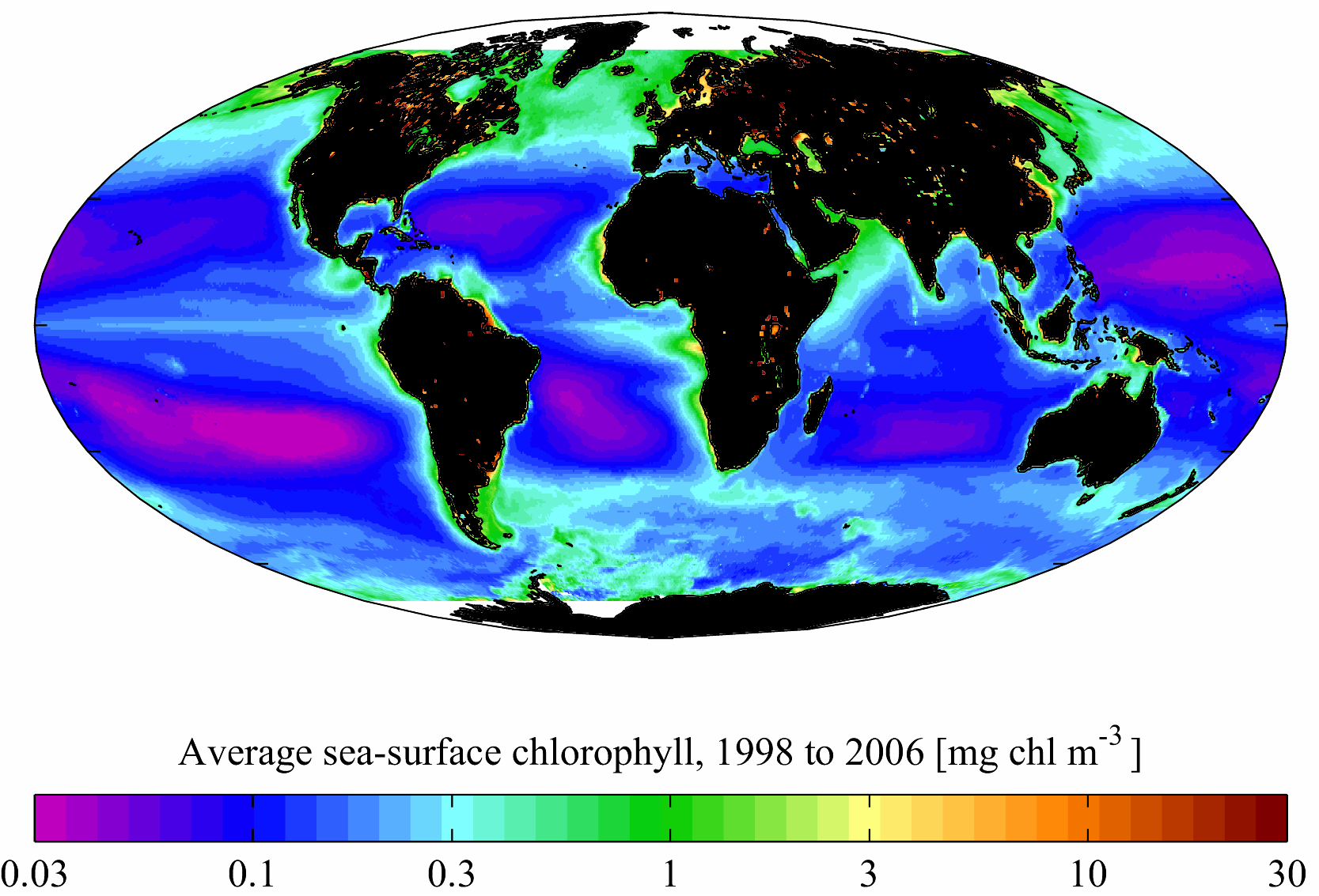
نقشه میانگین کلروفیل آ در سطح دریا (۱۹۹۸–۲۰۰۶)، از ۰٫۰۳ (بنفش روشن) تا ۳۰ (قرمز تیره) میلی‌گرم در هر متر مکعب در مقیاس لگاریتمی.

اقیانوس‌ها خانه مجموعه متنوعی از اشکال حیات می‌باشند که از آن به عنوان زیست‌گاه استفاده می‌کنند. از آن‌جا که نور خورشید تنها به لایه بالایی می‌تابد، بخش اعظم اقیانوس در تاریکی مطلق قرار دارد. از آن‌جا که اعماق و مناطق دمایی مختلف، هریک زیستگاهی را برای دسته واحدی از گونه‌ها فراهم می‌کنند، محیط دریا به عنوان یک دربرگیرنده جامع، دارای تنوع بسیار فراوانی از زندگی می‌باشد. زیستگاه‌های دریا طیف گسترده‌ای را از سطح دریا تا درازگودال‌های شامل می‌باشند، که از جمله آن‌ها می‌توان به آب‌سنگ‌های مرجانی، جنگل‌های کلپ، مراتع علوفه دریایی، استخر جزر و مد، بسترهای گل‌آلود، ماسه‌ای و سنگی، منطقه لجه اشاره کرد. موجودات زنده‌ای که در دریا زندگی می‌کنند، از نهنگ‌های ۳۰ متری تا فیتوپلانگتون‌ها و زئوپلانکتون‌ها، قارچ‌ها، باکتری‌ها، و ویروس‌ها میکروسکوپی متنوع‌اند. زندگی در دریا نقش مهمی در چرخه کربن بازی می‌کند، زیرا موجودات زنده فتوسنتزی کربن دی‌اکسید حل شده را به کربن آلی تبدیل می‌کنند، این موضوع از نظر اقتصادی برای انسان مهم است زیرا ماهی مورد نیاز بشر را تأمین می‌کند.: ۲۰۴–۲۲۹ 
ریشه حیات به دریا بازمی‌گردد، و تمام گروه‌های اصلی حیوانات در آن نمود پیدا کرده‌اند. دانشمندان با توجه به جایی که به نظرشان حیات در آن آغاز شده است، از یکدیگر متمایز شده‌اند: آزمایش میلر-یوری یک «سوپ» شیمیایی رقیق شده را در آب آزاد پیش نهاد می‌کند، اما پیش‌نهادهای اخیر شامل بهارهای داغ آتشفشانی، رسوبات خاک رس دانه ریز، یا منافذ دودکش سیاه در دریای عمیق می‌باشند. تمام این موارد بیان‌گر ایجاد محافظی دربرابر تابش فرابنفشی است که در اوایل، توسط جو زمین مسدود نشده بود.

### زیست‌گاه‌ها
زیست‌گاه‌های دریایی را می‌توان به‌طور افقی به زیست‌گاه‌های ساحلی و اقیانوسی تقسیم کرد. زیست‌گاه‌های ساحلی از خط ساحلی تا انتهای فلات قاره ادامه دارند. بیشتر حیات دریایی در این زیست‌گاه‌ها یافت می‌شود، اگرچه فلات قاره تنها ۷ درصد مکان‌های اقیانوسی را به خود اختصاص می‌دهد. زیست گاه‌های اقیانوسی در اعماق اقیانوس و دورتر از انتهای فلات قاره یافت می‌شوند. متناوباً، زیست‌گاه‌های دریایی را می‌توان به‌طور عمودی به لجه (آب‌های آزاد)، منطقه دمرسال (اندکی بالاتر از بستر دریا)، و منطقه ته دریایی (کف دریا) تقسیم کرد. سومین تقسیم‌بندی بر اساس عرض جغرافیایی است: از استوایی به معتدل و از معتدل به قطبی.
آب‌سنگ‌های مرجانی، که به «جنگل‌های بارانی دریا» معروفند، کمتر از ۰٫۱ درصد سطح اقیانوس‌های جهان را اشغال می‌کنند، اما، اکوسیستم‌های آن‌ها شامل ۲۵ درصد تمام گونه‌های دریایی می‌شود. مشهورترین آن‌ها آب‌سنگ‌های مرجانی استوایی مانند دیوار بزرگ مرجانی استرالیا اند، اما آب‌سنگ‌های آب سرد، گونه‌های فراوانی شمال مرجان‌ها را در خود پناه می‌دهند (تنها شش عدد از آن‌ها به ایجاد آب‌سنگ کمک می‌کنند).

### جلبک‌ها و گیاهان
تولیدکننده‌های اولیه دریایی (گیاهان و موجودات زنده میکروسکوپی در پلانکتون‌ها) گسترده و بسیار متنوع‌اند. جلبک‌های فتوسنتزی و فیتو پلانکتون‌های میکروسکپی نسبت به جنگل‌های روی خشکی، کمک بیشتری به خروجی فتوسنتزی جهان می‌کنند. در حدود ۴۵ درصد از تولیدات اولیه مواد زنده در دریا بر عهده دیاتوم‌ها است. جلبک‌های بزرگ که به جلبک دریایی مشهورند، از اهمیت بالایی برخوردارند؛ سارگاسوم اشکال شناور رویش را شکل می‌دهد، درحالی که کتانجک جنگل‌های بستر دریا را پدیدمی‌آورد. گیاهان گلدار به شکل علفزارهای دریایی در «علفزارهای» شور کم‌عمق رشد می‌کنند، کرناها در مناطق گرمسیر و نیمه گرمسیر در ساحل ایجاد می‌شوند، و گیاهان شورپسند در نمک‌زارهای سیلابی رشد می‌کنند. تمام این زیست‌گاه‌ها قادرند مقدار زیادی کربن را جدا و از طیف گسترده‌ای از حیات حیوانات بزرگ و کوچک حمایت کنند.
نور تنها قادر است تا ۲۰۰ متر بالایی آب نفوذ کند، لذا این بخش تنها قسمتی از دریاست که گیاهان قادرند در آن رشد نمایند. لایه‌های سطح اغلب در ترکیبات نیتروژن فعال زیستی با کمبود مواجه‌اند. چرخه نیتروژن شامل دگرگونی‌های پیچیده میکروبی است که شامل تثبیت نیتروژن، جذب آن، نیتروفیکاسیون، آناموکس و ترکیب نیتروژن می‌باشد. برخی از این فرایندها در اعماق دریا اتفاق می‌افتند، لذا جایی که آب‌های سرد رو به بالا وجود دارند، یا نزدیک مصب، جایی که مواد معدنی از سوی خشکی تأمین می‌شوند، رشد گیاهان بیشتر است. این بدان معناست که حاصل‌خیزترین مکان‌ها، غنی از پلانکتون و بنابرین غنی از ماهی، در اصل ساحلی‌اند.

### حیوانات و حیات‌های دیگر

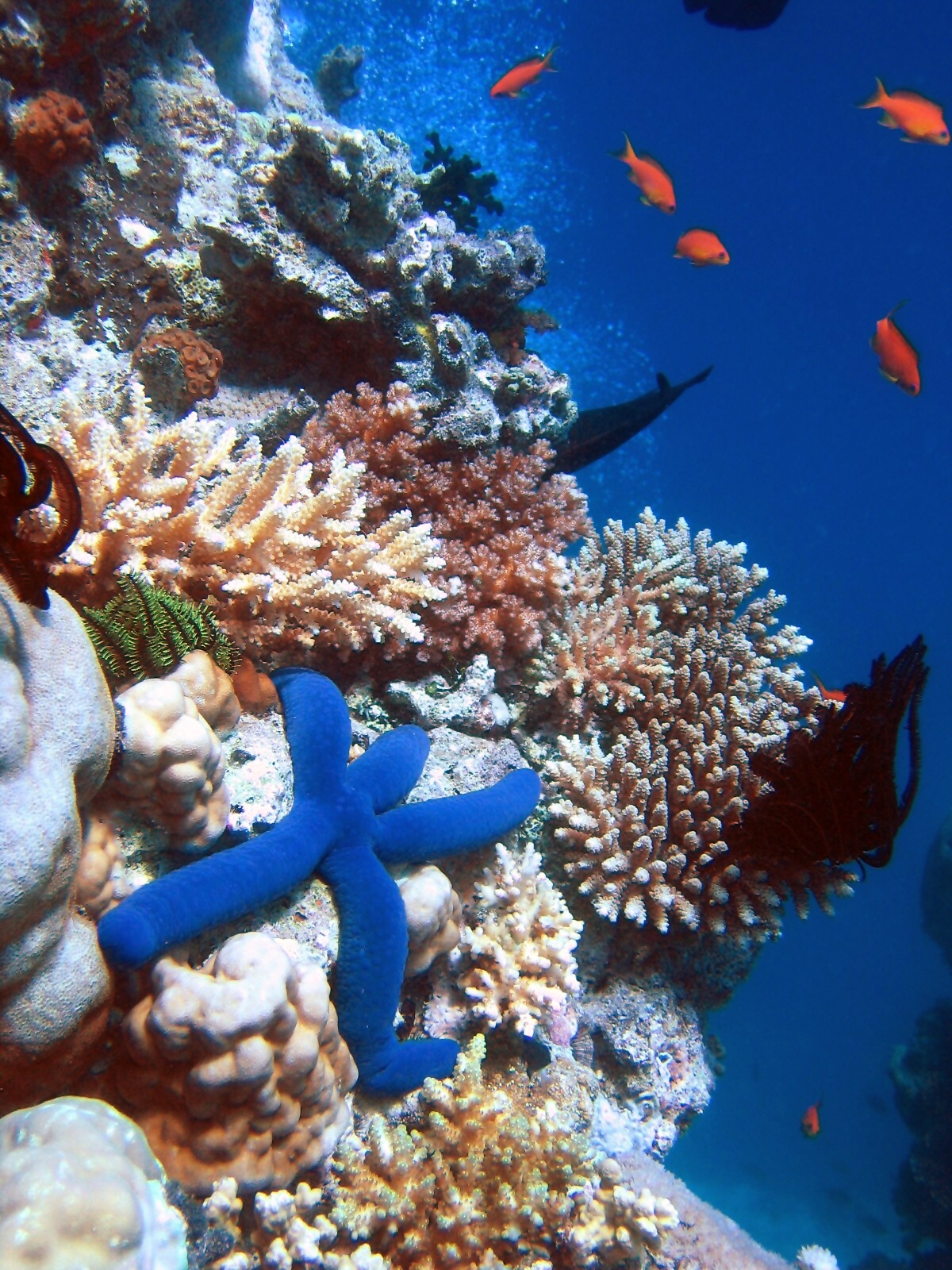
زیستگاه‌های دریایی مانند آب‌سنگ‌های مرجانی دارای تونع زیستی هستند که شامل ستاره‌های دریایی، مرجانها و ماهی می‌شود.

در دریا طیف وسیع‌تری از آرایه‌های حیوانی نسبت به خشکی وجود دارد، بسیاری از گونه‌های دریایی هنوز کشف نشده‌اند، و تعداد گونه‌هایی که دانشمندان می‌شناسند، به‌طور سالانه افزایش یافته است. برخی مهره‌داران مانند مرغ دریایی، خوک دریایی و لاکپشت دریایی، برای تولید مثل به خشکی بازمی‌گردند، ولی ماهیان، آب‌بازسانان، دریاماران شیوه زندگی کاملاً آبی دارند و بسیاری از شاخه‌های بی مهره کلاً دریایی هستند. در واقع، اقیانوس سرشار از حیات است و میکرو زیست‌گاه‌های متنوعی را فراهم می‌کند. یکی از آن‌ها غشای سطحی است که (باوجود پرتاب شدن به اطراف با حرکت موج‌ها) محیطی غنی فراهم می‌کند و خانه باکتری، قارچ دریایی، ریزجلبک، پروتوزوآ ماهی، تخم مرغ، و لاروهای متنوع می‌باشد.
لجه شامل زیاگان بزرگ و کوچک و زئوپلانکتون‌های بی‌شماریست که به همراه جریان‌ها جابجا می‌شوند. اکثر موجودات زنده کوچکتر لاروهای ماهی و بی‌مهرگان دریایی اند که تخم‌ها را با تعداد زیاد رها می‌کنند، زیرا شانس هر جنین برای رسیدن به بلوغ خیلی کم است. زئوپلانکتون‌هایی از فیتوپلانکتون‌ها و خودشان تغذیه می‌کنند، و پایه یک زنجیره غذایی پیچیده را شکل می‌دهند، که از طریق ماهیان مختلف و سایر موجودات زنده نکتونی گسترش می‌یابد، که به نوبت به وسیله ماهی‌های مرکب، کوسه‌ها، گرازماهی‌ها و دلفین‌ها و نهنگ‌ها خورده می‌شوند. برخی موجودات دریایی مهاجرت‌های عظیمی را انجام می‌دهند، یا بر پایه فصول به مناطق دیگر مهاجرت می‌کنند یا برای دست‌یابی به غذا در شب و در امان بودن از شکارچیان بزرگ، به لایه‌های بالایی یا پایینی دریا می‌روند. کشتی‌ها می‌توانند گونه‌های مهاجم را از طریق تخلیه آب توازن یا جابجایی موجودات زنده‌ای که به عنوان بخشی از جامعه رسوب کرده، بر روی پوسته کشتی انباشته شده‌اند، بیاورند و گسترش دهند.
منطقه دمرسال، از بسیاری از حیواناتی حمایت می‌کند که از موجودات زنده اعماق دریا تغذیه می‌نمایند، یا به دنبال فرار از شکارچیان می‌باشند. بستر دریا روی کف یا زیر آن، طیف گسترده‌ای از زیست‌گاه‌ها را فراهم می‌کند، که موجودات سازگار با این شرایط از آن استفاده می‌کنند. منطقه جزر و مدی با آشکاری دوره‌ای خود، خانه کشتی‌جسبان، نرم‌تنان، و سخت‌پوستان می‌باشد. منطقه نریتیک دارای موجودات زنده فراوانی است که برای رشد کردن به نور نیاز دارند. در این منطقه، اسفنج‌های دریایی، خارپوستان، پرتاران، شقایق‌های دریایی و سایر بی مهرگان در میان سخره‌های جلبکی روکش‌دار زندگی می‌کنند. مرجان‌ها اغلب دارای هم‌زیستی فتوسنتزی می‌باشند و در آب‌های کم عمق که نور بدان‌ها نفوذ دارد زندگی می‌کنند. اسکلت‌های آهکی گسترده‌ای که آن‌ها بیرون می‌اندازند، به درون آب‌سنگ‌های مرجانی رخنه می‌کنند، این آب‌سنگ‌ها از عوارض مهم بستر دریااند. این‌ها زیست‌گاه‌های متنوعی را برای موجودات زنده آب‌سنگ‌ها فراهم می‌کنند. در کف دریاهای عمیق حیات کمتر به چشم می‌خورد، اما زندگی دریای در اطراف آبکوه‌هایی که از اعماق بالا آمده‌اند، نیز شکوفا پیدا کرده است. ماهی‌ها و سایر حیوانات برای تخم ریزی و تغذیه در این مکان‌ها جمع می‌شوند. در نزدیکی بستر دریا، ماهی کف‌زی زندگی می‌کند که به‌طور عمده از موجودات زنده لجه‌ای یا بنتوزها تغذیه می‌نماید. اکتشاف دریای عمیق با استفاده از شناورها، دنیای جدیدی از موجودات زنده بر بستر دریا را نشان داد که دانشمندان انتظار مشاهده آن را نداشتند. برخی مانند پوده‌خواران به مواد آلی فرود آمده بر کف دریا وابسته‌اند. سایرین، در اطراف منافذ گرمایی گرد هم می‌آیند، جایی که جریان‌های غنی از مواد معدنی ظاهر می‌شوند (جوامع پشتیبان که تولیدکنندگان اصلی سولفید اکسیدکننده باکتری‌های شیمی‌پروردی اند و مشتریانشان شامل صدف‌های مخصوص، شقایق‌های دریایی، بارناکل‌ها، خرچنگ‌ها، کرم‌ها و ماهیان می‌باشند). نهنگ مرده‌ای که به بستر دریا فرومی‌رود، غذای موجودات زنده فراوانی را فراهم می‌کند، که به‌طور گسترده بر فعالیت باکتری‌های کاهش‌دهنده گوگرد وابسته‌اند. این مکان‌ها از زیست‌گاهی واحد پشتیبانی می‌کند که بسیاری از میکروب‌ها جدید و اشکال دیگر حیات در آن‌جا کشف شده‌اند.

## انسان و دریا

### تاریخچه ناوبری و اکتشاف

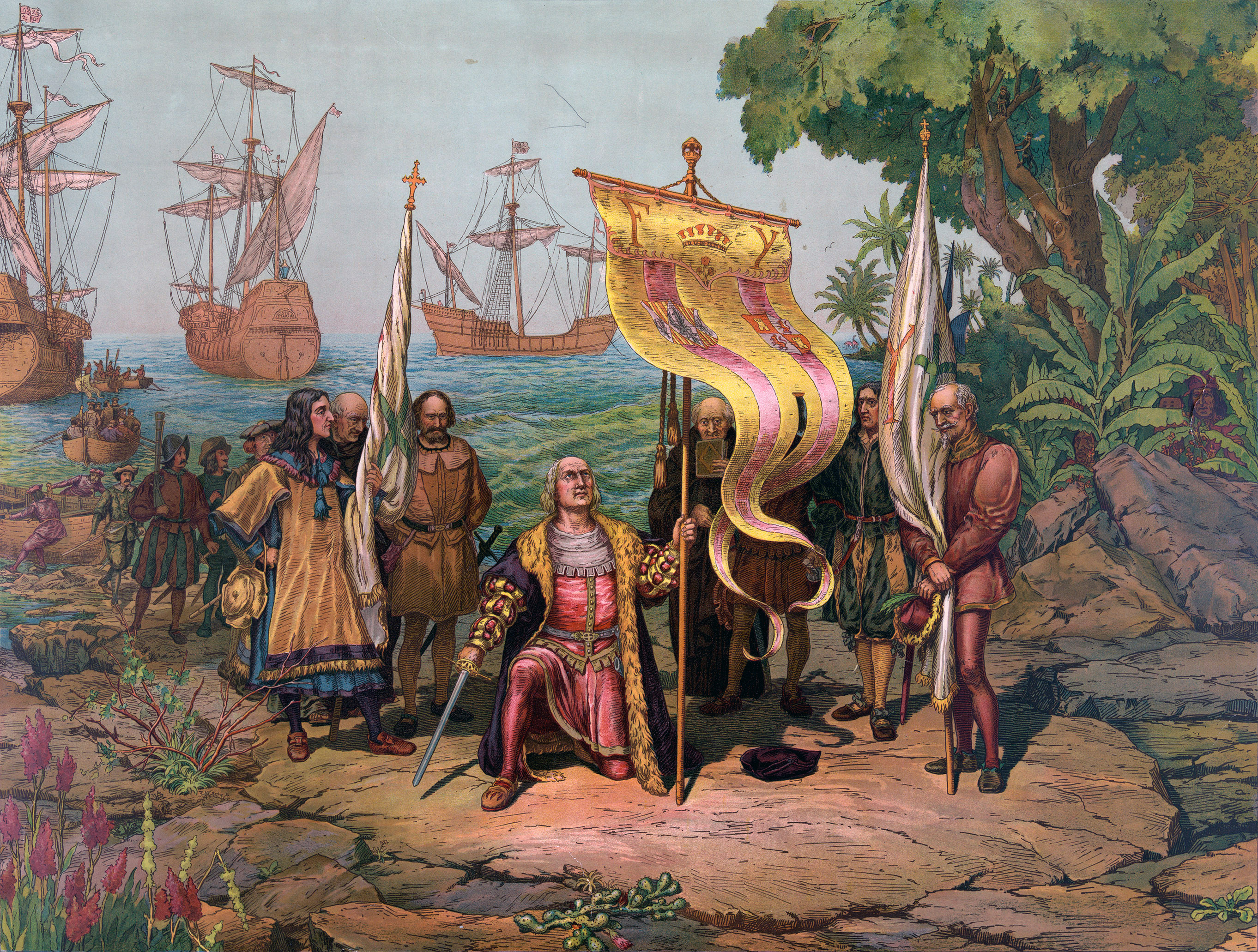
اکتشاف آمریکا به دست کریستف کلمب در ۱۲ اکتبر سال ۱۴۹۲، نشان می‌دهد که حتی مکتشفان تاریخی چگونه در اسطوره‌شناسی داخلی و خارجی نقش یافته‌اند.

انسان از زمان پیشاتاریخ در دریا سفر کرده است، بدین منظور در ابتدا از کلک، دوگوت، قایق رید و کانو استفاده می‌کرد. اکثر مهاجرت‌های انسان‌های اولیه روی زمین اتفاق می‌افتاد: حتی مکان‌هایی مانند قاره آمریکا، ژاپن و بریتانیا که امروزه دریا بینشان فاصله انداخته است، به وسیله خشکی‌ها یا یخ در طول آخرین عصر یخبندان قابل دسترس بودند. اما، انسان فلورسی کوتاه، نیاز داشت احتمالاً از تنگه سیپ به عمق ۱۹ کیلومتر عبور کند تا از ساندالند به جزیره کومودو برسد و اگرچه، جزئیات دقیق قطعی نیستند، اجداد بومیان استرالیایی، باید ده‌ها هزار سال قبل، از دریای پهن‌تر والاس لاین عبور کرده و به اقیانوسیه نزدیک رسیده باشند. با وجود نظریه‌های قبلی، اکنون ژرفاسنجی‌های مدرن اکنون پیشنهاد می‌کنند که حتی شهرک‌های اولیه فیلیپین نیازمند عبور از آب‌های عمیق تنگه میندورو یا گذرگاه سیبوتو بودند.
مردم ارتوئیروئید شکارچی، در هزاره ششم قبل از میلاد، از طریق دریای کارائیب از رود اورینوکو در ونزوئلا شروع به پخش شدن کردند. در همان زمان، مردم بین‌النهرین برای درزبندی قایق‌های رید و مدتی بعد، برای بادبان‌ها از قیر استفاده می‌کردند. لوتال در هند اولین حوضچه خشک را در ۲۴۰۰ سال قبل از میلاد بنا نهاد. در ۳۰۰۰ قبل از میلاد، آسترونزیایی‌های تایوان شروع به انتشار در ناحیه دریایی جنوب شرق آسیا کردند. از ۱۳۰۰ تا ۹۰۰ قبل از میلاد، مردم لاپیتا شاهکارهای ناوبری عظیمی را به نمایش گذاشتند، از مجمع‌الجزایر بیستمارک، خارج شدند و به سمت فیجی، تونگا و ساموآ حرکت کردند. فرزندان آنان، سوار بر کانو هزاران مایل به سفر خود در بین جزایر کوچک ادامه دادند. پیش از ۵۰۰، مردم جزایر میکرونزی از جزایر ساندا، در ماداگاسکار در جنوب شرقی آفریقا، و پولینزیایی‌ها پیش از ۸۰۰ در هاوایی، پیش از ۱۲۰۰ در جزیره ایستر، و اندکی بعد در نیوزلند، ساکن شدند. در حدود سال ۶۰۰ قبل از میلاد، نکوی دوم، فرعون مصریان، شروع به ساخت بنا در کانالی کرد که در نهایت به دریای مدیترانه و دریای سرخ متصل می‌شد. هرودوت گفته‌های مصریان را دربارهٔ سفر سه ساله که آفریقا را از دریای سرخ به دلتای نیل وصل می‌کرد، ثبت نموده است. در حدود سال ۵۰۰ قبل از میلاد، حنای دریانورد از کارتاژ، در رهنامه خود جزئیاتی دربارهٔ سفرش از طریق اقیانوس اطلس قید کرده که بیان می‌دارد او حداقل به سنگال و احتمالاً به کوه کامرون رسیده است؛ و پوتئاس یونانی، در حدود سال ۳۲۵ قبل از میلاد، سفر اکتشافی دیگری را پیرامون بریتانیای کبیر انجام داده بود. فانوس اسکندریه که به سده سوم پیش از میلاد بازمی‌گردد، یکی از عجایب هفت‌گانه جهان به‌شمار می‌رود. در سده دوم پیش از میلاد، بطلمیوس اسکندرانی، نقشه جهان عصر خود را ترسیم کرد، که شامل جزئیاتی از خلیج تایلند بود. کلمب در سفرهای دریایی خود از آن نقشه سود برد.
در عصر وایکینگ‌ها، آن‌ها برای مهاجرت به ایسلند، گرینلند، کانادا، و روسیه از کشتی‌های کلینکری استفاده می‌کردند. یک قطب‌نما که شمال مغناطیسی را نشان می‌دهد، در سده اول در لانگهنگ چینی نمایان شد. اما اولین گواه استفاده از آن در سفرهای دریایی چینی به نوشته‌های ژو یو در سال ۱۱۱۵ بازمی‌گردد. «طبیعت از همه چیز» نوشته اسکندر از نکام، اولین اشاره را به کاربرد سوزن مغناطیسی در اروپا دارد، و به سال ۱۱۹۰ و استفاده از آن در میان دریانوردان بازمی‌گردد. عرض جغرافیایی (موقعیت کشتی که از صفر درجه در استوا تا ۹۰ درجه در قطب شمال و جنوب متغیر است) با استفاده از شیب‌سنج (شامل اسطرلاب، سکستانت، و چوبه یعقوب) قابل اندازه‌گیری بود، این وسیله زاویه بین افق و اجرام آسمانی مانند خورشید و ماه را اندازه‌گیری می‌کرد. اندازه‌گیری دقیق طول جغرافیایی (موقعیت کشتی از سمت غرب یا شرق نسبت به نقطه‌ای ثابت) بسیار دشوارتر بود.

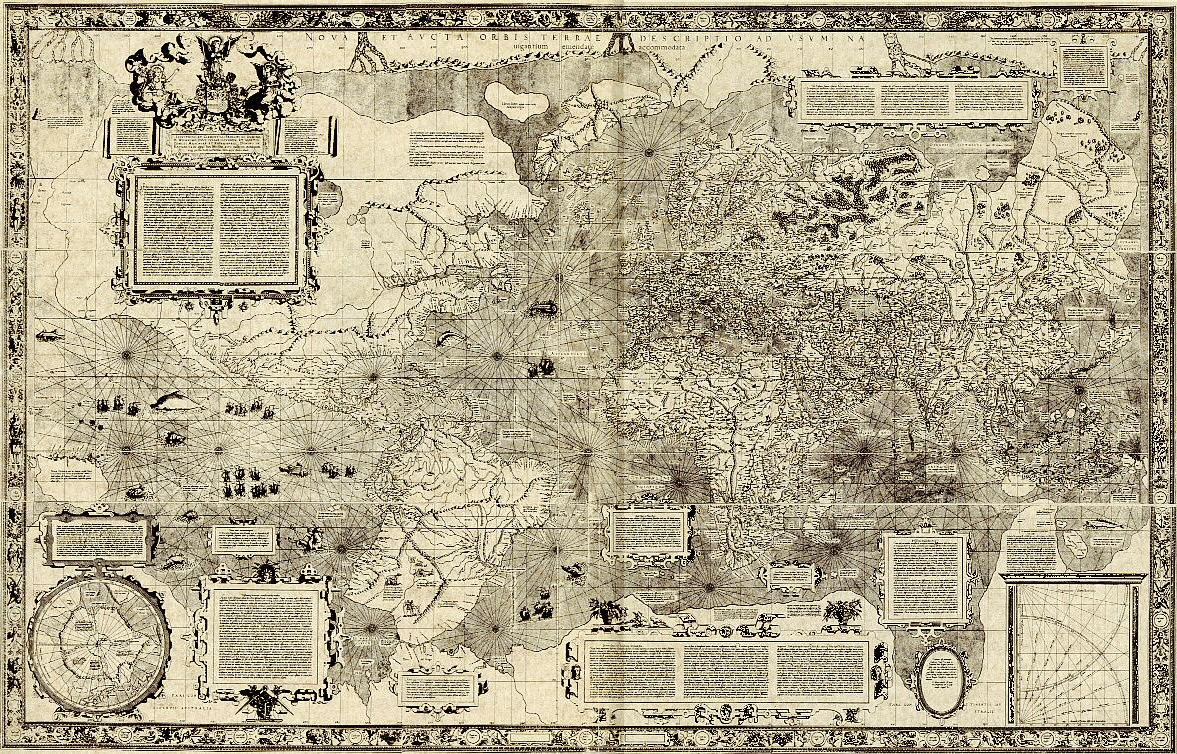
نقشه جهان گراردوس مرکاتور در سال ۱۵۶۹. خط ساحلی بر قدیم، به‌طور نسبتاً دقیق نشان داده شده است، اگرچه عوج ترسیم این نقشه در مناطق قطبی است، و اطلاعاتی قطعی دربارهٔ قاره آمریکا وجود ندارد.

در سده ۱۵ام، دریانوردان اروپای غربی (آغاز از پرتغال)، با استفاده از دست‌آوردهای آن دوران شامل ترجمه جدول ستارگان از متون اسلامی، بر روی قایق‌های ماهی‌گیری آفریقایی متنوع با نام‌های کاراول، شروع به انجام سفرهای دریایی اکتشافی کردند. در سال ۱۴۷۳، لوپر گونچالوز از استوا عبور کرد و نظریه ارسطو را دربارهٔ وجود حلقه‌ای آتشین که مانع از کشف نیم‌کره جنوبی می‌شود، رد نمود. بارتولومئو دیاس در سال ۱۴۸۷، دماغه امید نیک را دور زد؛ در سال ۱۴۹۸، واسکو دو گاما به مالیندی، کنیا رسید و در آنجا یک ناخدا به او نشان داد که چگونه می‌تواند از طریق بادهای موسمی به هند برسد. در سال ۱۴۹۲، کریستف کلمب از جمهوری جنوا با تخمین غلط دربارهٔ محیط زمین، سفر دریایی خود را از کادیس به جزایر قناری آغاز کرد و بعد از آن در تلاش دستیابی به شرق امپراطوری اسپانیا، وارد اقیانوس اطلس شد. به جای آن، او در جزیره‌ای در دریای کارائیب بر روی خشکی فرود آمد. مبادله کلمبی حاصل موجب معرفی سیب‌زمینی، ذرت، و فلفل تند به جهان باستان شد، درحالی که آبله سرخپوستان آمریکایی را ویران کرد. این اختلال و کاهش جمعیت امکان فتوحات سریع را برای اسپانیایی‌ها فراهم کرد و و موجب اتخاذ گسترده برده‌های آفریقایی برای کشت در مزارع تنباکو، شکر، وسمه، و پنبه شد. در سال ۱۵۱۹، خوان سباستین الکانو، کار فردیناند ماژلان را برای گردش دور جهان کامل کرد. این سفر به همراه سایر سفرهای دریایی کمک کرد تا نقشه‌های اروپاییان نسبت به گذشته بسیار دقیق تر شوند. در سال ۱۵۳۸، گراردوس مرکاتور نقشه‌ای را طراحی کرد که یاتاقان‌های ثابت (خط هم‌گوشه) را مستقیم می‌نمود. در اقیانوس منجمد شمالی، در سال ۱۵۹۴، ویلیام بارنتز، ناخدای هلندی به سوالبارد و دریای بارنتز رسید، درحالی که در جنوبگان، آنتونی دلا روشه در سال ۱۶۷۵، از همگرایی جنوبگانی عبور کرد و سه سفر جدا (یکی بریتانیایی، یکی آمریکایی، و یکی روسی) هر سه ادعا کردند که در سال ۱۸۲۰ جنوبگان را کشف نموده‌اند. ریشه تمام سفرهای دریایی اکتشافی به اروپا بازنمی‌گردد. اگرچه ترسیم نقشه دقیق سواحل روسیه تنها در سده ۱۸ام آغاز شد و مجمع الجزایر سورنایا زملیا تا سال ۱۹۱۰ کشف نشده بودند، نووگرودی‌ها حد اقل از سده ۱۳ام در حال سفر کردن در دریای سفید‌اند. با وجود اولویت طولانی مدت خودبسندگی، چین به‌طور خلاصه تحت دودمان سونگ و دودمان مغول یوآن تأسیس شد. در اوایل سده ۱۵ام، ناوگان کشتی‌های گنج چنگ هه، بارها و بارها با ۳۷۰۰۰ نفر سوار بر ۳۱۷ کشتی، از دودمان مینگ روانه دریا شد و تا سواحل قاره آفریقا پیش رفت. سفرهای چینیان، به زودی محدود شد و در نهایت غیرقانونی گشت. مردم آسیای شرقی شکل سایر قاره‌ها را از طریق نقشه‌های متئو ریسی شناختند.
در همین حال، تعیین طول جغرافیایی شامل تقریب و حدس و گمان شد: اندازه‌گیری صحیح آن به یک ساعتی دقیق نیاز داشت که اجازه مقایسه بین ظهر کشتی و زمان دقیق یک نقطه ثابت مانند نصف‌النهار مبدأ در گرینویچ را فراهم می‌کرد. جایزه طول جغرافیایی در بریتانیا در سال ۱۷۷۳ به خاطر ساعت دریایی ساخته شده در سال ۱۷۶۱، به جان هریسون اعطا شد. جیمز کوک، در سفر دوم و سوم خود از نمونه آن استفاده کرد، و موفق به مطالعه اقیانوس آرام شد به مطالعاتی در امپراتوری روسیه، فرانسه، هلند، و ایالات متحده آمریکا الهام بخشید. تکمیل کابل تلگرافی زیردریایی، در طول کانال مانش در سال ۱۸۵۰ و ارتباطات بعدی تمام خط قرمز موجب علاقه بیشتر به دریای عمیق شد. ایده‌های جدید مبنی بر این که هیچ حیاتی در زیر ۳۰۰ فاتوم (۵۵۰ متر) امکان‌پذیر نیست در سال ۱۸۶۰ رد شد، این اتفاق زمانی روی داد که خط مدیترانه خراب و از عمقی چهار برابر بیشتر بالا کشیده شد، این خط کاملاً با حیات دریایی پوشیده شده بود. کشف زنبق دریایی توسط مایکل سارس در اعماق آبدره‌های نروژی به تلاش‌های نیروی دریایی پادشاهی بریتانیا در طول دهه ۱۸۷۰ کمک کرد این به‌طور مؤثر اقیانوس‌شناسی مدرن را ایجاد کرد. از سال ۱۸۷۸ تا ۱۸۸۰، سفر وگا راه دریای شمال را تکمیل کرد و برای اولین بار تا اوراسیا ادامه یافت. در طول اواسط دهه ۱۸۹۰، فریتیوف نانسن با استفاده از کشتی طراحی شده ویژه، از یخ شمالی عبور کرد، و نشان داد که اقیانوس منجمد شمالی دریایی آزاد است. در سال ۱۸۹۸ و ۱۸۹۹، کارل چارن اشکال فراوانی از حیات را برای اولین بار در عمق ۴۰۰۰ متری از سطح اقیانوس اطلس جنوبی مطالعه نمود.
در سده ۲۰ام، گجوا اولین کشتی بود که در سال ۱۹۰۶ از گذرگاه شمال‌غرب عبور کرد. از سال ۱۹۲۱، سازمان آب‌نگاری بین‌المللی در موناکو نقشه‌برداری از دریا را استانداردسازی کرد و از سال ۱۹۲۴، تحقیقات اکتشاف نهنگ‌ها را مطالعه نمودند، و از دریاهای اطراف جنوبگان عکس‌برداری کردند. یک شناور مخصوص قادر بود در سال ۱۹۳۰، ۴۳۴ متر بر روی کابل به داخل دریا فرورود، در دهه ۱۹۴۰، ژاک-ایو کوستو به توسعه لوازم غواصی موفق و محبوبیت غواصی زیرآبی کمک کرد. جنگ سرد و اکتشاف نفت بعدها موجب ایجاد تحقیقات دریایی عمیق‌تری شد: در سال ۱۹۶۰، بتیسکف تریسته توانست خدمه خود را ۱۰۹۱۵ متر در درازگودال ماریانا به داخل برد، و در سال ۲۰۰۶، یک غواص نیروی دریایی ایالات متحده آمریکا به ۶۱۰ متری سطح دریا رسید.
امروزه، سامانه موقعیت‌یاب جهانی آمریکایی با استفاده از بیش از ۳۰ ماهواره، ناوبری دقیق را امکان‌پذیر ساخته است. تحقیقات اقیانوس‌نگرایی بعدی شامل اشکال حیات دریایی، محافظت، محیط دریا، شیمی اقیانوس، مطالعه و مدلسازی دینامیک آب‌وهوا، مرز هوا-دریا، الگوهای آب‌وهوایی، منابع اقیانوسی، انرژی تجدیدپذیر، امواج و جریان‌ها، و طراحی و توسعه ابزار و تکنولوژی‌های جدید برای بررسی اعماق دریا می‌باشد. محققان در بررسی سطح آب‌ها از سیستم سنجش از دور مبتنی بر ماهواره، به همراه کشتی‌های تحقیقاتی، رصدخانه‌های لنگری و ماشین‌های زیردریایی مستقل، استفاده می‌کنند تا تمام بخش‌ها دریا را مطالعه و بازبینی نمایند.

### تجارت

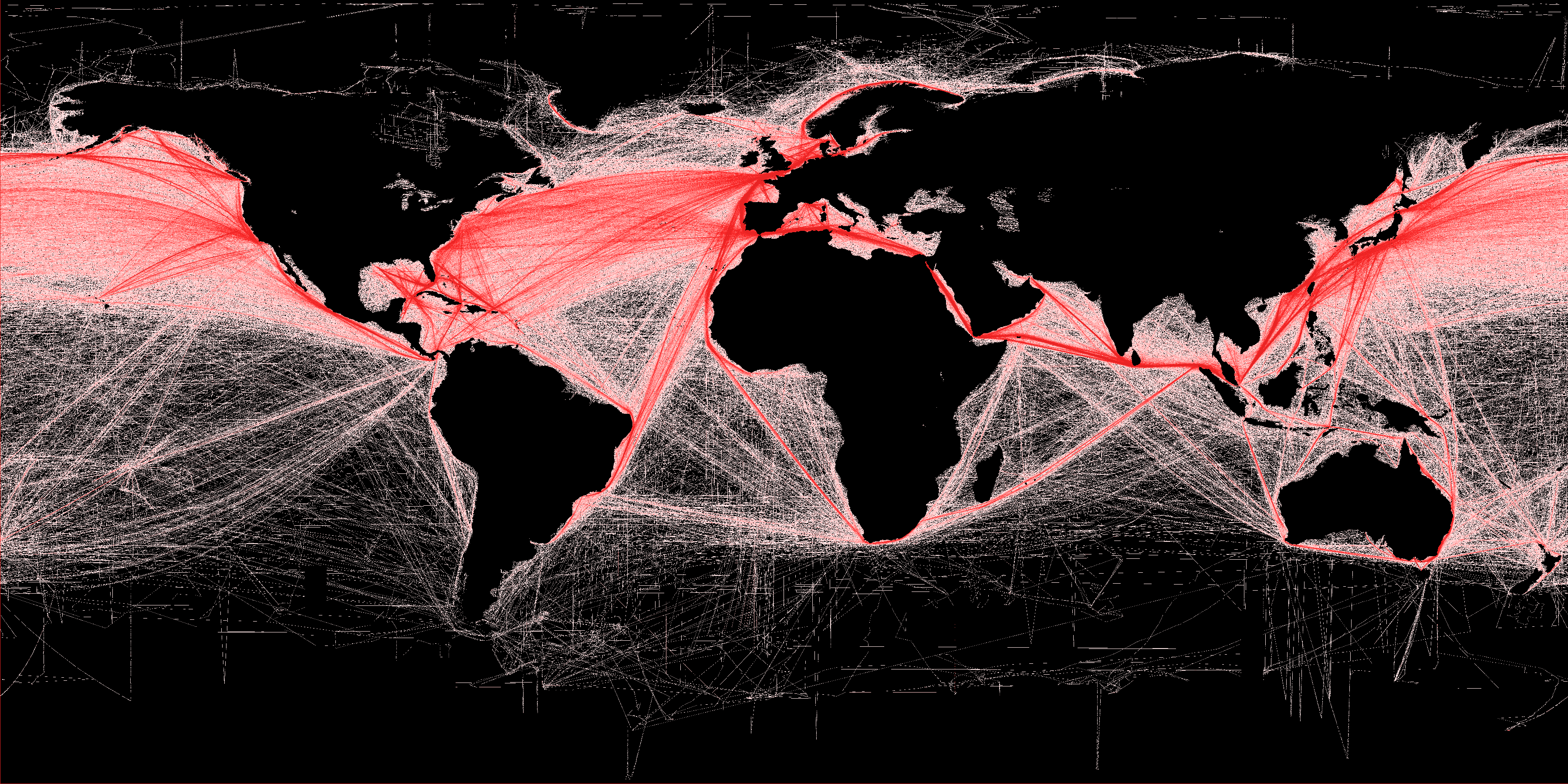
راه عبور کشتی‌ها، که تراکم نسبی حمل‌ونقل تجاری را در سراسر جهان نشان می‌دهد.

تجارت آبی حداقل از زمان ظهور تمدن، و زمانی که سومریان به تمدن در سند متصل بودند، رواج داشته است. شناوری امکان حمل‌ونقل آسان کالاهایی مانند غذا را فراهم می‌کند، و این عامل، از مهم‌ترین موضوعات کارایی بیشتر شهرهای بزرگ جهان در کنار دریا یا رودخانه‌های متصل به دریا می‌باشد. همچنین دریا امکان حمل‌ونقل نسبتاً ایمن کالاهای لوکس را در زمان رواج راه‌زنی، فراهم می‌کند. اما، با توجه به تکمیل نبودن دانش جغرافیایی، دشواری ناوبری در اوایل، و محدودیت تکنولوژی ساخت کشتی، تجارت‌های اولیه به کابوتاژ ساحلی محدود می‌شد. برای مثال، تجارت در اقیانوس هند قرن‌ها در دیلمان (بحرین امروزی) و عدن در یمن صورت گرفت. اگرچه در برخی نقاط از هزاره اول قبل از میلاد، هندی‌ها و اعراب مهار بادهای موسمی را آموختند و توانست با سرعت و امنیت بیشتری در دریا سفر کنند؛ دریانوردان کشتی شکسته این راز را در سال ۱۱۷ پیش از میلاد به ائودوکوس از سیزیکوس یاد دادند، و برای قرن‌ها امکان تجارت مستقیم و گسترده را بین امپراتوری بطلمیوسی و بعدها مصر (استان روم) و بندرهای هند فراهم کردند.
در حدود سال ۲۰۰۰ قبل از میلاد، مینوسی‌ها از کرت، اولین امپراتوری دریا را تأسیس کردند، امپراتوری دریایی که به شدت به تجارت و قدرت نیروی دریایی وابسته بود. دولت‌شهرهای فنیقی‌ها و یونانیان در نهایت استعمار دوره باستان را تأسیس کردند، که از دریای آزو تا ساحل مراکش در اقیانوس اطلس کشیده شده بود. تحت سلطه رومیان، بازرگانی به رشد کردن ادامه داد. در قرون اولیه قبل از میلاد، فاصله عشایر هندی از طلای سیبری سبب شد که آن‌ها راه‌های دریایی مالزی و اندونزی بگشایند، آن‌ها را ابتدا به هندوها و سپس مسلمانان معرفی کردند. با فروپاشی امپراتوری روم تجارت در اروپا کاهش یافت، اما در سایر مکان‌ها شکوفا پیدا کرد. قوم تامیل از دودمان چوله تجارت بین دودمان تانگ، امپراتوری سریویجایا، و خلافت عباسیان را رونق داد. به دنبال فتوحات مسلمانان، اعراب بر تجارت دریایی اقیانوس هند مسلط شدند و اسلام از طریق ساحل آفریقای شرقی توسعه یافت و در نهایت به آسیای جنوب شرقی رسید. تأثیر بزرگ عصر کاوش، تبدیل شبکه‌های منطقه‌ای تجارت جهانی به یک بازار واحد بود، این اتفاق حاصل امپراطوری‌های اروپا و تاجران اهل آمستردام، لندن و سایر بندرهای اقیانوس اطلس بود. از سده ۱۶ام تا ۱۹ام، حدود ۱۳ میلیون نفر از طریق اقیانوس اطلس به آمریکا فرستاده و به عنوان برده فروخته شدند. جایزه هیلز مخصوص بازرگانی بود که سریع‌تر از همه از اقیانوس اطلس بگذرد و در سال ۱۹۵۲ به اس‌اس ایالات متحده رسید که در سه روز و ده ساعت و چهل دقیقه توانست این مسیر را طی کند.
امروزه، حجم عظیمی از کالاها به ویژه در اطراف اقیانوس آرام و اطلس توسط دریا جابجا می‌شوند. یک مسیر اصلی تجارت از ستون‌های هرکول عبور می‌کند و با عبور از دریای مدیترانه و کانال سوئز به اقیانوس هند و تنگه مالاکا می‌رسد؛ برخی کشتی‌های تجاری نیز از کانال مانش عبور می‌کنند. مسیرهای دریایی مسیرهایی در دریای آزادند که وسایل حمل‌ونقل با روش‌های سنتی مانند بادها و جریان‌ها، از آن‌ها استفاده می‌کنند. بیش از ۶۰ درصد کانتینرهای حمل و نقل کالا در جهان از ۲۰ مسیر تجاری اصلی عبور می‌کنند. ذوب فزاینده یخ اقیانوس منجمد شمالی از سال ۲۰۰۷، کشتی‌ها را قادر ساخته است که در برخی ماه‌های تابستان از گذرگاه شمال‌غرب عبور کنند، و دیگر از مسیر طولانی‌تر کانال سوئز و کانال پاناما نروند. حمل‌ونقل بار به وسیله حمل‌ونقل هوایی تکمیل می‌شود، این روش فرایندی گرانتر است که اغلب برای کالاهای ارزشمند و فاسد شدنی به کار می‌رود. تجارت دریایی سالانه کالایی به ارزش بیش از ۴ هزار میلیارد دلار را حمل می‌کند.
دو نوع باربری اصلی وجود دارد، حمل بار فله یا حمل عمومی، که اکنون بیشتر در کانتینر حمل می‌شوند. کالاهای اقتصادی در شکل مایع، پودر یا ذرات در مخزن کشتی حمل می‌شوند و شامل نفت، غله، زغال‌سنگ، سنگ معدن، آهن قراضه، ماسه و شن می‌باشد. حمل معمولی اغلب شامل کالاهای تولیدی می‌شود و در بسته‌هایی حمل می‌شود که اغلب به بارکف بسته شده‌اند. قبل از کانتینرسازی در سال ۱۹۵۰، این کالاها خرد خرد بارگیری، حمل و خالی می‌شدند. استفاده از کانتینرها به‌طور قابل توجهی بهره‌وری را افزایش و هزینه حمل آن‌ها را کاهش داده است، همچنین اکنون در اندازه استاندارد حمل می‌شوند، و کانتینرهای دارای قفل در پایانه‌های اختصاصی، در کشتی‌های کانتینری تعبیه شده، بارگیری می‌شوند. گاراژداری حمل‌ونقل، قرارداد حمل را می‌بندد، تحویل و رسیدن آن را تنظیم می‌کند و مستندات را مدیریت می‌نماید. ایمنی حمل‌ونقل دریایی به وسیله سازمان بین‌المللی دریا تضمین می‌شود، این سازمان در لندن واقع و در سال ۱۹۵۹ تشکیل شده است. اهداف آن شامل توسعه و حفظ چهارچوب قانونی برای حمل‌ونقل، ایمنی دریا، نگرانی‌های محیطی، مسائل قانونی، همکاری فنی و امنیت دریایی می‌شود.

### ماهی‌گیری

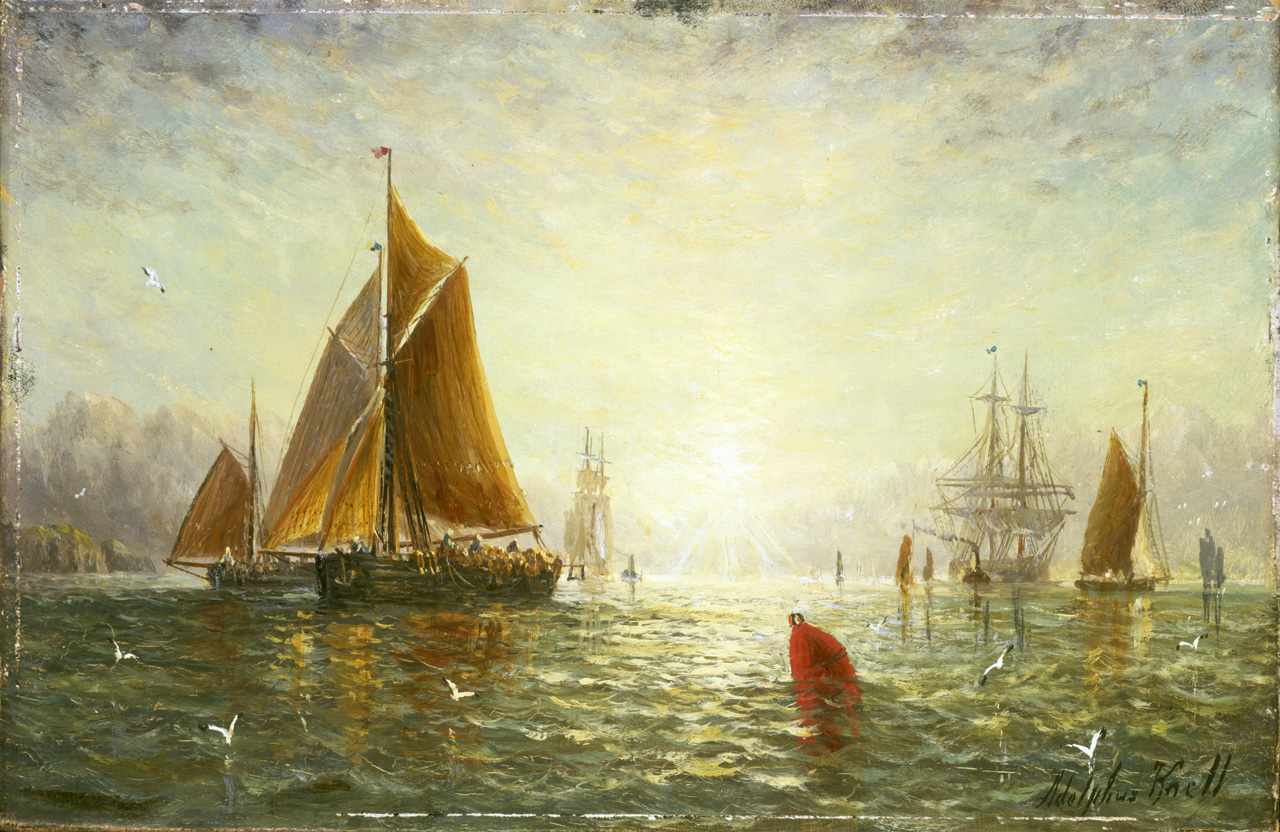
قایق‌های بریکسهام در سده ۱۹ام در حال ماهی‌گیری.

حدود ۴۰ هزار سال قبل، انسان در آسیای شرقی در حال فروش ماهی آب شیرین بود. ماهی‌گری با نیزه در کنار ساحل در دوران پارینه‌سنگی رواج داشت. در ۲۵۰۰ سال قبل از میلاد، استخرهای ماهی معابد سومریان را احاطه کرده بود و متن کلاسیک چینی فان لی که به سده پنجم قبل از میلاد نسبت داده می‌شود، اولین تلاش بر پرورش ماهی بوده است. یک تکه باقی‌مانده از برنامه سفر پارت‌ها در سده اول غواصی‌های آزاد محلی برای شکار مروارید در خلیج فارس را توصیف می‌کند، و نوشته‌های اوپیان در سده دوم به روش‌های چهارگانه اصلی ماهی‌گیری یونانیان و رومیان اشاره دارد که عبارتند از قلاب-و-طناب، ماهی‌گیری با تور، گرگور، و نیزه سه‌شاخ. قایق‌های ماه‌گریری سنتی در آب‌های نزدیک ساحل کار می‌کنند، اما در طول اواخر قرون وسطا و اوایل عصر مدرن، ماهی‌گیری در دریای آزاد (به ویژه کاد) برای توسعه‌های اقتصادی و نظامی اروپای شمالی، ایالت‌های نیو انگلند آمریکا، و کانادا اهمیت یافت. ماهی‌گیری بیش از حد در سراسر دریای شمال، موجب توسعه قایق‌های ماهی‌گیری دریای عمیق مانند قایق بریکسهام و قایق اوتر شده است، که به عنوان کشتی مادر کرجی‌های مخصوص ماهی‌گیری با طناب دراز می‌باشد. در سده ۱۹ام، پیشرفت‌هایی مانند حمل‌ونقل ریلی، کنسرواسیون ماهی، و سردسازی، تا ماهی‌گیری به صنعتی کامل تبدیل شود. پیشرفت‌های سونار در طول جنگ‌های جهانی، به عنوان یابنده ماهی به کار بسته شدند، و در طول دهه ۱۹۵۰، کشتی‌های کارخانه‌ای بزرگ قادر گشتند در طول یک ساعت، برابر ماهی‌هایی که کرجی‌ها در یک فصل صید می‌کردند، صید نمایند. در دهه ۱۹۶۰، ماهیگیران اقیانوس اطلس شمالی و اقیانوس آرام شمالی به حداکثر بهره‌وری نزدیک بودند. بعد از این که صید ماهی‌گیران غیرمجاز از ۲۰ میلیون تن در سال ۱۹۵۰ به ۹۳٫۵ میلیون تن در دهه ۱۹۸۰ رسید، این میزان تاکنون ثابت مانده است. اصلاحات اقتصادی چین موجب افزایش تولیدات ماهی‌گیری از ۷ درصد کل جهان در سال ۱۹۶۱ به ۳۵ درصد در سال ۲۰۱۰ شد. مطالعه علمی پویایی جمعیت شیلات و ملی شدن آب‌های مشترک سابق، هر دو به کنار آمدن با بیش‌ازحد بهره‌برداری کردن کمک می‌کنند، اما موفقیت ماهی‌گیری تجاری مدرن به فعالیت‌های اصلاحی عظیمی نیاز دارد: سقوط شیلات کاد در اطلس شمال‌غربی به کمتر از ۱ درصد سطح تاریخی، در سال ۱۹۹۲ نیاز به یک توقف کامل از سوی کانادا داشت و چین نیز از سال ۲۰۰۰ در مناطق مورد جدال دریای جنوبی چین در حیطه ماهی‌گیری سیاست رشد صفر را اجرا کرده است.

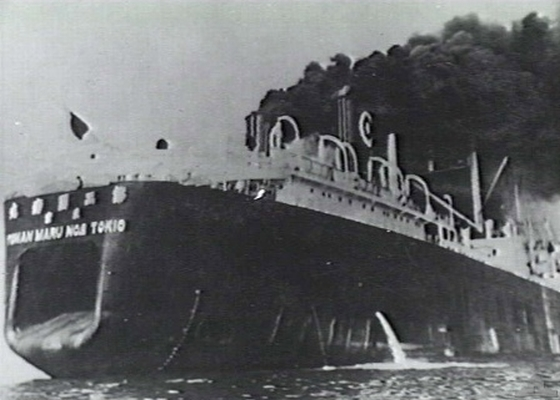
کشتی تونان مارو №۲، چهار بار مورد اصابت اژدر قرار گرفت، اما هر بار تعمیر شد و بهبود یافت. این کشتی صید نهنگ ژاپنی که به روش نروژی ساخته شده بود، در طول اشغال ژاپن به دست آمریکا، نیمی از گوشت مورد نیاز کشور را تأمین کرد، و اکنون نیز فعالترین کشتی به‌شمار می‌آید. کشتی‌های مشابه صید نهنگ در اروپا از کشتی‌های صید ماهی الهام گرفته‌اند.

در سال ۲۰۰۶ تقریباً ۴۳٫۵ میلیون نفر در صید و پرورش خوراک دریایی نقش داشتند، که ۸۵ درصد آن‌ها در آسیا زندگی می‌کردند. حدوداً سه چهارم آن‌ها ماهی‌گیر و ما باقی آن‌ها آبزی‌پرور بودند. در سال ۲۰۱۲، تولید کلی ماهی، سخت‌پوستان، نرم‌تنان و سایر حیوانات آبی رکوردی در حدوداً ۱۷۴ میلیون تن به جای گذاشت، که ۱۰۰ میلیون تن آن به‌طور غیرقانونی صید شده بود. اگر ماهی پروری را نیز در نظر نگیریم، باز هم یک رکورد است، جمعیت این ماهی به‌طور چشم‌گیری تحت تأثیر چرخه ال‌نینیو قرار دارد. تمایل سراسری در حال افزایش است، اما اکنون به جای صید غیرقانونی، توجه بیشتر به آب‌زی پروری در آب‌های داخلی و آبزی‌پروری در دریا می‌باشد. منطقه انحصاری اقتصادی اطراف کشورهای ساحلی تحت کنوانسیون ملل متحد در مورد حقوق دریاها به ایالت‌ها اجازه داده است که در مناطق بسیار حاصل‌خیز دریا که ۸۷ درصد برداشت سالانه را به خود اختصاص داده‌اند، سهمیه و سایر سیستم‌های مدیریتی را برقرار کنند. گاهی اوقات نتایج غم‌انگیزند (آرام در ماهی‌گیری پس از دوره جنگ جهانی اول موجب شد که در دریای شمال از سال ۱۹۱۳ تا ۱۹۱۹، میزان صید دو برابر شود.
) و گاهی نیز کمتر است، لذا: دو دهه بعد، تنها ده درصد میزان کاد حداکثر باقی خواهد ماند. در حال حاضر، گونه‌هایی که بیشتر در خطرند عبارتند از شاه‌ماهی، کاد، موتوماهی، ماهی تونایاتون، ماهی کفشک، ماهی کفال، ماهی مرکب، و ماهی آزاد. تعدادی از آن‌ها مانند ماهیان شکارچی بزرگ، زیر سطوح تاریخی به خوبی باقی‌مانده‌اند.

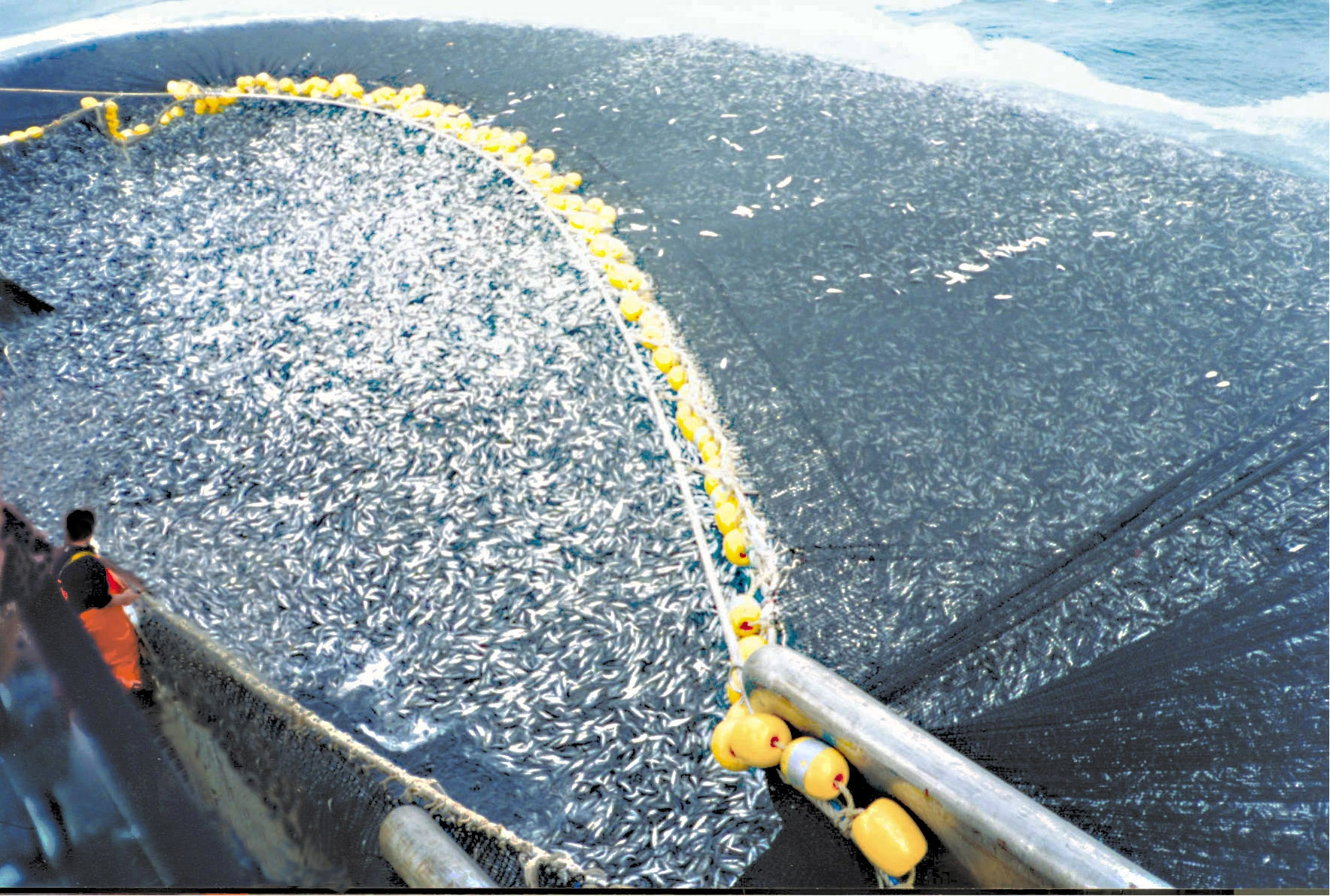
ماهی‌گیری با تور بزرگ در حدود ۴۰۰ تن ماهی خال‌مخالی در شیلی.

بیش از ۳ میلیون کشتی مشغول به ماهی‌گیری در دریا هستند. کشتی‌های ماهی‌گیری مدرن شامل کرجی‌های ماهی‌گیری، با خدمه اندک، کرجی ماهی‌گیری استرن، کشتی‌های کارخانه‌ای طولانی، و کشتی‌های کارخانه‌ای بزرگ می‌باشند، که برای ماندن طولانی (چند هفته) در دریا تعبیه شده‌اند، و تعداد زیادی ماهی را پردازش و منجمد می‌کنند. فرایند ماهی‌گیری ممکن است ماهی‌گیری با تور بزرگ، ترال، بیل هیدرولیکی، تور گیل و ماهی‌گیری با طناب طولانی باشد. سازمان فائو توسعه ماهی‌گیری‌های محلی را تشویق می‌نماید تا غذای جوامع ساحلی تأمین شود و فقر کاهش یابد. کشتی‌های ماهی‌گیری به‌طور فزاینده با بهره بردن از سهم آب‌های بین‌المللی از آینده را به خطر می‌اندازند. اما، ماهی‌گیری صنعتی سبب تهی شدن سهم‌ها و مناطق در حال توسعه مانند دریای آفریقا شده است، و این موضوع آن‌ها را مجبور می‌کند تا غذای دریایی خود را از کشورهای توسعه یافته تهیه کنند.

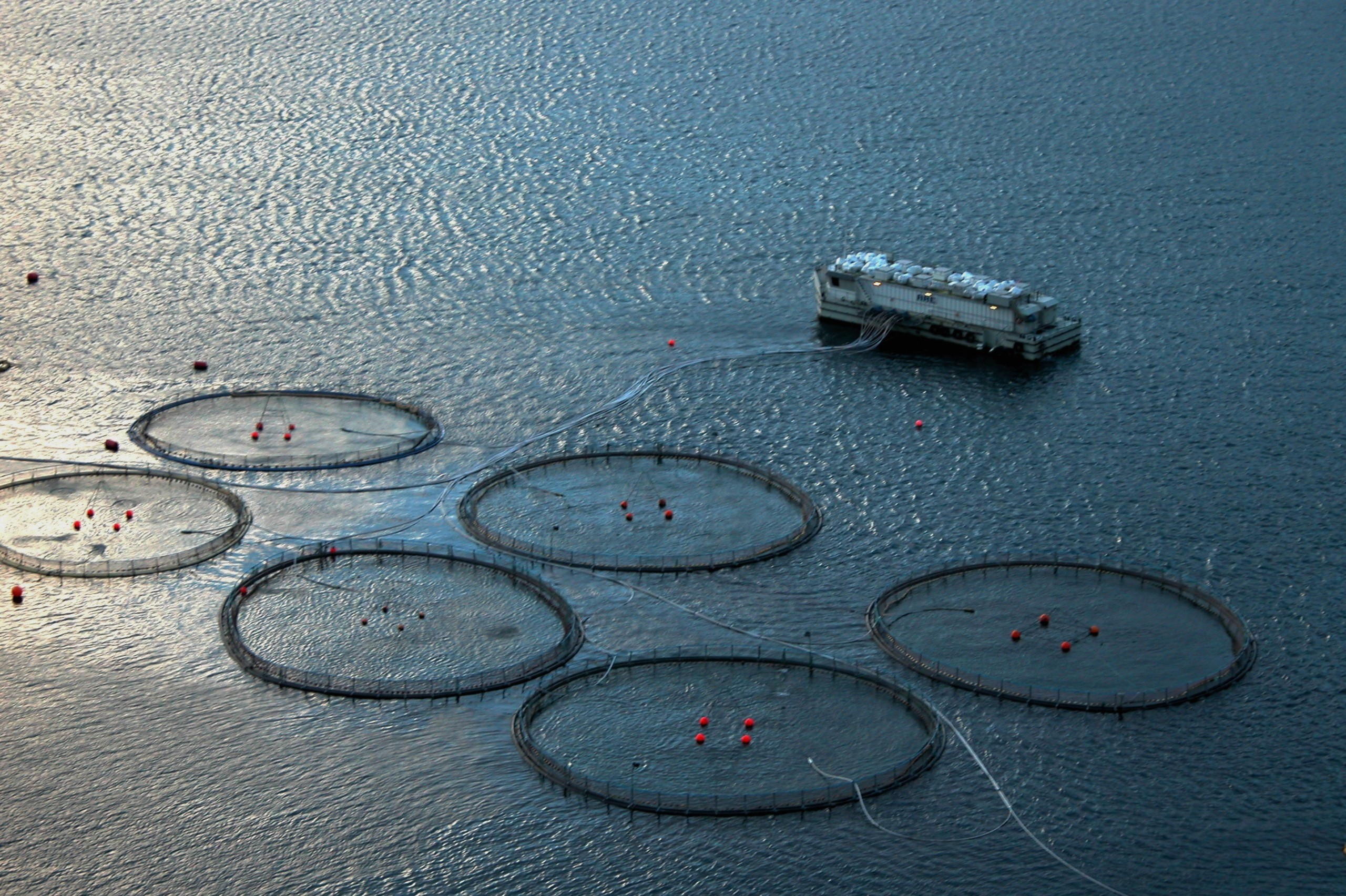
پرورش ماهی آزاد در وستمانا در جزایر فارو.

۸۷ میلیون تن از مواد غذایی و غیر خوراکی دریایی در سال ۲۰۱۰ از طریق کشاورزی دریایی حاصل شدند. حدود ۶۰۰ گونه گیاه و حیوان پرورش یافتند، و از برخی از آن‌ها به عنوان بذر جمعیت وحشی استفاده شد. حیوانات پرورش یافته شامل ماهی، خزندگان آبی، سخت‌پوستان، نرم‌تنان، خیارهای دریایی، توتیای دریایی و چتر دریایی می‌شد. آبزی‌پروری متمرکز در دریا این مزیت را دارد که در آن‌جا غذای پلانکتونی دست‌رس پذیر است و ضایعات به‌طور طبیعی حذف می‌شوند؛ در شرایطی که ضایعات زیان‌آورند، می‌توان از روش‌های چند-گونه‌ای استفاده کرد مثلاً برای غذا دادن به صدف پرورشی از ضایعات حاصل از ماهی آزاد پرورشی استفاده کرد. روش‌های متنوعی مورد استفاده قرار می‌گیرند. می‌توان نرده‌های مشبک مخصوص ماهیان را در دریای آزاد قرار داد، در آب‌های محافظتی تر نیز می‌توان از قفس استفاده کرد، و در هر مد، استخر با آب تازه پر می‌شود. می‌توان پرورش میگوی دریایی را در استخرهای کم‌عمق متصل به دریای آزاد انجام داد. می‌توان در آب طناب آویزان کرد تا به رشد جلبک‌ها و صدف‌ها کمک شود. همچنینی صدف‌ها را می‌توان در سینی‌ها یا در لوله‌های مشبک پرورش داد. خیارهای دریایی نیز در بستر دریا کشت می‌شوند. برنامه‌های تولیدمثل گرفتاری، سبب پرورش لارو شاه‌میگو شده است تا نوجوانان در دریا رها شوند و در مکان‌هایی مانند ایالت مین سبب کشت شاه‌میگو گردد. حداقل ۱۴۵ گونه جلبک دریایی (جلبک قرمز، سبز و قهوه‌ای) در سراسر جهان خورده می‌شود، برخی در ژاپن و سایر کشورهای آسیایی پرورش یافته‌اند؛ همچنین پتانسیل فراوانی برای کشاورزی بیشتر وجود دارد. تعداد کمی گیاه گل‌دار دریایی به عنوان غذا استفاده می‌شود اما یک نمونه سالیکورنیای اروپایی است که هم خام و هم پخته مصرف می‌شود. یکی از مشکلات اصلی پیش روی آبزی‌پروری تمایل به کشت تک بعدی و خطر مرتبط با بیماری‌های ماهیان می‌باشد. در دهه ۱۹۹۰، بیماری سبب نابودی گوش‌ماهی چینی و میگوی سفید پرورشی در چین شد، و نیاز جایگزین کردن آن با سایر گونه‌ها به وجود آمد. کشت میگو، نیز در سراسر آسیای جنوب شرقی سبب نابودی جنگل‌های کرنا شده است.

### قانون
قانون دریایی بخش مخصوصی از قوانین ملی است که در مسائل و جرم‌های مربوط به دریا به کار می‌رود، زیرا نامعلوم بودن سفرهای دریایی باعث شده است که دریا از عصر باستان به عنوان قلمرو قدرت واحد به حساب آید. قوانین رومی، بیزانسی، ترانی و آمالفیان تأثیر مهمی بر فرانسه، جمهوری جنوا، هانزا داشتند، که اولین دادگاه دریایی انگلیسی را تشکیل داده بودند. برخلاف سیستم کامل لا رایج انگلیسی دادگاه‌های دریایی به نظام حقوقی رومی-ژرمنی نزدیکتر بودند و آن‌ها را سواستفاده‌هایی که به انقلاب آمریکا مربوط می‌شد، ترک کردند. اتخاذ قانون اساسی ایالات متحده آمریکا قانون دریایی را دوباره وارد ایالات متحده کرد اما توجه بیشتری به محاکمه می‌شد.
قانون دریا بخش مخصوصی از بدنه حقوق بین‌الملل است که در مسائل و جرم‌های دریایی به کار می‌رود. امپراتوری‌هایی مانند امپراتوری روم و چین باستان سال‌ها حوزه قضایی بین‌المللی را ادعا می‌کردند؛ در طول قرون وسطا، جمهوری‌های دریایی ایتالیایی مانند جمهوری ونیز و جمهوری جنوا وجود ایالت‌های رقیب را به رسمیت شناختند، اما حقوق نزدیک شدن به دریا برای رفت‌وآمد را ادعا نمودند. در طول عصر اکتشاف، پرتغال و اسپانیا از قوانینی مشابه پیروی کردند. در سال ۱۶۰۹، کمپانی هند شرقی هلند، یک حقوق‌دان را استخدام کرد تا در مقابل دزدان دریایی ایستادگی کند. در نهایت دورهای سه‌گانه کنوانسیون ملل متحد در مورد دریاها قانون بین‌المللی دریا را شکل داد، اما ایالات متحده آن را به تصویب نرساند، و به جایش سیاست‌های خود را یک به یک و با بیانیه‌های رئیس‌جمهور اتخاذ نمود.
کنوانسیون حقوق دریاها در سال ۱۹۸۲ پیش‌نویس شد و در سال ۱۹۹۴ به اجرا درآمد. طبق آن، آب‌های آزاد به روی تمام کشورهای مستقل بازند، خواه ساحلی باشند و خواه محدود به خشکی، و لیستی جامع از آزادی شامل ناوبری، آزادی هوایی، قرار دادن کابل ارتباطی زیردریایی، ساختن جزایر مصنوعی، ماهی‌گیری، و تحقیقات علمی فراهم می‌کند. طبق آن آب‌های سرزمینی تا ۱۲ مایل آبی (۲۲٫۲کیلومتر) گسترش می‌یابند، که خط مبدأ آن‌ها به‌طور معمول هم ارز آب‌های سرزمینی می‌باشد. این منطقه به قوانین بین‌المللی مربوط است اما برای عبور افراد معمولی و ترانزیت آزاد می‌باشد. منطقه به هم پیوسته دور تر از ۱۲ مایل در اختیار کشتی‌های تعقیب داغ است که موظف نقض آداب و رسوم، مالیات، مهاجرت، یا قوانین آلودگی می‌باشند. یک «منطقه اقتصادی ویژه» مکان بهره‌برداری از زندگی دریایی و مواد معدنی می‌باشد که تحت نظارت ملی تا فاصله ۲۰۰ مایل دریایی (۳۷۰ کیلومتر) از خط مبدأ ادامه دارد.
کشتی‌ها در طول سفر دریایی از مناطق زمانی مختلفی عبور می‌کنند، لذا زمان دریایی که در دهه ۱۹۲۰ معرفی شده است، در آب‌های آزاد به کار می‌رود. هر یک از این مناطق به‌طور مساوی ۱۵ درجه طول جغرافیایی اند، عقربه ساعت در سفر به سمت غرب، به ازای هر منطقه یک ساعت جابجا می‌شود.

### جنگ

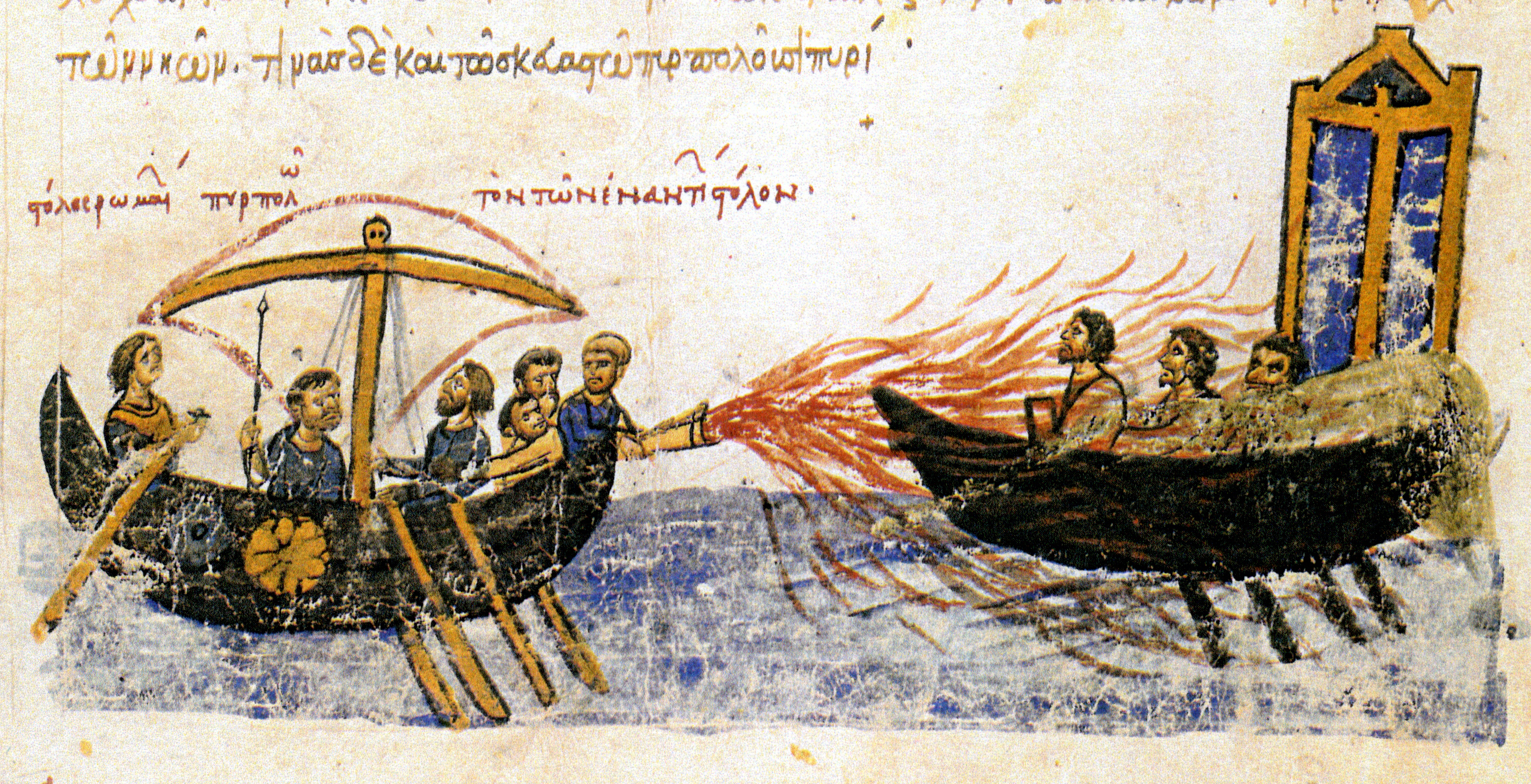
ارتش بیزانس، که در سده ۹ام، در مقابل کشتی‌های شورشی از آتش یونانی استفاده می‌کند.

از آن زمان که توسعه ناوگان هماهنگ کشتی‌ها قادر به حمله‌اند، جنگ دریایی به بخش مهمی از دفاع از کشورهای دریایی تبدیل شده است. اولین جنگ دریایی در تاریخ مکتوب به سوپیلولیوما دوم از هیتی‌ها بازمی‌گردد که در سال ۱۲۱۰ قبل از میلاد، ناوگان قبرسی را به آتش کشید. اندکی بعد، اشغال کل شرق مدیترانه توسط ناوگان‌های مردمان دریا روی داد: در طول دوره‌ای ۵۰ ساله، حملات و تهاجم‌ها تقریباً تمام شهرهای ساحلی بین پیلوس و غزه را نابود کردند. زمانی که امپراتوری‌ها گسترش یافتند و ارتش آنان توانستند خشکی را ترک کنند، شکستن ناوگان تدارکات تاکتیکی قدرتمند شد. نبرد سالامیس در ۴۸۰ قبل از میلاد نقش تعیین‌کننده‌ای در جنگ‌های ایران و یونان داشت علت آن آسیب دیدن طبیعی نبود (اگرچه قابل توجه بود) بلکه فریب تمیستتوکلس و استراتژی برتر آتنی‌ها آنان را قادر ساخت تا کشتی‌های تدارکات را در عبور از تنگه داردانل نابود کنند، و خط عقب‌نشینی ایرانیان را ببندند. اما در طول عصر کشتی‌های چوبی، حفاظت از ناوگان‌های بزرگ کار دشواری بود و همواره احتمال شکستن آن‌ها در شرایط جوی نامساعد وجود داشت، بیشتر آن‌ها در اثر دو طوفان کامیکاز آسیب می‌دیدند که در سال ۱۲۴۷ و ۱۲۸۱ حمله مغول به ژاپن را منحل کرد.
دزد دریایی تا امروز به عنوان یک مشکل باقی‌مانده، و در محافظت ایمن هر کشتی تجاری یا پلیس خط ساحلی خسارت دیده‌اند. در گذر زمان، چین در مقابل دزدان دریایی داخلی و ژاپنی مقابله کرده است؛ سایر کشورها (از جمله امپراتوری روم، بریتانیا و ایالات متحده آمریکا)، در عصر خود، با دزدان دریایی جنگیده‌اند تا مسیر تجارت داخلی و خارجی خود را ایمن سازند، امکان بازرسی کشتی‌های خارجی را ایجاد نموده و دزدان دریایی را تنبیه نموده‌اند. در تجارت برده نیز چنین مداخلاتی روی داده است.

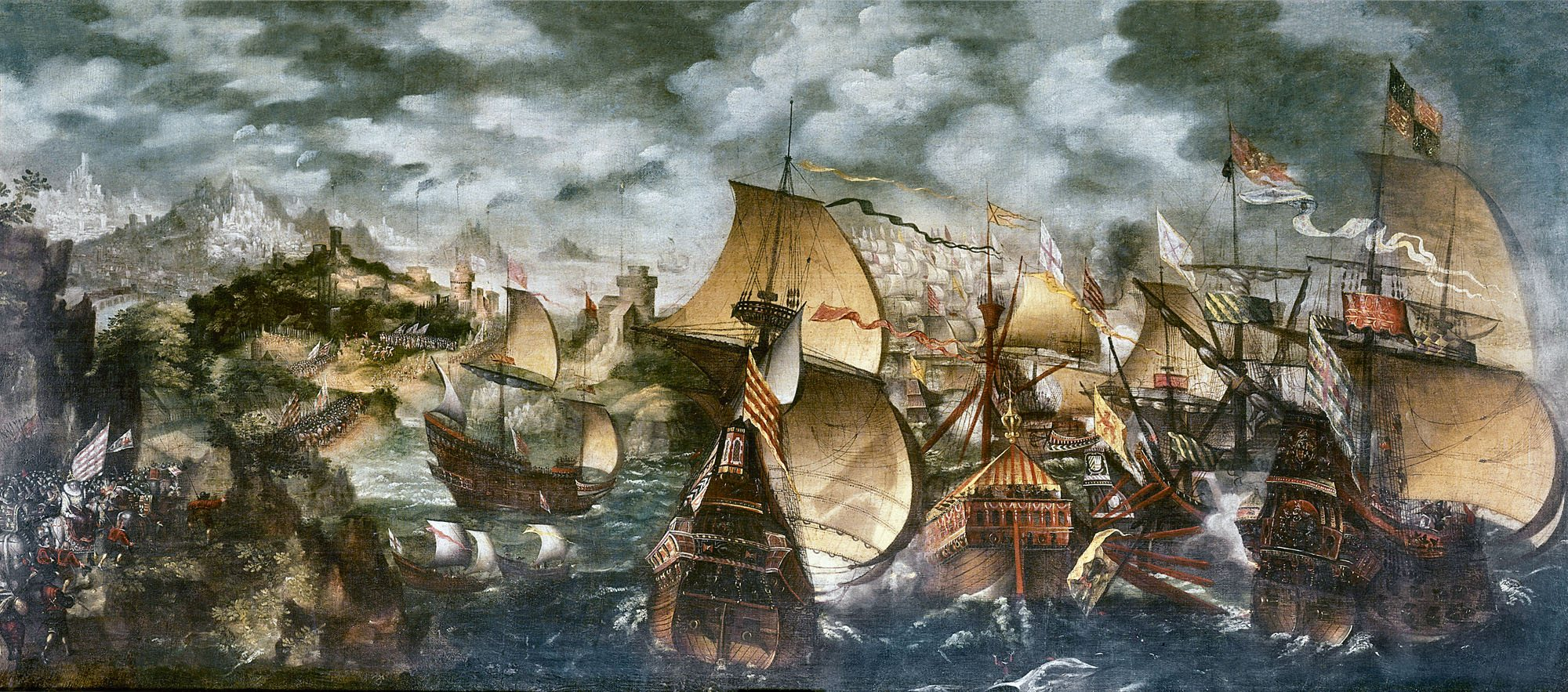
جنگ دریایی در عصر دریانوردی: اثری از نقاشان معاصر با جنگ گراولینز در سال ۱۵۸۸، که در اثر باد پروتستان، ناوگان اسپانیایی ناپدید شد.

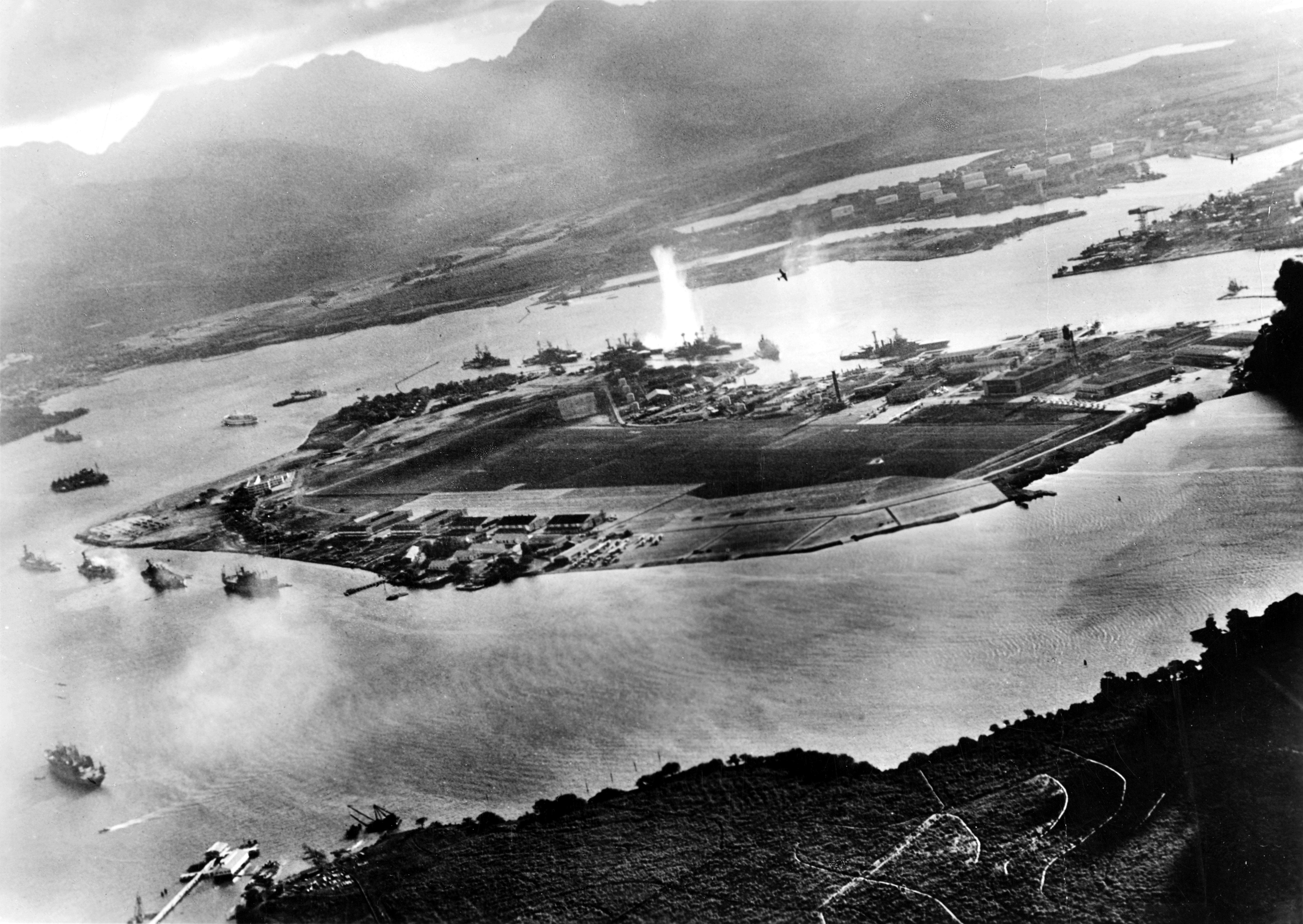
جنگ دریایی مدرن: اژدری که در طول حمله به پرل هاربر از سوی ژاپن به یواس‌اس وست ویرجینیا برخورد کرد.

در جهان باستان، علاوه بر نبرد سالامیس، درگیری‌های دریایی بزرگی مانند نبرد آکتیوم روی داد که موجب تأسیس امپراتوری آگوستوس شد. در عصر مدرن، جنگ‌های دریایی مهم عبارت بودند از پیروزی بریتانیا بر آرماندای اسپانیایی در سال ۱۵۸۸ و در نبرد ترافالگار، که سبب شکسته شدن تهدید حمله نیروهای جلو آمده اسپانیایی و فرانسوی شد. (برخی از مهم‌ترین جنگ‌های تاریخ چین نیز دریایی بودند ولی همه آن‌ها در رودخانه اتفاق افتادند نه دریا)
با ظهور ماشین بخار، ورقه فولادی گسترده، و مواد منفجره، کشتی‌های جنگی اروپایی در سده ۱۹ام وارد امپریالیسم نو شدند، و امکان دسترسی آزاد به آفریقا، چین، کره و ژاپن به منظور تجارت فراهم شد. اگرچه سیاست‌های داخلی مانع مدرنیته شدن چین گشتند، نیروی دریایی آمریکا موجب ایجاد اصلاحات میجی در ژاپن شدند در طول نبرد تسوشیما در سال ۱۹۰۵ و زمانی که ژاپنی‌ها قادر به شکست قاطعانه روسیه بودند، ثمر داد. ارتش‌های بزرگ در داخل بر تلاش بر ساختن نبرناوهای غول‌پیکر تمرکز کردند، اما این کشتی‌ها در جنگ جهانی اول چندان به کار گرفته نشدند. در مقابل، او-بوت‌های آلمانی بسیار ارزان قیمت‌تر نشان دادند که زیردریاییها می‌توانند کشتی‌ها را حتی در آب‌های دشمن فلج کنند. در جنگ جهانی دوم، جنگ ضد زیردریایی در یک مبارزه سخت در نبرد آتلانتیک (۱۹۳۹-۱۹۴۵) به پیروزی رسید، اما توسعه در فیزیک کاربردی سبب شد که در دهه ۱۹۶۰ زیردریایی‌های موشک بالستیک هسته‌ای از تجهیزات پیشرفته‌ای بهره برند که قادر بود سری دوم دشمنان را نیز منهدم کند. در همین حال، در جنگ مدیترانه، اقیانوس آرام میدان نبرد نشان داد که نیرو هوایی توانایی غلبه بر قویترین کشتی‌ها را دارد. برنامه‌ریزی اولیه برای کاهش دائمی اندازه ارتش دریایی، در جنگ کرده امکان‌ناپذیر بود، که نیاز در حال ادامه برای جابجایی و محافظت از انسان و مواد در دریا را نشان داد. در حال حاضر، تنها، نیروی دریایی ایالات متحده آمریکا، نیروی دریایی پادشاهی بریتانیا، و نیروی دریایی فرانسه دارای ارتش دریای آبی صحیح می‌باشند، که قادرند به ساحل دشمن دست یابند، روسیه در طول فروپاشی اتحاد جماهیر شوروی سوسیالیستی، توانایی خود را از دست داد و چین به سرعت در حال پیشرفت است.

### سفر
اگرچه استفاده از کشتی‌های شخصی کوچک در سفرهای شخصی بی شک به ما قبل تاریخ بر می‌گردد، کشتی‌های بزرگ قادر به آراستن اقیانوس به‌طور معمول برای تجارت و ماهی‌گیری بیشتر تاریخ بشر اختصاص داده شده بودند. حتی نیروهای نظامی نیز به سادگی از این ناوگان‌ها بهره می‌بردند تا از آن‌ها به عنوان کشتی سربازان استفاده کنند، همان‌طور که در عصر باستان و قرون وسطا برای بازرگانی، زیارت و گردشگری به کار می‌رفتند. جهانگردی سفرهای دریایی اکتشافی و استعمار اغلب از سوی سلطنت تدارک دیده می‌شدند، و خارج از بودجه نیروی دریایی بودند؛ در غیر این صورت، آن‌ها اغلب اجاره داده یا فروخته می‌شدند و برای حمل تدارکات به مناطق داخلی به کار می‌رفتند. خدمات اختصاصی و برنامه‌ریزی‌شده مسافران در قرون ۱۶ام یا ۱۷ام پیش‌بینی شد، اما در سال ۱۸۱۷، بلک بال اولین خط مسافرتی در اقیانوس اطلس بود. در عصر دریانوردی، طول این مسافرت‌ها بیشتر به بادهای بیش‌وز و آب‌وهوا بستگی داشت. قایق هی ساحلی در سده ۱۸ام، موجب محبوبیت سفرهای تفریحی در بریتانیا شد در سده بعد، استفاده از بخار سبب رونق بیشتر آن شد. در طول سده ۱۹ام، کشتی‌های اقیانوس‌پیما دارای موتور بخار سبب اتصال شبکه ترابری ریلی جهانی شدند. در ۱۹۰۰، عبور از اقیانوس اطلس حدوداً پنج روز به طول می‌انجامید، و خطوط مسافرتی برای بردن ریباند آبی رقابت کردند، این جایزه به سریع‌ترین کشتی اقیانوس‌پیما اهدا می‌شد. از سال ۱۹۰۹، به مدت ۲۰ سال این جایزه به آرام‌اس مائورتانیا رسید که سرعتش به‌طور میانگین ۴۸٫۲۶ کیلومتر بر ساعت بود. با ظهور حمل‌ونقل هوایی ارزان و سریع، این عصر رو به تاریکی گذاشت، مخصوصاً مسیر نیویورک به پاریس در سال 1958.
دریا هنوز مهد قایقرانی تفریحی و کشتی‌های گردشگری بزرگ است. همچنین دریا مسیر پناهندگان و مهاجرت‌های اقتصادی می‌باشد، برخی از روش‌های دریایی ناامن اقدام می‌کنند و برخی به‌طور قاچاقی وارد کشتی‌های حمل‌ونقل کالا می‌شوند. برخی از شکنجه و آزار فرار می‌کنند، درحالی که بسیاری از مهاجرت‌ها دلایل اقتصادی دارند، و می‌کوشند تا به کشورهایی رسند که در نظرشان چشم‌اندازی بهتر دارند.

### تفریح

در کنار دریا اثر پل گوگن

استفاده از دریا برای تفریح در سده نوزدهم گسترش یافت و در سده بیستم به صنعتی مهم تبدیل شد. فعالیت‌های تفریحی دریایی متنوع اند، و شامل سفرهای کروزینگ، قایق‌رانی، مسابقات قایق‌های موتوری، و ماهی‌گیری؛ سفرهای دریایی تجاری در کشتی‌های گردشی؛ و سفر بر کشتی‌های کوچک‌تر برای طبیعت‌گردی‌هایی مانند نهنگ‌نگری و پرنده‌نگری می‌باشد.
بسیاری از افراد از هیجان در دریا لذت می‌برند؛ کودکان در عمق کم، در آب دست و پا می‌زنند، درحالی که دیگران شنا یا در ساحل استراحت می‌کنند. همواره شرایط این‌گونه نبود، در سده ۱۸ام، حمام دریایی به دلیل توصیه دکتر ویلیام بوچان در اروپا رونق یافت. موج‌سواری ورزشی است که در آن موج‌سوار بر روی موج سوار می‌شود، حال ممکن است تخته موج‌سواری داشته باشد، یا نه. سایر ورزش‌های آبی شامل موج‌سواری با کایت، که در آن یک کایت قدرتمند، تخته‌ای را که فردی بر آن سوار است در دریا به پیش می‌برد؛ بادسواری، که در آن نیرو از طریق بادبانی ثابت تأمین می‌شود؛ و اسکی روی آب که یک قایق موتوری اسکی‌باز را می‌کشد.

غواص اسکوبا با ماسک صورت، باله، و دستگاه تنفس در زیر آب

زیر سطح آب، غواصی آزاد ضرورتاً به مناطق کم‌عمق محدود می‌شود. غواصان مروارید به‌طور سنتی پوستشان عاری از چربی بود، در گوششان پنبه قرار می‌دادند، بینی خود را محکم می‌گرفتند و درحالی که در دستشان سبد داشتند، تا عمق ۱۲ متری پایین می‌رفتند تا صدف‌های مروارید را جمع‌آوری کنند. چشم بشر به استفاده در زیر آب عادت ندارد، اما استفاده از ماسک غواصی می‌تواند سبب بهتر شدن بینایی شود. سایر وسایل مفید عبارتند از باله‌های غواصی و لوله تنفس. وسایل اسکوبا امکان تنفس در زیر آب و ساعت‌ها ماندن را فراهم می‌کنند. عمقی که یک غواص می‌تواند بدان برسد و زمانی که می‌تواند در آن باقی بماند با افزایش فشار کاهش محدود می‌شود و برای جلوگیری از بیماری ناشی از کاهش ناگهانی فشار لازم است غواص به سطح آب بازگردد. به غواصان تفریحی پیش‌نهاد می‌شود خود را به عمق ۳۰ متری محدود کنند زیرا پایین‌تر از ان خطر بیهوشی حاصل از نیتروژن افزایش می‌یابد. می‌توان غواصی‌های عمیق‌تر را با استفاده از تجهیزات تخصصی و تمرین انجام داد.

### تولید برق

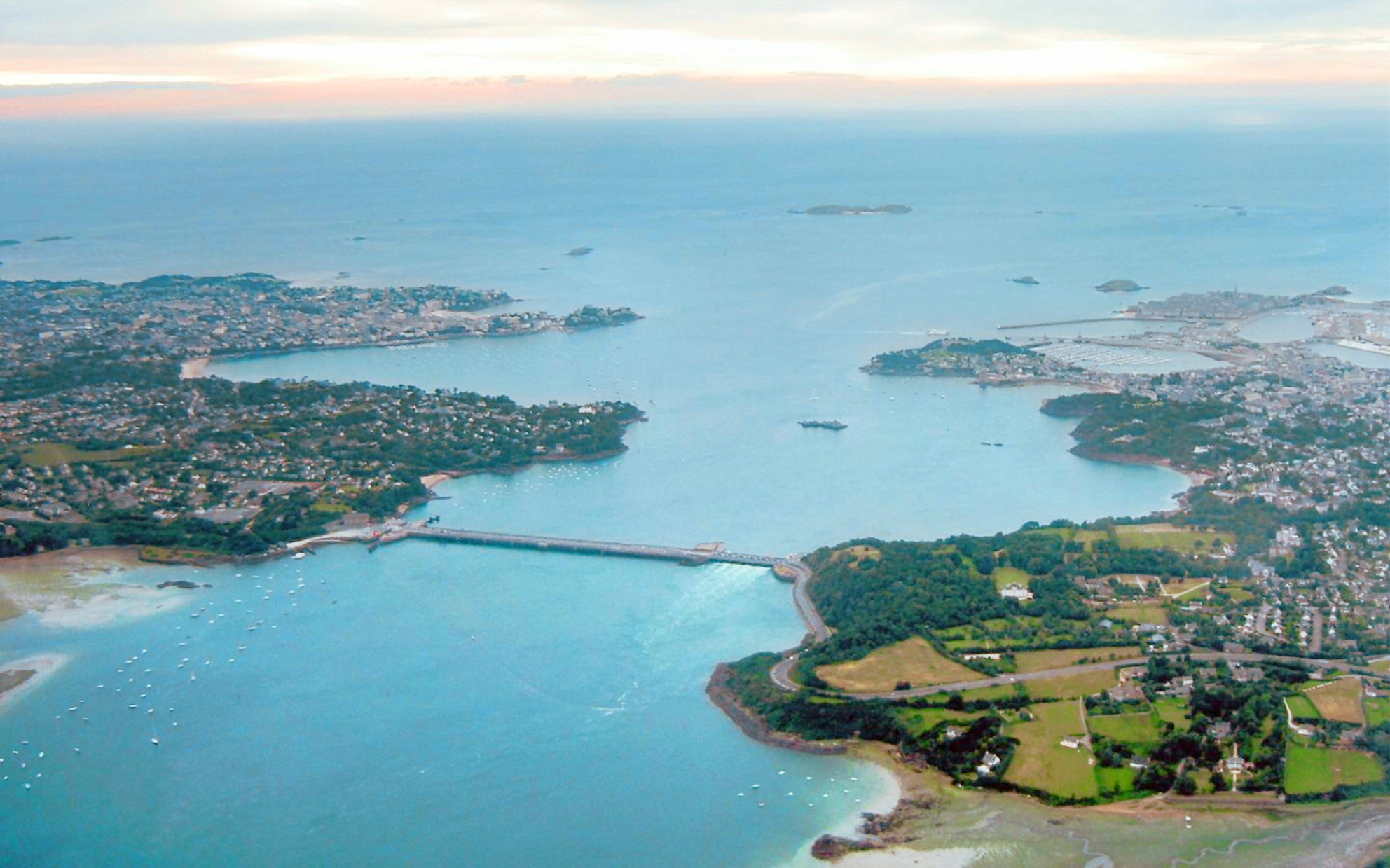
اولین نیروگاه برق انرژی کشندی در جهان: نیروگاه انرژی کشندی رینس، که در سال حدوداً ۵۴۰ گیگاوات ساعت برق تولید می‌کند، حدوداً ۳ درصد کل مصرف برق بروتاین را تأمین می‌نماید (۲۰۱۱).

دریا حجم عظیمی از انرژی را فراهم می‌کند که به وسیله امواج سطح دریا، جزر و مد، تفاوت‌های شوری، اختلاف دمای اقیانوسی اتفاق می‌افتد و می‌توان آن را برای تولید انرژی الکتریکی مهار کرد. اشکال انرژی پایدار شامل انرژی کشندی، انرژی جریان اقیانوسی، توان اسمزی، انرژی گرمایی اقیانوس و انرژی موج می‌باشد.
ژنراتورها از انرژی کشندی استفاده می‌کنند تا با استفاده از جریان‌های جزر و مدی الکتریسیته تولید نمایند، گاهی اوقات سدی را به کار می‌گیرند تا آب دریا را در آن ذخیره و بعداً رها نمایند. سد رانس، به طول یک کیلومتر نزدیک سن-مالو در بروتاین که در ۱۹۶۷ افتتاح شد؛ این سد حدوداً ۰٫۵ گیگاوات برق تولید می‌کند، اما از چند طرح مشابه پیروی می‌نماید.
انرژی عظیم و بسیار متنوع امواج، توانایی نابودی را به آن‌ها می‌دهد، و ساخت ماشین‌های موجی مقرون به صرفه و قابل اعتماد را مشکل می‌کند. یک نیروگاه موج تجاری کوچک با تولید ۲مگاوات، به نام «اسپری» در سال ۱۹۹۵ در اسکاتلند شمالی ساخته شد، که ۳۰۰ متر با ساحل فاصله داشت. این نیروگاه اندکی بعد به دست امواج آسیب دید و به وسیله یک طوفان نابود شد. انرژی دریایی فعلی می‌تواند بخش عظیم برق مصرفی مناطق مسکونی اطراف دریا را تأمین کند. در اصل، می‌توان آن را به وسیله توربین‌های جریان باز مهار نمود؛ سیستم‌های بستر دریا نیز وجود دارند، ولی تنها به عمق ۴۰ متری محدود می‌شوند.
انرژی بادی دریایی نیز به وسیله توربین‌های بادی داخل دریا گرفتار می‌شود؛ مزیت این توربین‌ها اینست که سرعت باد در خشکی دریا بیشتر از خشکی است، اگرچه توربین‌های بادی دریایی هزینه بر ترند. اولین مزرعه توربین بادی دریایی در سال ۱۹۹۱ در دانمارک تأسیس شد، و در سال ۲۰۱۰ ظرفیت مزارع توربین بادی دریایی اروپا به ۳ گیگاوات رسید.
نیروگاه‌های انرژی الکتریکی اغلب در ساحل یا کنار یک مدخل قرار دارند، لذا می‌توان از دریا به عنوان یک سینک گرما استفاده کرد. یک سینک گرمای خنک‌تر بازده را افزایش می‌دهد و این موضوع در نیروگاه‌های انرژی اتمی نقش بسیار مهمی دارد.

### صنعت استخراج

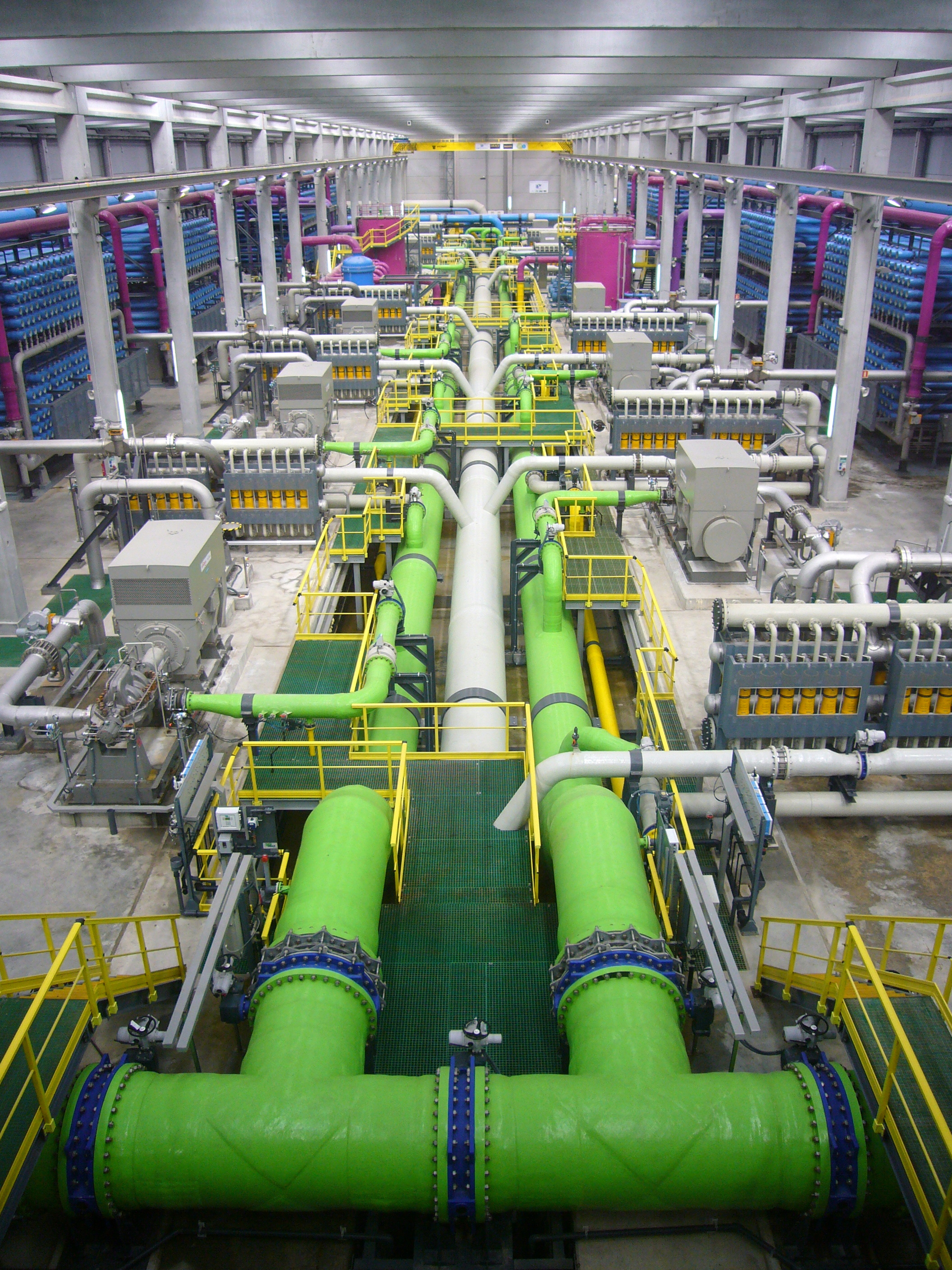
اسمز معکوس در کارخانه نمک‌زدایی

مقدار زیادی نفت خام (نفت و گاز طبیعی) در صخره‌های زیر بستر دریا وجود دارد. سکوهای نفت و دکل‌های حفاری نفت و گاز را خارج و برای انتقال به خشکی ذخیره می‌کنند. تولید و نفت و گاز در دریا به دلیل محیط دورافتاده و خشن، دشوار است. حفاری برای نفت می‌تواند تأثیراتی زیست‌محیطی برای دریا به همراه آورد. موج‌های لرزه‌ای در هنگام حفاری می‌توانند سبب شوند که حیوانات مسیر خود را گم کنند، و این موضوع احتمالاً سبب حرکت نهنگ‌ها به سمت ساحل می‌شود. مواد سمی مانند جیوه، سرب و آرسنیک ممکن است آزاد شوند. ممکن است زیرساخت‌ها آسیب بینند و نفت در دریا منتشر شود.

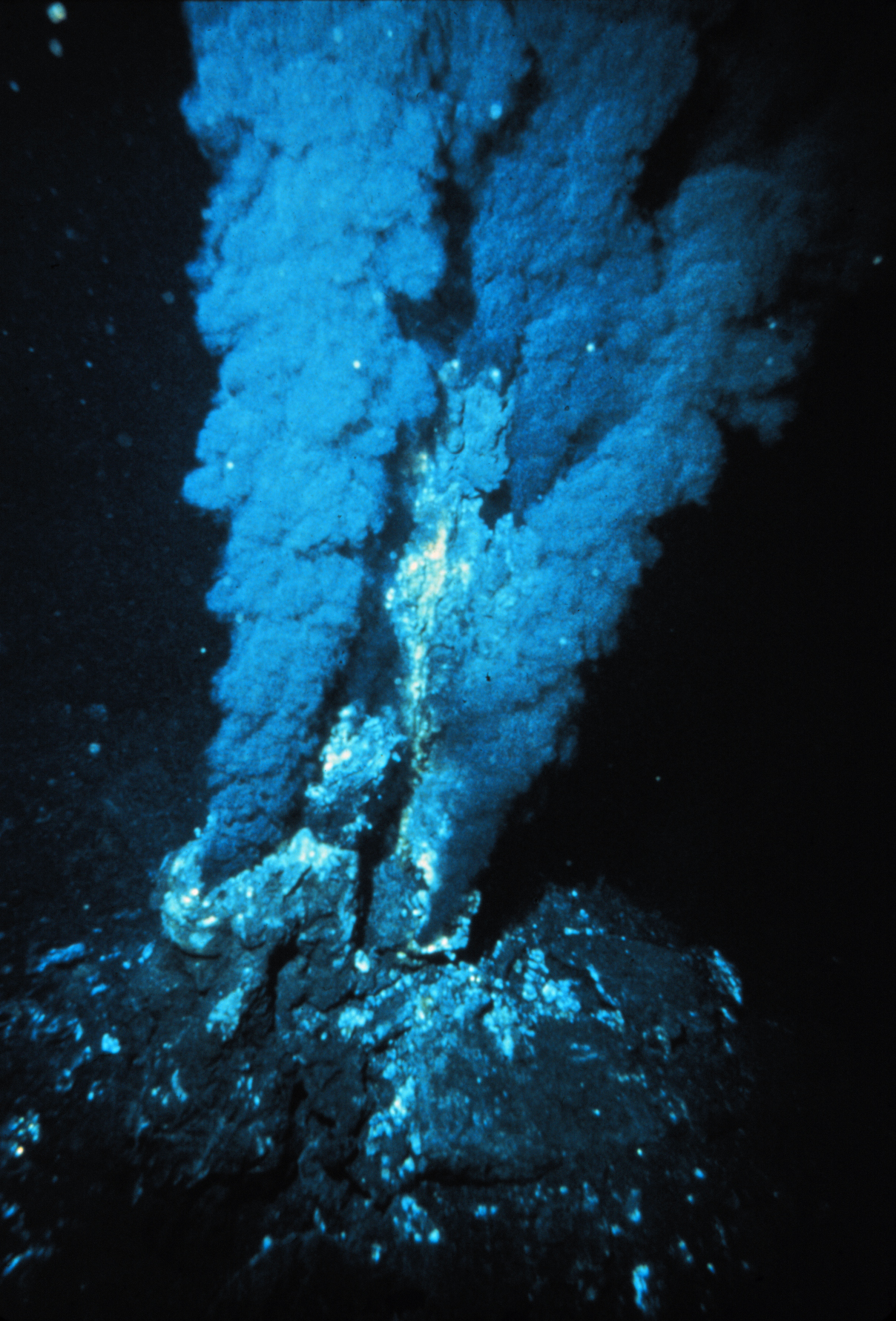
یک دودکش سیاه که سولفیدهای حل شده و سایر مواد معدنی را در میان آب فوق گرم آزاد می‌کند.

دریا دارای مقادیر عظیمی از مواد معدنی حل‌شده ارزشمند می‌باشد. مهم‌ترین آن‌ها، نمک دریایی است که برای موارد خوراکی و صنعتی به کار می‌رود و از زمان گذشته از طریق تبخیر آب در مناطق کم‌عمق به دست آمده است. برم که پس از شست‌وشوی خشکی جمع می‌شود، به‌طور اقتصادی از دریای مرده تأمین می‌شود، جایی که به میزان ۵۵۰۰۰ بخش در میلیون (پی‌پی‌ام) می‌توان آن را یافت. سایر مواد معدنی در داخل یا روی بستر دریا را می‌توان با لایروبی استخراج کرد. این روش مزایایی نسبت به استخراج از معادن روی خشکی دارد، زیرا تجهیزات مورد نیاز در این روش در کارخانه‌های کشتی‌سازی تخصصی ساخته می‌شوند و هزینه زیرساختهای آن کمتر است. معایب این روش عبارتند از مشکلاتی که از طریق امواج و جزر و مد ایجاد می‌شوند، تمایل لجن بستن حفاری‌ها، و فرسایش کوه‌های زیر آبی. همچنین خطر فرسایش ساحل و صدمات زیست‌محیطی وجود دارد. منابع سولفید کف دریا منبع بالقوه نقره، طلا، مس، روی، سرب و فلزات کم‌یاب می‌باشند که در دهه ۱۹۶۰ کشف شدند. آن‌ها زمانی تشکیل می‌شوند که آب فوق گرم از منافذ زمین‌گرمایی موجود در آب عمیق به نام «دودکش سیاه» خارج می‌شوند: مواد معدنی در ارتباط با آب‌های سرد اقیانوس عمیق رسوب می‌کنند، و در اطراف منافذ فرود می‌آیند. سنگ‌های معدن بسیار با کیفیتند، ولی استخراج آن‌ها خیلی هزینه بر است. استخراج مقیاس کوچک از سطح دریای عمیق از ساحل پاپوآ گینه نو و با استفاده از ربات آغاز شده است، اما موانع دشوارند.
نمک‌زدایی روشی خارج کردن نمک از آب دریا است تا آب آشامیدنی مناسب برای نوشیدن و آبیاری تأمین شود. تقطیر خلأ و اسمز معکوس دو روش اصلی هستند، که مقدار زیادی انرژی را به کار می‌گیرند. نمک‌زدایی به‌طور معمول تنها در مکانی انجام می‌گیرد که آب سایر منابع اندک یا انرژی فراوان است، مثلاً مکانی که گرمای تولید شده در نیروگاه بدان راه دارد. آب شور به عنوان فراورده، دارای برخی مواد سمی است و به دریا بازمی‌گردد.
مقدار زیادی آذریخ در کف دریا و اقیانوس وجود دارد که در دمای حدود ۲ درجه سانتی‌گراد رسوب می‌کند، و به عنوان منبع بالقوه انرژی به حساب می‌آید. برخی تخمین‌ها مقدار آذریخ در دسترس را بین یک تا ۵ میلیون کیلومتر مکعب برآورد می‌کنند. همچنین روی بستر دریا کلوخ‌های منگنزی وجود دارند که از لایه‌های آهن، منگنز، و سایر هیدروکسیدهای اطراف هسته تشکیل شده‌اند. در اقیانوس آرام، این مواد ۳۰ درصد سطح عمیق اقیانوس را تشکیل می‌دهند. مواد معدنی از آب دریا رسوب می‌کنند و به آرامی رشد می‌یابند. استخراج تجاری نیکل در دهه ۱۹۷۰ مورد توجه قرار گرفت اما، به دلیل وجود منابع مناسب‌تر رها شد. در مناطق مناسب، در بستر دریا، الماس با استفاده از لوله‌های مکشی به دست می‌آید که شن ساحل را بیرون می‌کشند. در آب‌های عمیق‌تر، از خزنده‌های متحرک بستر دریا استفاده می‌شود و مواد حاصل به یک کشتی در بالا پمپ می‌گردند. در نامیبیا، اکنون بیشتر الماس‌ها به جای روش‌های معمول روی خشکی، از منابع آبی جمع‌آوری می‌شوند.

### آلودگی
بسیاری از مواد در اثر فعالیت بشر وارد دریا می‌شوند. مواد حاصل از احتراق سوخت‌ها، از طریق هوا جابجا می‌شوند و طریق بارندگی وارد دریا می‌گردند. خروجی‌های کشاورزی، صنعتی، فاضلابی شامل فلزات سنگین، آفت‌کش‌ها، مواد ضدعفونی‌کننده، مواد شوینده، و سایر مواد شمیایی سنتزشده می‌باشند. این مواد در پوسته سطحی و رسوب دریایی متمرکز می‌شوند. نتیجه تمام این آلودگی‌ها نامعلوم است زیرا مواد فراوانی هستند که این آلودگی را فراهم می‌کنند و تأثیر زیستی آن‌ها چندان مشخص نیست. فلزات سنگینی که بیشترین نگرانی را ایجاد می‌کنند عبارتند از مس، سرب، جیوه، کادمیم، و روی، در بدن بی‌مهرگان دریایی ذخیره می‌شوند. سپس در زنجیره غذایی به سمت بالا حرکت می‌کنند.
در برخی مکان‌ها مواد زاید حاصل از کودهای کشاورزی، اصلی‌ترین منابع آلودگی اند و تخلیه فاضلاب‌ها نیز تأثیر مشابهی دارد. مواد مغذی بیشتری که از طریق این منابع فراهم می‌شوند، می‌توانند موجب خورگی شوند. نیتروژن اغلب عامل محدودکننده در سیستم‌های دریایی است و نیتروژن اضافی شکوفایی‌های جلبکی و کشندهای سرخ را از بین می‌برند، و در نتیجه ممکن است میزان اکسیژن آب به می‌رانی کاهش یابد که حیوانات دریایی بمیرند. چنین رویدادهایی در دریای بالتیک و خلیج مکزیک مرداب ایجاد کرده‌اند. برخی شکوفایی‌های جلبکی حاصل سیانوباکتر می‌باشند و سبب می‌شوند صدف‌ها بر رویشان موادی سمی قرار دهند که حیواناتی مانند سمورهای دریایی را شکار کنند. تجهیزات هسته‌ای نیز قادرند دریا را آلوده کنند. سزیم-۱۳۷ رادیواکتیو، در طی فرایندهای هسته‌ای شلافیلد، موجب آلودگی دریای ایرلند شده است و گاهی حوادث هسته‌ای مانند حادثه فوکوشیما در سال ۲۰۱۱، موجب نفوذ مواد رادیواکتیو به دریا می‌شوند.
ریختن ضایعات (شامل نفت، مایعات مضر، فاضلاب و زباله) در دریا تحت نظارت حقوق بین‌الملل است. کنوانسیون لندن (۱۹۷۲)، یک توافق در سازمان ملل متحد برای ریخت ضایعات در اقیانوس است که۸۹ کشور در ۸ ژوئیه ۲۰۱۰ آن را به تصویب رساندند. مارپل ۷۳/۷۸ کنوانسیونی برای کاهش آلودگی دریا توسط کشتی‌ها می‌باشد. در ماه مه ۲۰۱۳، ۱۵۲ کشور دریایی مارپل را به تصویب رساندند.
بیشتر زباله‌های پلاستیکی شناور زیست‌فروسا نیستند، به جای آن نهایتاً با گذر زمان تا سطح مولکولی متلاشی می‌شوند. پلاستیک‌های محکم سال‌ها شناور می‌مانند. در مرکز چرخه اقیانوس آرام، یک تجمع شناور دائمی از زباله‌های پلاستیکی ایجاد شده است و اقیانوس اطلس نیز مسیری مشابه را پیموده است. پرندگان دریایی مانند آلباتروس و مرغ طوفان در هنگام جستجوی غذا به اشتباه از این زباله‌ها مصرف و پلاستیک غیرقابل هضم را در سیستم گوارش خود جمع می‌کنند. در شکم نهنگ‌ها و لاکپشت‌ها کیسه‌های پلاستیکی و طناب ماهی‌گیری یافت شده است. میکرو پلاستیک‌ها در آب فرومی‌روند و زندگی فیلتر فیدرهای بستر دریا را به خطر می‌اندازند.
بیشتر آلودگی نفتی دریای از شهرها و صنعت حاصل می‌شوند. نفت برای حیوانات دریایی خطرناک است. می‌تواند بال‌های پرندگان دریایی را مسدود کند، تأثیر عایقی آن‌ها و شناورزی پرندگان را کاهش دهد، یا به وسیله آن‌ها خورده شود. پستانداران دریایی کمتر در خطرند، اما ممکن است با از دست دادن عایق پوستی خود، سردشان شود، کور، کم‌آب یا مسموم شوند. با گسترش نفت، بی‌مهرگان بنتوزی غرق، ماهی‌ها مسموم، و زنجیره غذایی مختل می‌شود. در مدتی کوتاه‌تر، نشت نفت موجب کاهش و بی تعادلی جمعیت حیات‌وحش می‌شود، فعالیت‌های تفریحی تحت تأثیر قرار می‌گیرند، و معیشت مردمی که زندگیشان به دریا وابسته است ویران می‌گردد. محیط دریای ویژگی پاک‌سازی خود را دارد و باکتری‌های طبیعی تلاش خواهند کرد که نفت را از دریا پاک کنند. در خلیج مکزیک، که هنوز باکتری‌های مصرف‌کننده نفت وجود دارند، در مدت چند روز نفت نشتی را مصرف می‌کنند.

### مردم بومی دریا
چندین گروه از عشایر بومی در دریای جنوب‌شرق آسیا در قایق زندگی و در طول روز نیازهای خود را از دریا استخراج می‌کنند. مردم بومی موکن در سواحل تایلند و میانمار و جزایر دریای آندامان زندگی می‌کنند. مردم باجائو در اصل از مجمع‌الجزایر سولو، میندانائو و بورنئو شمالی هستند. برخی کولی‌های دریایی با انجام غواصی آزاد قادرند تا عمق ۳۰ متری در آب فروروند، اگرچه بیشتر آن‌ها روش مقرر و زمینی را انتخاب می‌کنند.
مردم بومی اقیانوس منجمد شمالی به عنوان قوم چوکچی، اینوئیت، اینویالوئیت، و مردم یوپیک، پستانداران دریایی مانند نهنگ‌ها را شکار می‌کنند و جزیره‌نشینان تورس استریت ادعای مالکیت دیوار بزرگ مرجانی را دارند. آن‌ها به‌طور سنتی در جزایر زندگی می‌کنند و فعالیت‌هایشان شامل شکار، ماهی‌گیری و تجارت با همسایگان در پاپوآ گینه نو و استرالیا است.

### در فرهنگ

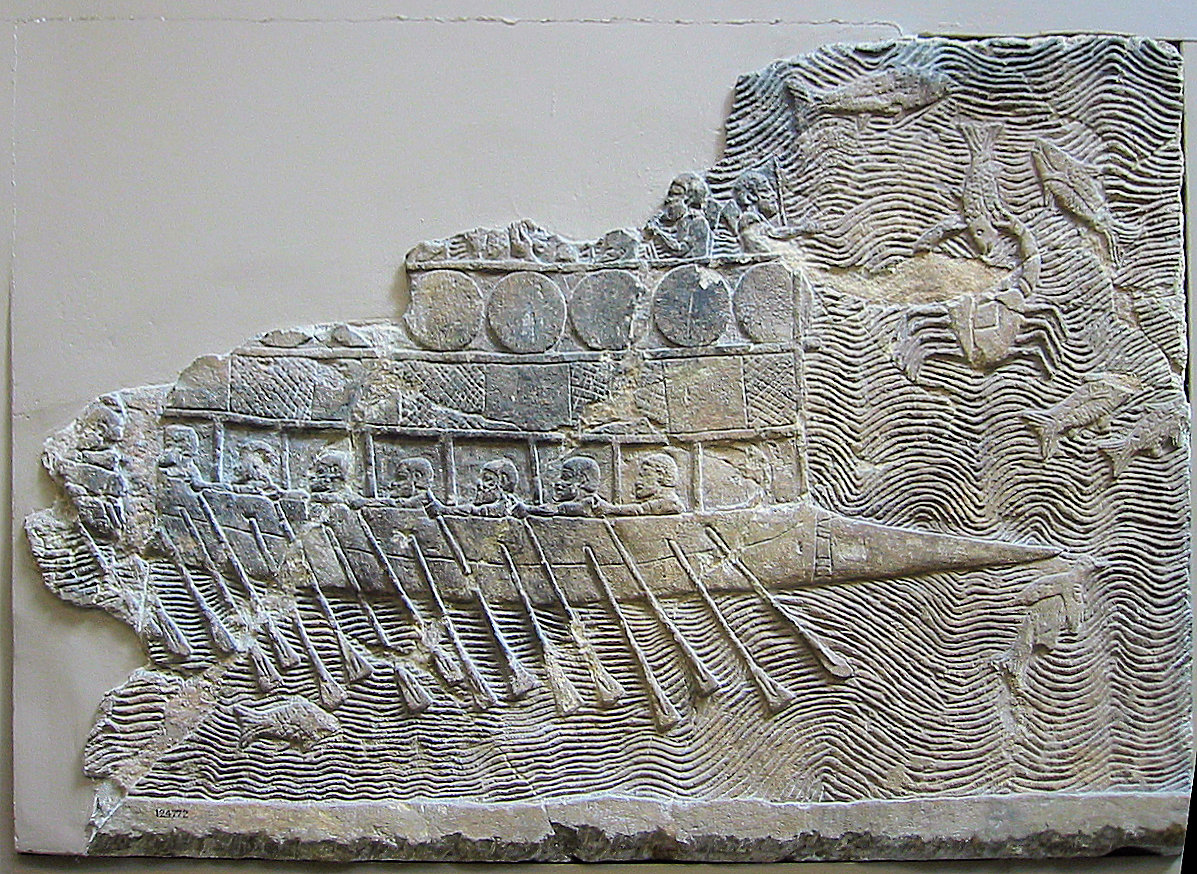
اثری از آشوریه در سده ۷۰۰ قبل از میلاد، که ماهیان و خرچنگ‌ها را در حال شنا در اطراف قایق نشان می‌دهد.

دریا با نمادهای ضد و نقیضی در فرهنگ بشر وجود دارد، هم قدرتمند است و هم آرام، هم زیباست و هم خطرناک. دریا در اسطوره‌شناسی، مذهب، ادبیات، هنر، شعر، فیلم، تئاتر و موسیقی جایگاه ویژه‌ای دارد. باستانیان به آن شخصیت داده‌اند، و اعتقاد دارند که تحت کنترل خدایی است که نیاز به آرامش دارد. همچنین دریا محل سکونت مخلوقات فوق‌العاده می‌باشد: لویاتان در کتاب مقدس، اسکولا در اساطیر یونان، ایسناده در اساطیر ژاپن، و کراکن در اساطیر اسکاندیناوی.: ۲۰۶–۲۰۸  همچنین دریای در تصاویر مسیحی حایز اهمیت است، مثلاً گفته می‌شود برخی از حواریون، در دریاچه طبریه ماهی‌گیر بودند.

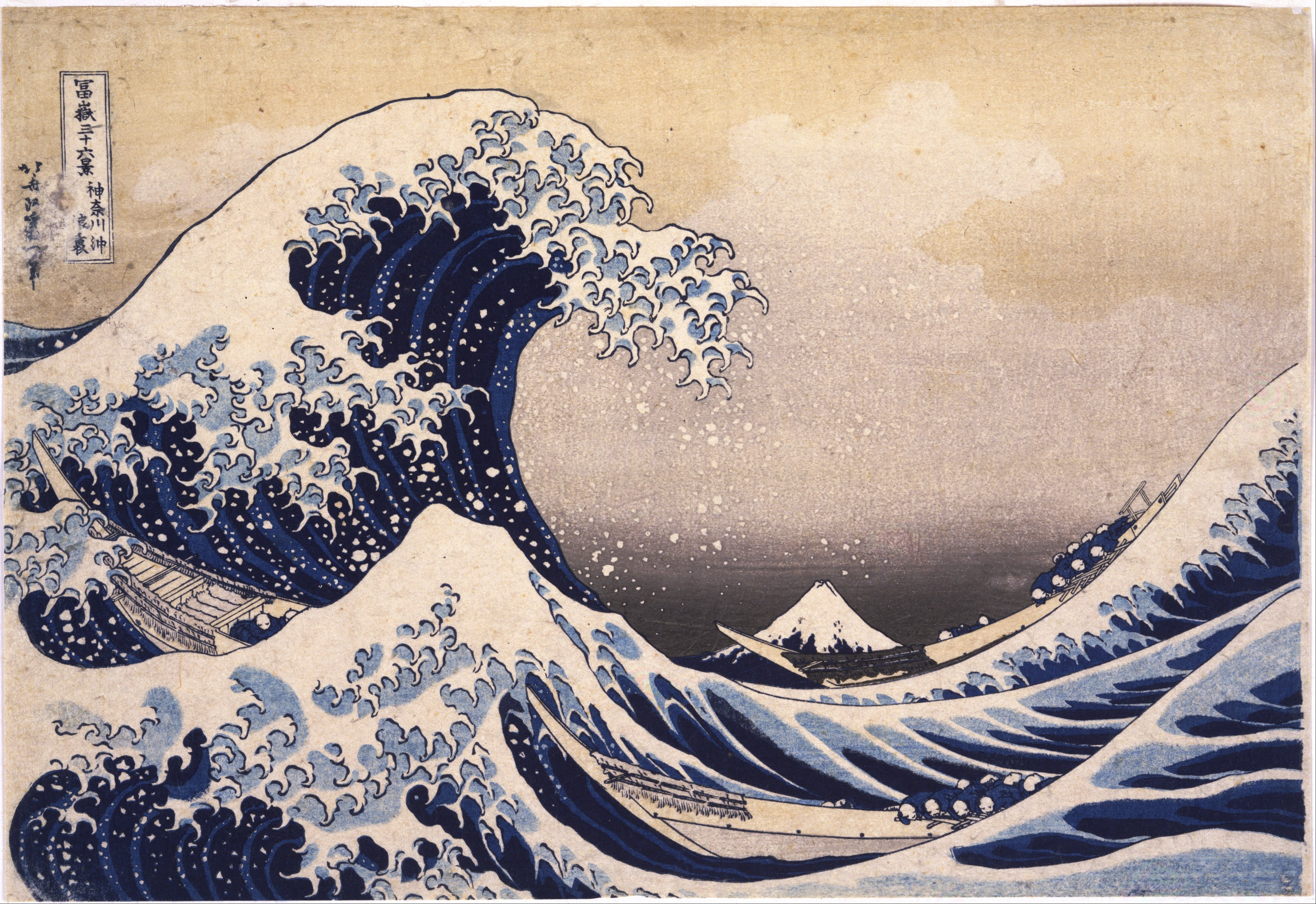
نقاشی هوکوسائی در سال ۱۸۲۹، به نام موج بزرگ کاناگاوا، اولین سی و شش چشم‌انداز کوه فوجی.

دریا، حیات آن و کشتی‌هایش در نقاشی‌ها به تصویر کشیده شده‌اند، که شامل نقاشی‌های ساده بر روی دیوار غارها خارج لس ایزیس در فرانسه تا ماهی مسیح و از دوچ هندریک وروم تا اوکی‌یوئه هوکوسائی و مناظر دریایی وینسلو هومر می‌شود. در طول عصر طلایی نقاشی هلند، نقاشانی مانند جان پرسلیس، هنریک دوبلز، ویلیام ون ده ولد پدر، ویلیام ون ده ولد پسر و لودف باخوئیزن دریا و قدرت ارتش دریایی هلند را در نقاشی‌های خود ستودند.
موسیقی نیز از دریا الهام گرفته است. دریانوردان نیمه‌خوانی می‌کردند تا وظایف دشوار را آسان کنند تأثیر بر موسیقی حاصل آب آرام، امواج توفنده، و طوفان‌های دریا هستند. موسیقی سنتی مربوط به دریا شامل اپرای مرد پرنده هلندی، اثر ریشارد واگنر، لا مر اثر کلود دبوسی، آهنگ دریا اثر چارلز ویلرز استنفورد (۱۹۰۴) و نواهای ناوگان (۱۹۱۰)، تصاویر دریا (۱۸۹۹) اثر ادگارد الگار، و سمفونی دریا (۱۹۰۳–۱۹۰۹) اثر رالف وان ویلیامز می‌باشد.

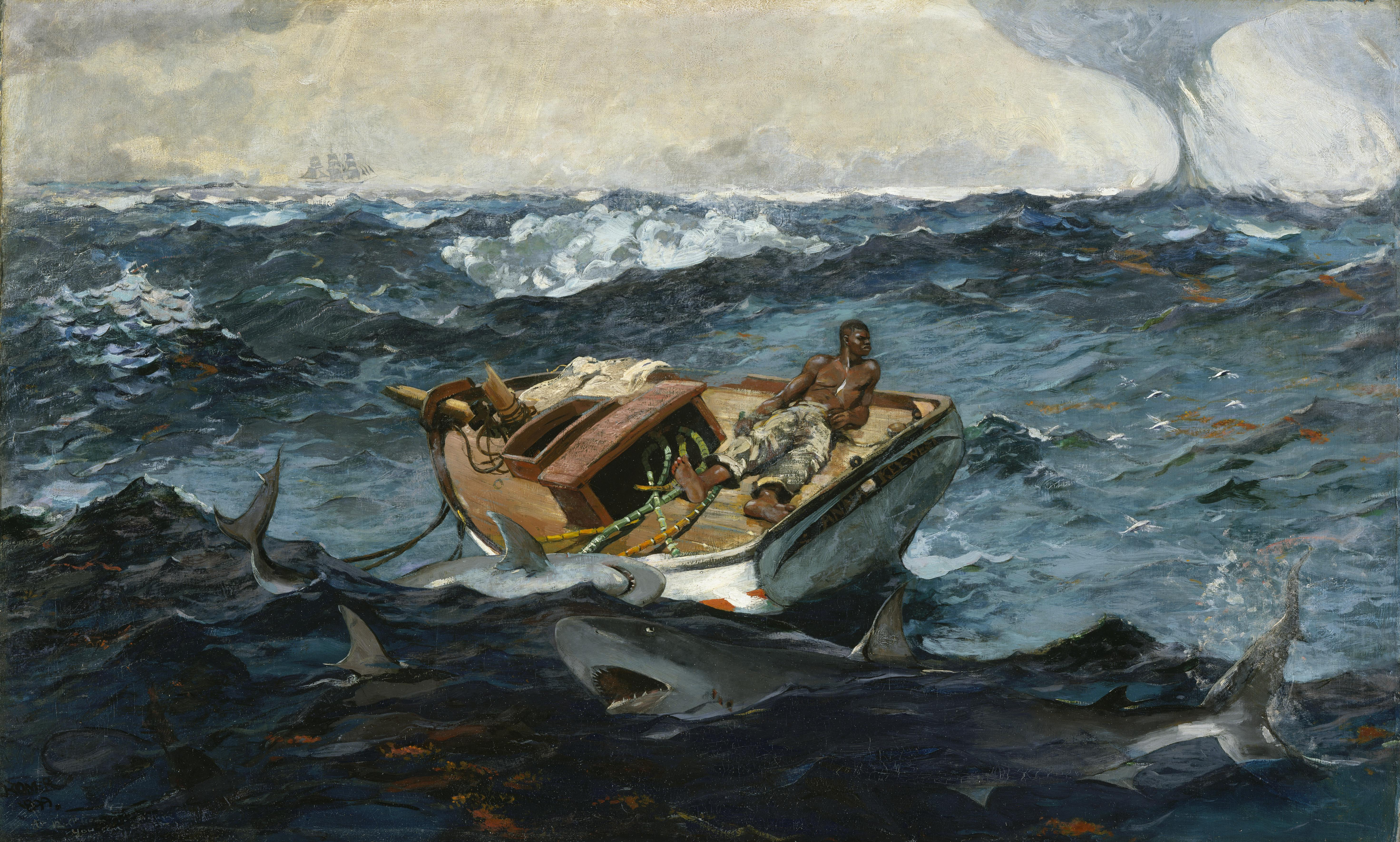
گلف استریم اثر وینسلو هومر.

دریا به عنوان یک نماد، قرن‌ها در ادبیات و شعر نقش ایفا کرده است. گاهی اوقات، تنها یک پس‌زمینه ملایم بوده است اما گاهی موضوعاتی مانند طوفان، شکستن کشتی، نبرد، مشکلات، فاجعه، دوری آرزوها، یا مرگ را بیان نموده است. در شعر حماسی ادیسه، که در سده ۸ام پیش از میلاد نوشته شده است، هومر سفرهای دریایی ده‌ساله قهرمان یونانی، یعنی ادیسئوس را توصیف می‌کند، ادیسئوس پس از جنگی که در ایلیاد آمده است، مبارزات فراوانی انجام داد و با بسیاری از خطرات دریا مواجه شد. دریا موضوع اصلی اشعار هایکو شاعر ژاپنی ماتسوئو باشو (۱۶۴۴–۱۶۹۴) می‌باشد. در ادبیات مدرن، رمان‌های الهام گرفته از دریا توسط ملوانانی چون هرمان ملویل، ژوزف کنراد، و هرمان ووک نوشته شده است. کارل گوستاو یونگ روان‌شناس بیان کرد که در تعبیر خواب، دریا ذهن ناهشیار فردی و جمعی را نمادین می‌سازد. اگرچه ریشه حیات بر زمین هنوز ناشناخته است، راشل کارسون زیست‌شناس در کتاب جهان پیرامون ما نوشته است، «خیلی عجیب است دریایی که زمانی آغازگاه حیات بوده است، اکنون به وسیله فعالیت‌های یکی از اشکال آن زندگی تهدید می‌شود. اما دریا، اگرچه به روشی نادرست تغییر کرده است، به وجود داشتن ادامه خواهد داد: این خود حیات است که تهدید می‌شود.»

### در ادبیات فارسی
دل به دریازدگان خنده به سیلاب زنند— مرتضی میرحسینی (شهپر)
به صحرا بنگرم، صحرا تو بینم، به دریا بنگرم، دریا تو بینم، به هر جا بنگرم، کوه و در و دشت، نشان از قامت رعنا تو بینم— باباطاهر
دیده دریا کُنَم و صبر به صحرا فِکَنَم وَاندر این کار دلِ خویش به دریا فِکَنَم— حافظ
سعدی به لب دریا دردانه کجا یابی، در کام نهنگان رو گر می‌طلبی کامی— سعدی

## جدول مساحت دریاها
| رتبه | اسم دریا        | مساحت (sq.mi) | مساحت (sq.km) |
| ---- | --------------- | ------------- | ------------- |
| ۱    | دریای فلیپین    | ۲٬۰۰۰٬۰۰۰     | ۵٬۱۷۷٬۷۶۲     |
| ۲    | دریای کورال     | ۱٬۸۵۰٬۰۰۰     | ۴٬۷۹۱٬۰۰۰     |
| ۳    | دریای پارس      | ۱٬۴۹۱٬۱۳۰     | ۳٬۸۶۲٬۰۰۰     |
| ۴    | دریای جنوبی چین | ۱٬۳۵۱٬۹۳۶     | ۳٬۵۰۰٬۰۰۰     |
| ۵    | دریای ودل       | ۱٬۰۸۱٬۵۴۸     | ۲٬۸۰۰٬۰۰۰     |
| ۶    | دریای کاراییب   | ۱٬۰۶۳٬۰۰۰     | ۲٬۷۵۴٬۰۰۰     |
| ۷    | دریای مدیترانه  | ۹۶۵٬۰۰۰       | ۲٬۵۰۰٬۰۰۰     |
| ۸    | دریای تاسمانی   | ۹۰۰٬۰۰۰       | ۲٬۳۳۰٬۰۰۰     |
| ۹    | دریای برینگ     | ۸۷۳٬۰۰۰       | ۲٬۲۶۰٬۱۰۰     |
| ۱۰   | خلیج بنگال      | ۸۳۸٬۹۷۰       | ۲٬۱۷۲٬۰۰۰     |

### اقیانوس آرام

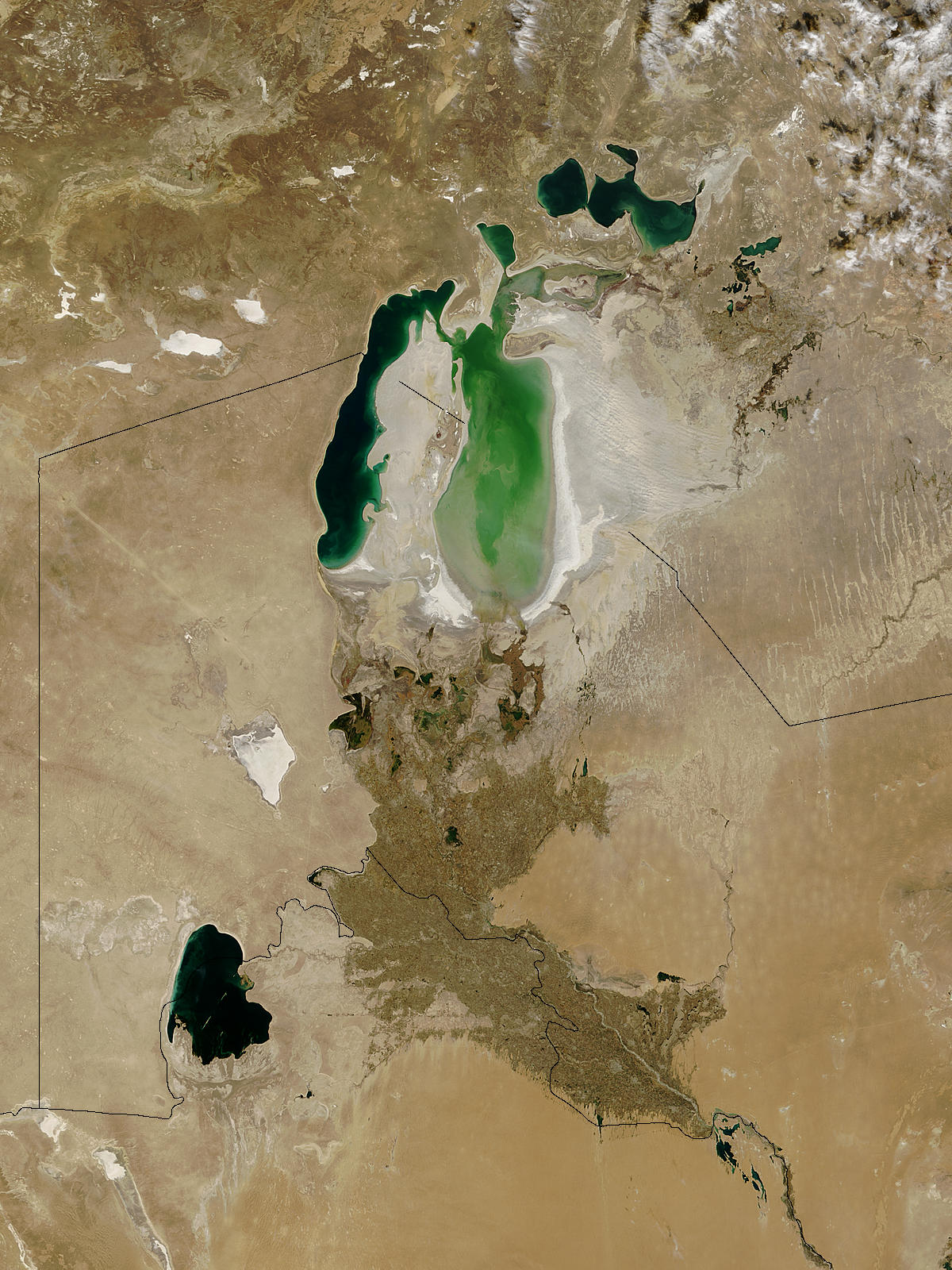
نگارهٔ ماهواره‌ای از دریاچه آرال در آسیای میانه

- دریای اختسک
- دریای ژاپن
- دریای زرد
- دریای شرقی چین
- دریای جنوبی چین
- دریای فیلیپین

### اقیانوس اطلس
- دریای کارائیب
- دریای سارگاسو
- دریای شمال
- دریای مدیترانه

### اقیانوس هند
- خلیج فارس
- دریای سرخ
- خلیج عدن
- دریای هرمز (عمان)
- دریای عرب
- خلیج بنگال
- دریای جاوه

### اقیانوس منجمد شمالی
- دریای سیاه و سفید

### اقیانوس منجمد جنوبی
- دریای آمونسن